# Personaggi di Chuck

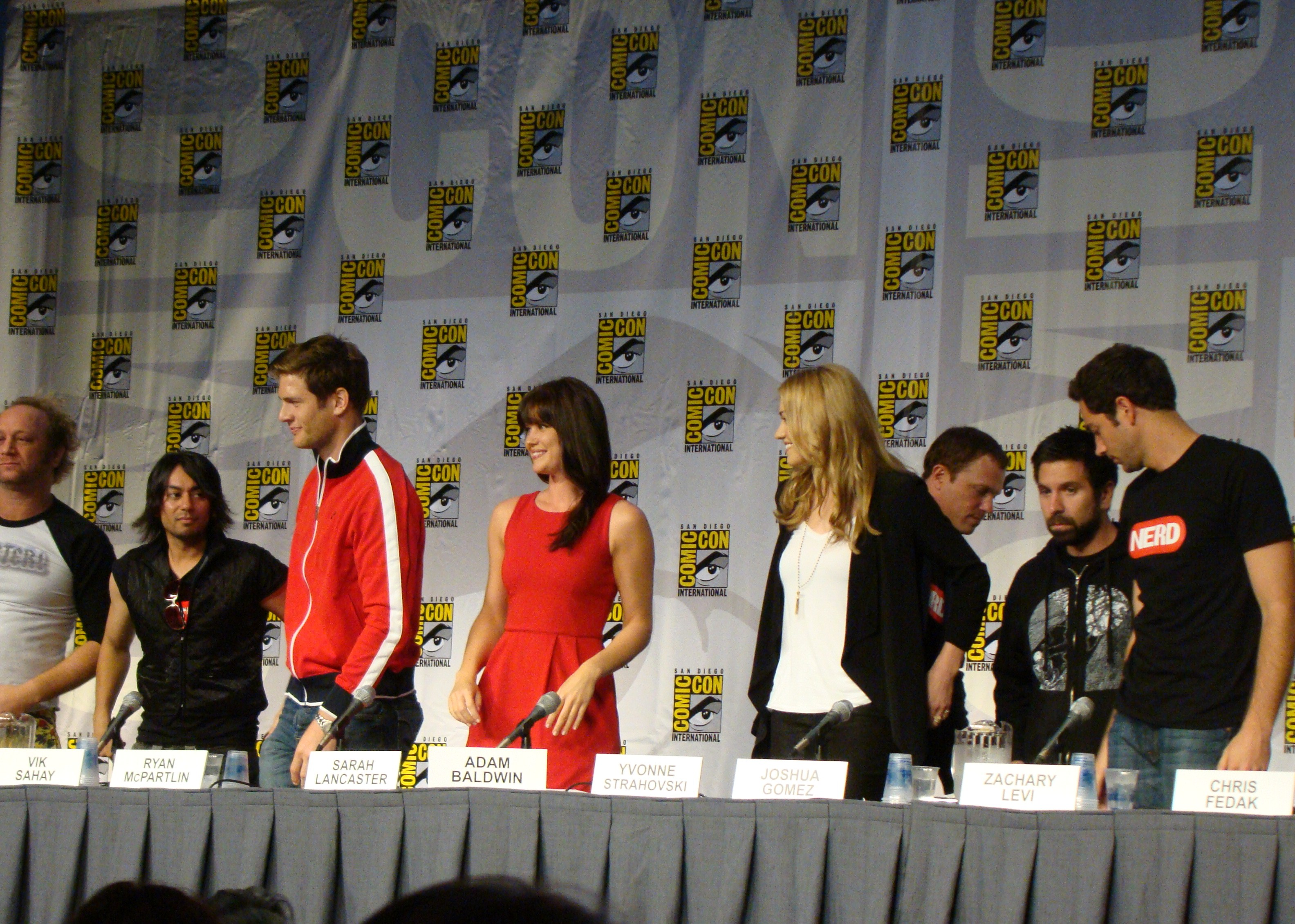
Il cast di Chuck incontra i fan al San Diego Comic-Con International del 2010

Questa voce contiene un elenco dei personaggi presenti nella serie televisiva Chuck.

## Personaggi principali
| Chuck Bartowski | Zachary Levi              | Regolare   | Regolare   | Regolare   | Regolare | Regolare   |
| Morgan Grimes   | Joshua Gomez              | Regolare   | Regolare   | Regolare   | Regolare | Regolare   |
| Sarah Walker    | Yvonne Strahovski         | Regolare   | Regolare   | Regolare   | Regolare | Regolare   |
| Ellie Bartowski | Sarah Lancaster           | Regolare   | Regolare   | Regolare   | Regolare | Regolare   |
| John Casey      | Adam Baldwin              | Regolare   | Regolare   | Regolare   | Regolare | Regolare   |
| Devon Woodcomb  | Ryan McPartlin            | Ricorrente | Regolare   | Regolare   | Regolare | Regolare   |
| Michael Tucker  | Mark Christopher Lawrence | Ricorrente | Regolare   | Regolare   | Regolare | Regolare   |
| Jeffrey Barnes  | Scott Krinsky             | Ricorrente | Regolare   | Regolare   | Regolare | Regolare   |
| Anna Wu         | Julia Ling                | Ricorrente | Regolare   | Guest      |          |            |
| Diane Beckman   | Bonita Friedericy         | Ricorrente | Ricorrente | Ricorrente | Regolare | Ricorrente |

### Sarah Walker
Sarah Lisa Walker, coniugata Bartowski. Interpretata da Yvonne Strahovski, doppiata da Stella Musy. È la co-protagonista della serie, Sarah è un agente della CIA, è un'autentica super spia. Suo padre è un truffatore, quando i suoi genitori hanno divorziato lei scelse di vivere con il padre, già da piccola lo aiutava in furti e truffe, cambiando spesso città ha assunto identità sempre diverse, si è fatta chiamare "Katie O'Connell" quando viveva nel Wisconsin e "Rebecca Franco" vivendo a Cleveland, è stato ai tempi dell'adolescenza, quando viveva a San Diego, quando si faceva chiamare Jenny Burton che si è fatta reclutare dalla CIA che le ha assegnato il nome di Sarah Walker, in effetti Sarah ha accettato per mancanza di prospettive dato che il padre era stato appena arrestato. Il suo vero nome è Sam e il suo secondo nome è Lisa, che è anche il secondo nome del suo alias, il vero cognome resta ignoto per tutta la serie. Il divorzio dei suoi genitori e l'incapacità del padre di darle equilibrio, le hanno sempre impedito di fidarsi degli altri, la sua è stata una vita solitaria, fin da ragazza non riusciva ad avere amici, e la sua carriera alla CIA ha intensificato il suo senso di lontananza, dato che quello dello spionaggio è un mondo di bugie, segreti e manipolazioni. Lavorando alla CIA Sarah ha fatto numerosi lavori sotto copertura, oltre al nome di Sarah Walker ha avuto altri alias ad esempio "Mrs. Anderson" in missione a Bogotà e "Elena Truffaut" a Léon. Essendo una donna molto avvenente usa il suo fascino per sedurre e manipolare gli uomini quando serve, lei stessa ammette che mentire è ciò in cui è più brava tanto da affermare che «È quello che faccio meglio». All'occorrenza si rivela un'assassina spietata, afferma che è addestrata a uccidere in 200 modi diversi, inoltre è multilingue. Sarah non ha mai amato totalmente la sua vita da spia, lavora alla CIA principalmente perché è l'unico ambiente che le ha dato una stabilità, seppur in modo approssimativo, raramente frequenta i suoi genitori, vive solo per lo spionaggio tanto che i suoi rapporti sociali sono estremamente circostanziali, ha fatto suo il credo per cui una spia non deve mai avere legami di natura affettiva. È in definitiva una donna orgogliosa, introversa e aggressiva, tuttavia questi sono principalmente tratti dal suo carattere derivanti dall'educazione del padre e dagli anni trascorsi alla CIA, in realtà Sarah è una persona altruista, coraggiosa e passionale, segretamente ha sempre voluto una vera famiglia. Inoltre le piace il rocky road, ama molto i fiori ad esempio i gigli anche se i suoi preferiti sono le camelie.
La vita di Sarah cambia quando conosce Chuck, tra i due è praticamente amore a prima vista, benché Sarah lo abbia avvicinato su ordine della CIA, Chuck è un uomo che conduce una vita normale a Burbank ma Bryce Larkin ha fatto in modo che Chuck scaricasse nel proprio cervello il super computer Intersect, contenente informazioni top secret governative, di conseguenza Sarah viene affiancata a John Casey con lo scopo di essere le sue guardie del corpo, Sarah in questa copertura finge di essere la fidanzata di Chuck. Sarah in breve si conquista la simpatia degli amici e della famiglia di Chuck, al suo fianco Sarah per la prima volta sperimenta una vita fatta di relazioni affettive, Chuck rappresenta per lei un mondo diverso da quello a cui Sarah suo malgrado è abituata. Tutti quelli che li vedono insieme affermano sempre che il loro amore sembra tutto tranne che una messa in scena. Prima di conoscere Chuck lei non aveva mai amato nessun altro, infatti sia il suo ex ragazzo Bryce che la sua amica di lunga data Carina Miller quando capiscono la natura dei sentimenti che Sarah prova per Chuck ne rimangono sorpresi dato che Sarah, innamorandosi di Chuck, viola la regola d'oro delle spie: mai farsi coinvolgere dell'amore. Il desiderio di Sarah di proteggere Chuck è dovuto principalmente all'affetto che prova per lui piuttosto che per l'Intersect, Sarah però è sempre più combattuta tra il suo lavoro da spia e l'amore per Chuck, ciò che la blocca dal voler stare con lui è la consapevolezza che essendo la sua guardia del corpo una relazione di natura romantica sarebbe completamente inaccettabile, tra i due non mancano i litigi, Chuck riesce più volte a farle perdere la sua naturale compostezza. Chuck nel corso della serie ha frequentato altre donne pur di dimenticare Sarah, la quale fatica a nascondere la sua gelosia, ma alla fine comprende che lei è l'amore della sua vita, Sarah al suo fianco tira fuori il suo lato emotivo, quello che in genere nasconde a tutti. Le diatribe tra i due sono frutto dell'impazienza di Chuck e del carattere ambiguo di Sarah, i loro litigi sono soprattutto il risultato della loro frustrazione vista l'impossibilità di stare insieme, tanto che Sarah diventa uno dei motivi principali per cui lui desidera eliminare l'Intersect dal suo cervello, sperando che disobbligandola dal suo ruolo di guardia del corpo lui e Sarah possano finalmente avere una relazione. Ciò che Sarah ama più di Chuck è la sua genuina bontà d'animo, tanto da ammettere che se lui fosse un assassino non sarebbe capace di amarlo.
Quando Chuck scarica nel suo cervello l'Intersect 2.0 diventando un'arma umana e dunque rendendolo idoneo a diventare una vera spia, Chuck decide di accettare di farsi addestrare, benché Sarah volesse scappare con lui e allontanarsi dalla CIA. Sarah si sente tradita ritenendo che Chuck preferisce essere una spia piuttosto che il suo compagno, i due continuano a lavorare insieme ma adesso Sarah gli riserva un atteggiamento astioso e aggressivo, non solo si è disaffezionata da lui ma contemporaneamente intraprende una relazione con il suo collega della CIA Daniel Shaw. Sarah si identifica con Chuck vedendo che lui, per diventare una spia, sta diventando bugiardo, ambizioso e cinico, temendo che Chuck finisca per diventare come lei, le cose precipitano quando Chuck porta a termine il "Test Rosso" uccidendo per la prima volta un obiettivo su ordine della CIA, Hunter Perry, vedendolo diventare un assassino Sarah perde la capacità di amarlo. Solo in seguito Casey rivela a Sarah che è stato lui a uccidere Perry e non Chuck dato che lui non sarebbe stato capace di fare una cosa del genere. Quando Shaw scopre che Sarah durante il suo Test Rosso gli uccise la moglie, tenta di vendicarla provando a uccidere Sarah, ma Chuck riesce a salvarla, i due non avendo più la forza di nascondere il loro amore diventano finalmente una coppia e Sarah accetta di andare a vivere con lui.
Anche quando sono in missione Chuck e Sarah tendono a bisticciare a causa dei loro problemi di coppia, tuttavia insieme a Chuck lei è felice, diventando più estroversa e affettuosa, con Chuck al suo fianco Sarah inizia finalmente a progettare un futuro che vada oltre la propria carriera, il suo personaggio assume anche delle sfaccettature più comiche. Chuck le chiede di sposarla e lei accetta, ma a pochi giorni dal matrimonio Vivian Volkoff tenta di uccidere Sarah con un'arma batteriologica chiamata norseman tuttavia Sarah guarisce grazie a Chuck che le porta l'antidoto ovvero l' Iridio 6 ma per riuscire nell'impresa ha dovuto farsi nemico l'agente della CIA Clyde Decker che aveva tentato di impedirgli di salvare la sua fidanzata, Decker fa licenziare Chuck, Sarah e Casey. Dopo il loro matrimonio Chuck e Sarah fondano un'impresa di spionaggio privata le Carmichael Industries ma Shaw manipolando Decker tenta di distruggere Sarah e suo marito, il tutto culmina quando Shaw tenta di ucciderla ma Chuck lo affronta sconfiggendolo e facendolo arrestare salvando la moglie. Tuttavia Shaw ha fatto in modo che Kieran Ryker, ex agente della CIA e addestratore di Sarah, si metta sulle tracce di Emma, la madre di Sarah alla quale lei aveva affidato Molly, bambina orfana ed ereditiera di un'immensa fortuna su cui Ryker vuole mettere le mani, infatti mira a uccidere la bambina, ma Sarah lo uccide proteggendola anche con l'aiuto di Chuck e Casey. Ciò permette a Sarah di riconciliarsi con Emma e questo segna il suo definitivo cambiamento, ora è pronta a fidarsi delle persone a far entrare l'amore nella sua vita, tanto che benché le fosse stata offerta la possibilità di tornare a lavorare alla CIA sceglie di rifiutarla.
Sarah desidera dei bambini, ma preferendo ora una stile di vita più serafico, propone di abbandonare le missioni operative scegliendo invece di concentrarsi sul controspionaggio informatico. Prima che ciò avvenga però, Nicholas Quinn rapisce Chuck e dunque Sarah per salvarlo scarica nel proprio cervello una versione difettosa dell'Intersect 2.0 in effetti grazie a esso riesce a salvare il marito, ma più fa uso dell'Intersect e più i suoi ricordi svaniscono. Quinn rapisce Sarah e con delle "flash card" stimola l'Intersect di Sarah tanto che, prima di rimuoverglielo dal cervello, lei perde gli ultimi cinque anni della sua memoria, compresi tutti i suoi ricordi legati a Chuck. Sarah torna a essere la spia spietata e apatica che era in passato, Quinn la convince che Chuck è un criminale e che lei lo ha sposato solo per ucciderlo, intanto Chuck cerca di distruggere l'Intersect 3.0 che il D.A.R.P.A. aveva progettato ma Sarah glielo impedisce e riesce anche sottrarglielo e a darlo a Quinn, quest'ultimo le rivela poi di averla solo manipolata, Sarah capisce dunque di aver realmente amato Chuck e che Quinn le ha portato via la sua vita. Sarah non ha il coraggio di stare insieme a Chuck, afferma di non poterlo amare senza ricordare il loro passato, ora per Sarah c'è posto solo per la vendetta contro Quinn. Tuttavia Sarah accetta l'aiuto di Chuck e insieme lo affrontano, Sarah spara a Quinn uccidendolo prima che lui potesse scaricare nel suo cervello l'Intersect 3.0 in effetti Chuck intendeva usarlo per restituire la memoria a Sarah ma decide di scaricarlo lui stesso per disinnescare una bomba attivata da Quinn che avrebbe potuto mietere molte vittime.
Benché durante la lotta contro Quinn i sentimenti di Sarah per Chuck siano in parte riemersi e con essi alcuni ricordi che lei sembrava aver cancellato, Sarah non è sicura di voler tornare con Chuck dando per scontato che lei non sarebbe capace di renderlo felice se non riuscisse a riavere indietro i suoi ricordi, tuttavia quando capisce che l'immenso affetto che Chuck prova per lei è completamente disinteressato, tanto che lui non pretende niente dalla moglie se non la possibilità di rimanerle accanto e di aiutarla ogni volta che lei ne avrà bisogno, Sarah sembra voler fare un tentativo per salvare il loro matrimonio, infatti nel finale della serie chiede a Chuck di raccontarle la loro storia. Quando lui conclude il racconto Chuck e Sarah si baciano teneramente, non chiaro se lei abbia recuperato i suoi ricordi ma facendo supporre che comunque si sia innamorata di Chuck per la seconda volta.

### John Casey
John Casey. Interpretato da Adam Baldwin, doppiato da Roberto Draghetti. Lui, Chuck e Sarah sono i protagonisti principali della serie. Il suo vero nome è Alexander "Alex" Coburn, in passato quando era un tenente nel corpo dei Marine in missione in Honduras nel 1989 inscenò una falsa morte e poi adottò il nome di John Casey diventando una spia sotto la supervisione di James Keller e Ty Bennett che però in seguito finirono entrambi col tradire i servizi segreti diventando dei criminali mercenari. Casey ha mosso i primi passi nell'intelligence militare per poi fare carriera nell'NSA diventandone il loro miglior agente fino a raggiungere il grado di maggiore. È il miglior tiratore scelto dell'NSA, si fa vanto di essere uno dei cinque migliori cecchini al mondo, il suo corpo ha una certa tolleranza ai farmaci, inoltre ha un'elevata soglia del dolore, afferma di poter sopravvivere da una caduta di 20 metri, fisicamente è molto forte tanto da poter spezzare l'osso del collo a una persona con estrema facilità, inoltre ha contratto svariate volte la malaria riuscendo sempre a guarirvi. Durante la sua carriera servì in Afghanistan sotto copertura e venne torturato dai separatisti Baath, ha prestato servizio in varie città come Minsk, Praga e Groznyj dove ha conosciuto spie di altre agenzie. Pur avendo cambiato identità, si tiene ancora in contatto con sua madre.
Casey agisce con la mentalità tipica di un soldato, vive solo per eseguire gli ordini che gli vengono impartiti, praticamente non ha amici, Chuck e Sarah ammettono che faticano a concepire l'idea che lui possa avere una relazione di natura amorosa. Casey sembra disprezzare la sola idea di poter avere una famiglia ritenendola una contingenza che danneggerebbe la sua carriera di spia, crede nel sogno americano e ha dedicato la sua vita a fare in modo che la popolazione che serve possa conquistarlo, sentendo però che il solo modo per riuscirci è quello di sacrificare la propria felicità. In verità la solitudine di Casey è anche dovuta alla sua difficoltà nel districarsi nei rapporti interpersonali, anche se cerca di celarlo per lui è difficile alle volte convivere con la propria solitudine. Nonostante la sua indiscussa professionalità, fatica a contenere la sua indole rabbiosa e violenta, è un uomo molto intimidatorio, impaziente e sardonico, tuttavia nasconde un animo buono. Ha una vera a propria passione per le armi da fuoco, è molto geleso della sua auto, una Crown Victoria, gli piaccioni i sigari, i bonsai e ama prendere il caffè scuro e amaro, è sempre stato un sostenitore di Ronald Reagan (tanto da conservarne una foto incorniciata) mentre non simpatizzava molto per Bill e Hillary Clinton. Non sopporta i russi, né tanto meno i francesi. Possiede un orecchio assoluto, inoltre si è rivelato bravo sia come DJ che come barman tanto che anche Chuck e Sarah in più occasioni rimangono sorpresi dalle sue capacità versatili.
Quando Chuck scarica involontariamente l'Intersect nel suo cervello diventando una risorsa, Casey e Sarah si trasferiscono a Burbank diventando le sue guardie del corpo, Casey diventa il vicino di casa di Chuck infatti si trasferisce nella casa accanto alla sua, oltre a diventare il suo collega di lavoro al Buy More come Maglietta Verde, Casey per tutta la serie ha sempre odiato il suo impiego al Buy More. Casey, consapevole che Chuck e Sarah si amano, si oppone al loro amore, benché si diverta spesso a provocarli sapendo quanto per loro due sia frustrante dover reprimere i loro sentimenti. Se Sarah ha sempre riservato a Chuck un atteggiamento amichevole e comprensivo, Casey diversamente da lei nei riguardi di Chuck mostra quasi sempre comportamenti aggressivi e severi, spesso lo chiama "idiota" in realtà non prova astio contro Chuck, semplicemente data l'iniziale estraneità di Chuck alle regole dei servizi segreti e per via del suo carattere emotivo (ben diverso dai colleghi con cui Casey ha sempre lavorato) per Casey è difficile relazionarsi con lui. A volte Casey lo chiama semplicemente "Intersect" a dimostrazione del fatto che preferisce avere con Chuck un rapporto distaccato, tuttavia Chuck si affeziona a lui, infatti reputa Casey uno dei suoi amici più cari, tenta sempre di conquistarsi la sua confidenza. Casey in fondo considera Chuck un uomo intelligente e coraggioso, in un'occasione quando Casey è costretto ad affrontare il suo ex mentore Bennett, riesce a sconfiggerlo e a catturarlo proprio grazie a Chuck che provocando volontariamente la sua rabbia è riuscito a farlo concentrare in modo che riuscisse nell'impresa. Nelle missioni a Chuck e Sarah vengono spesso dati incarichi più rilevanti, invece Casey svolge ruoli più secondari, ad esempio autista, cameriere o guardia del corpo.
Il direttore della CIA Langston Graham ordina a Casey di uccidere Chuck temendo che non sarebbe possibile proteggere le informazioni dell'Intersect custodute nel suo cervello, effettivamente Casey essendosi affezionato a lui tenta di convincere Graham a riconsiderare la cosa, ma egli è irremovibile, tanto che Casey decide di eseguire l'ordine, si astiene dal farlo solo perché Graham muore in un'esplosione caduto in una trappola, cosa che comporta l'annullamento dell'ordine di omicidio. Casey viene promosso a colonnello, e quando Chuck scarica nel proprio cervello l'Intersect 2.0, cosa che lo spinge a voler intraprendere l'addestramento per diventare una vera spia, al contrario di Sarah che fatica ad accettare il cambiamento di Chuck vedendo in lui un atteggiamento veemente e manipolatore, Casey invice si rivela orgoglioso di lui. L'organizzazione criminale dell'Anello, tramite Keller, costringe Casey a rubare alla CIA un farmaco con la minaccia di far del male a Kathleen McHugh, l'ex fidanzata di Casey che, prima di inscenare la propria morte anni prima, doveva sposare. Chuck riesce a salvare Kathleen mentre Casey uccide Keller, purtroppo però per il furto viene allontanato dall'NSA, ora costretto a vivere da civile. Casey uccide Hunter Perry al posto di Chuck facendogli superare il suo Test Rosso, così quest'ultimo ottiene la promozione ad agente della CIA, pur ritenendo che Chuck può essere un'ottima spia capisce che lui non è un assassino decidendo di rispettare questo lato del suo carattere. Inoltre Casey decide ora di sostenere l'amore di Chuck e Sarah, tanto da rivelare a quest'ultima che è stato lui a uccidere Perry sapendo che, credendo Chuck un assassino, non lo avrebbe amato.
Casey aiuta Chuck a catturare il direttore dell'Anello a Parigi, ciò gli consente di essere reintegrato nell'NSA. Quando Casey scopre che Kathleen ha avuto una figlia da lui a cui ha dato il nome di Alex, decide di iniziare a frequentarla, mettendola in salvo quando l'Anello cerca di farle del male. Casey, dopo aver aiutato Chuck e Sarah a distruggere l'Anello, stringe un legame con Alex, la quale impara velocemente a volergli bene, Casey si rivela un padre affettuoso e protettivo. Ora Casey è molto cambiato, è più aperto ai rapporti di amicizia, considerando suoi amici sia Chuck che Sarah, così come anche Morgan, Ellie e Devon pur preservando il suo carattere arcigno e scontroso. Casey ammette che Chuck e Sarah sono le spie migliori che lui abbia mai incontrato, adesso per lui la sua devozione nei confronti dei propri amici viene anche prima del proprio lavoro, infatti quando Sarah rischia di morire per colpa del norseman Casey aiuta Chuck a recuperare l'antidoto pur facendosi nemico l'agente della CIA Clyde Decker, il quale fa in modo che Casey, Chuck e Sarah vengano allontanati dai servizi segreti. Tuttavia fondano una loro impresa di spionaggio privata, le Carmichael Industries, il loro principale concorrente è Gertrude Verbanski a capo di un'agenzia analoga ma molto più affermata, nonché ex amante di Casey, tra i due c'è ancora una tacita attrazione, finché poi non intraprendono una relazione. Decker cerca più volte di ostacolare le Carmichael Industries, tanto che Gertrude arriva a uccidere Decker dato che egli aveva cercato di danneggiare Casey. Quest'ultimo arriva a considerare Gertrude una fidanzata, ma quando lei parte per Dresda, benché gli avesse chiesto di seguirla, lui preferisce rimanere a Burbank per stare accanto a Alex.
Casey accetta l'offerta del generale Diane Beckman di tornare a lavorare per l'NSA incaricandogli di trovare e uccidere Nicholas Quinn, decide di tagliare i ponti con Alex e i suoi amici, desidera infatti tornare a essere l'uomo che era prima, ma quando capisce che i legami affettivi che lui ha allacciato lo hanno trasformato in una persona migliore, decide di affrontare Quinn con l'aiuto di Chuck e Sarah. Nel finale della serie, con Sarah che uccide Quinn portando a termine la missione, Casey decide di allontanarsi dall'NSA ma anche da Burbank, con l'obiettivo di andare a Dresda da Gertrude, sentendo ormai di essere in una fase della sua vita in cui avverte il bisogno di mettere al primo posto la propria felicità personale. Casey lascia la sua casa ad Alex in modo che lei possa viverci con il suo fidanzato Morgan, inoltre Casey e Chuck si salutano con affetto, Casey gli promette che si rivedranno quando capiterà l'occasione.

### Diane Beckman
Mary Diane Beckman. Interpretata da Bonita Friedericy, doppiata da Paola Giannetti. Beckman è il generale generale di brigata della USAF e direttrice della NSA. Quando Chuck scarica nel suo cervello l'Intersect viene posta a capo dell'Operazione Bartowski inizialmente assieme al direttore della CIA Langston Graham, in effetti se quest'ultimo affianca Sarah a Chuck come sua agente, la Beckman sceglie invece Casey, il quale insieme a Sarah diventa la guardia del corpo di Chuck.
Poco si sa sulla carriera della Beckman ma tuttavia si può accertare che si sia arruolata nella United States Air Force prima del 14 agosto 1974 e che prese parte alla Guerra del Golfo in due diverse compagnie Ignoto è in che periodo venne reclutata dalla NSA o quando ne assunse la direzione, tuttavia negli anni ottanta svolgeva ancora lavori di spionaggio come agente operativo.
Ufficialmente la Beckaman e Graham esigeranno la protezione di Chuck ma in realtà, segretamente i due faranno costruire un secondo Intersect e quando sarà operativo Casey avrà il compito di uccidere Chuck per evitare che i segreti dell'Intersect in suo possesso finiscano nelle mani sbagliate; in verità è più Graham a spingere per l'omicidio di Chuck, effettivamente la Beckman sembrava sul punto di voler considerare la possibilità di risparmiargli la vita. Le cose prendeno una piega inaspettata quando l'impresa criminale Fulcrum manomette il nuovo Intersect che i servizi segreti stavano per realizzare scatenando un'esplosione tramite un trojan horse nella quale Graham perde la vita. La Beckman, dopo la morte di Graham, ottiene la titolarità non solo sull'NSA ma anche sulla CIA, e dunque rimarrà la sola sovrintendente di Chuck, Sarah e Casey e deciderà di proteggere il ragazzo poiché l'unica arma effettiva del governo contro la Fulcrum. Tra Casey e la Beckman c'è una profonda stima reciproca, lei reputa Casey il suo agente migliore. È una donna autoritaria e non tollera di essere contraddetta, a volte pur di ottenere dei risultati si rivela capace di prendere scelte di dubbia moralità ma agisce così solo perché il suo ruolo, che richiede responsabilità, la costringe a prendere decisioni difficili. Dà l'impressione di non sopportare Chuck, il cui comportamento denota spesso poca considerazione dell'autorità che la Beckman rappresenta, ma in realtà lei ha intravisto le sue potenzialità come agente, tanto da ammettere che preferirebbe che lui non rinunciasse all'Intersect perché è convinta che Chuck abbia quello che serve per diventare un'ottima spia. Per merito di Chuck, Casey e Sarah, nonché all'aiuto di Stephen Bartowski, che si rivelerà essere Orion (il creatore dell'Intersect) i servizi segreti riusciranno a sgominare la Fulcrum, fatto che spingerà la Beckman a rinunciare a Chuck, anche perché Stephen è riuscito a rimuovere dal suo cervello l'Intersect, in effetti la Beckman era pronta a offrire a Chuck un lavoro alla CIA come analista ma lui ha preferito rifiutarlo.
Un'impresa antigovernativa più pericolosa della Fulcrum minaccia i servizi segreti, l'Anello, e quando Chuck sceglie di scaricare nel proprio cervello l'Intersect 2.0 la Beckman dispone affinché lui diventi un agente operativo, sceglie infatti Daniel Shaw come suo addestratore, ma la faccenda sfugge di mano quando Shaw passa dalla parte dell'Anello, fa arrestare la Beckman con l'accusa di negligenza in modo da sostituirsi a lei, pertanto l'Anello avrebbe il dominio sulla CIA e sull'NSA. Chuck e la sua squadra fanno scagionare la Beckman oltre a sgominare l'Anello e arrestare Shaw. Ha sempre saputo che Chuck e Sarah segretamente si amano, all'inizio temendo che questo sentimento fosse un intralcio nel loro lavoro aveva tentato di separarli, altre volte ha preferito rimanere all'oscuro dei progressi della loro relazione, tuttavia quando Chuck e Sarah le riveleranno che sono diventati una vera coppia la Beckman ammette che aspettava con impazienza che loro due si mettessero insieme, segretamente sosteneva il loro amore.
Anche se con non poche remore, accetta di inserire Morgan nella squadra di Chuck, in alcune occasioni riconosce che Morgan può tornare utile nonostante gli manchi la preparazione necessaria. Pur conservando un atteggiamento rigido, il generale dà più volte segno che l'interesse che nutre per Chuck, Sarah e Casey non è dovuto all'ottimo contributo che hanno sempre dato all'agenzia, ma per la stima che prova nei loro confronti, più volte si è dimostrata apprensiva con Chuck dimostrando di tenere a lui non solo come agente ma anche come persona. Quando Sarah rischia di morire a causa del norseman la Beckman decide di violare i protocolli pur di aiutare Chuck a salvarla (a conferma che i suoi colleghi per lei sono più importanti del suo senso della professionalità) per merito suo Chuck fa evadere Alexei Volkoff e con il suo aiuto ottiene l'antidoto con cui Chuck salva Sarah.
Dopo l'accaduto Chuck, Sarah, Casey e Morgan vengono allontanati dai servizi segreti, ma la Beckman ammette di considerarli ancora la sua squadra, pronta ad aiutarli anche quando fondano una loro agenzia di spionaggio privata. Per merito della Beckman riescono a sconfiggere Shaw quando quest'ultimo, una volta evaso, voleva usare il virus Omen per rubare i dati dai server governativi e usarli per creare l'Intersect 3.0 e rientrare alla CIA, dopo questo successo la Beckman propone alla sua vecchia squadra di tornare a lavorare ai servizi segreti, ma loro seppur tentati di accettare, rifiutano preferendo lavorare forti della propria indipendenza.
Nicholas Quinn desidera scaricare nel proprio cervello l'Intersect 3.0 ma prima deve usare il dispositivo chiamato "Chiave" per togliergli ogni impurità, per completare la Chiave serve un ultimo componente, e mentre la Beckman assiste a un concerto dell'orchestra sinfonica con la delegazione cinese, riceve la visita di Quinn che le rivela di essere seduta su una bomba a pressione che lui ha posizionato. Quinn confessa alla Beckman che lei inconsapevolmente era in possesso dell'ultimo componente della Chiave, a sua insaputa Stephen lo aveva messo nella sua uniforme militare, ottenuta la Chiave Quinn riesce a ultimare l'Intersect 3.0 ma Sarah lo uccide e Chuck lo scarica nel suo cervello e con esso riesce a disinnescare la bomba salvando la Beckman. Quest'ultima, dopo quanto successo, rinnova la sua stima per Chuck, Sarah e Casey ma capisce che non vogliono più lavorare per lei e che non saranno più una squadra, e nel finale della serie si congeda da loro con le parole «Se voleste di nuovo salvare il mondo sapete dove trovarmi».

### Morgan Grimes
Morgan Guillermo Grimes. Interpretato da Joshua Gomez, doppiato da David Chevalier. Morgan è il migliore amico del protagonista, Chuck Bartowski. Dapprima personaggio secondario e contorno comico delle vicende, il suo ruolo acquisirà un'importanza sempre maggiore col progredire della serie. Figlio di una madre single, Bolonia Garcia Boganvia Grimes, del padre non si fa quasi mai menzione, nonostante la madre sia latinoamericana Morgan non mostra i tipici tratti ispanici, né tanto meno sa parlare lo spagnolo. Lui e Chuck sono migliori amici dall'asilo, Morgan durante l'infanzia e l'adolescenza è stato vittima di bullismo, anche da parte delle ragazze, Chuck era sempre pronto a prendere le sue parti. Morgan condivide le stesse passioni nerd di Chuck, quali fumetti, serie televisive, videogiochi e film di fantascienza. Si fa pregio di aver visto ogni film di kung fu mai girato al punto da affermare che «So riconoscere una sequenza di lotta finta da un chilometro», curiosamente conosce bene anche le armi da fuoco, pur essendo quasi completamente negato nell'usarle. Non gli piace volare in aereo perché ciò lo rende nervoso, tanto che durante il volo non ha il coraggio  di dormire preferendo rimanere sveglio. Morgan lavora insieme a Chuck al Buy More, come Maglietta Verde, è un lavoro che fatica a prendere con serietà, è una brava persona, ma pur essendo un adulto preferisce atteggiarsi come un adolescente irresponsabile. Morgan è persino più ironico e sarcastico di Chuck. La Beckman definisce quello tra Chuck e Morgan è un rapporto di codipendenza, quest'ultimo addirittura arriva ad affermare che è vincolato a Chuck da un "legame gemellare". Morgan pare solo disprezzare l'idea di non lavorare con Chuck al Buy More pur sapendo che lì il potenziale del suo amico è sprecato, si vanta di conoscere bene le donne ma ha avuto pochissime relazioni importanti, i comportamenti superficiali di Morgan in realtà servono solo a celare le sue insicurezze: si sente legato al Buy More solo perché crede di non poter ambire a una carriera migliore, inoltre tendenzialmente preferisce avere relazioni di breve durata per paura di soffrire. È totalmente incapace di mantenere un segreto con Chuck.
Morgan inizia una relazione con la sua collega Anna Wu, inizialmente Morgan è all'oscuro del fatto che Chuck ha iniziato a lavorare per la CIA e che Casey e Sarah sono delle spie. Nonostante gli alti e bassi della loro relazione, Morgan e Anna sembrano trovare una giusta intesa, in effetti Anna è stata la prima persona che ha incoraggiato Morgan a espandere i propri orizzonti facendogli capire che lui non deve sentirsi necessariamente vincolato al Buy More, tanto che Anna gli dà la forza di lasciare Burbank e di trasferirsi con lei alle Hawaii in modo da diventare un cuoco in un ristorante giapponese (il sogno nel cassetto di Morgan). Dopo sei mesi torna a Burbank, infatti Anna lo ha lasciato per un altro uomo, dopo aver vissuto per anni con la madre, si trasferisce da Chuck come suo coinquilino, tornando a lavorare al Buy More, tuttavia viene promosso a vide direttore, ciò gli permette di evolversi come persona, infatti diventa più serio e autoritario. Ignaro che Chuck è una spia, inizia a percepire che l'amico gli sta nascondendo dei segreti, solo per una pura casualità scopre che Chuck lavora con la CIA, tanto da rimanerne affascinato, in effetti i colleghi di Chuck in un primo momento volevano trasferirlo altrove ritenendo che Morgan non sarebbe capace di gestire questo segreto, ma Chuck li convince a concedergli un po' di fiducia.
Morgan è smanioso di entrare a far parte della squadra, alla fine Casey convince la Beckman a integrarlo nel gruppo, benché debba sempre lavorare al Buy More ma questa volta come copertura, tanto che quando diventa una base della CIA, la Beckman lo nomina store manager. Un elemento che distingue Morgan da Chuck è che quest'ultimo, quando ha iniziato a lavorare per la CIA ha sempre cercato di tenersi il più lontano possibile dal pericolo, Morgan invece muore sempre dalla voglia di partecipare alle missioni, questo perché per via del suo carattere infantile non ha mai compreso fino in fondo la natura pericolosa dello spionaggio, lui la vede solo come un'avventura, tuttavia in svariate occasioni mostra realmente audacia e coraggio davanti ai pericoli, in alcune missioni Morgan si rivela determinante nell'ottenere dei successi. Da quando Casey ha iniziato a stimare Chuck come collega, praticamente diventa Morgan l'oggetto delle sue frustrazioni, Casey alle volte lo reputa un individuo fastidioso nonché un incapace, ma in fondo ammira il suo coraggio. Morgan intraprende una relazione con Alex McHugh, la figlia di Casey, il quale all'inizio si opponeva ma poi sceglie di non intromettersi capendo che Morgan le vuole bene. Ritenendo inappropriato continuare a vivere con Chuck dal momento che lui e Sarah stanno per sposarsi, Morgan va a vivere con Casey.
È proprio Morgan a fare da cerimoniante quando Chuck e Sarah si sposano, i due poi fondano un'agenzia di spionaggio privata chiamata Carmichael Industries coinvolgendo anche Casey e Morgan, quest'ultimo senza volerlo scarica da un paio di occhiali da sole l'Intersect 2.0 nel proprio cervello diventando così una spia. Benché all'inizio l'intenzione di Chuck, Sarah e Casey fosse quella di trasformare Morgan nella loro miglior risorsa, si rendono conto che lui non è capace di usare l'Intersect con responsabilità, anche perché Morgan è diventato ambizioso quanto arrogante, arriva persino a lasciare Alex preferendo lavorare per la Verbanski Corporation, la concorrenza. Morgan viene avvicinato da Nicholas Quinn che possiede una versione dell'Intersect 2.0 simile a quella di Morgan caricata in un paio di occhiali da sole, infatti sapendo che Morgan aveva scaricato nel proprio cervello un Intersect era curioso di conoscerlo, ma Morgan arriva a rubargli gli occhiali da sole nascondendoglieli. Quando Chuck, Sarah e Casey capiscono che un trojan ha infettato l'Intersect che lui ha scaricato (causa del suo mutamento di personalità) per volere di Clyde Decker, accetta di farselo rimuovere, in verità quell'Intersect era destinato a Chuck. Il fatto che Morgan abbia l'Intersect lo rende un bersaglio della CIA che ha diramato l'ordine di uccisione di Morgan, ma grazie alla Beckman che fornisce il dispositivo per la rimozione dell'Intersect lui ora è fuori pericolo, tornando a lavorare con i suoi amici.
Dopo un po' di tempo Morgan si fa perdonare da Alex, i due tornano insieme. Morgan e i suoi amici devono vedersela con Quinn, prima riescono a impedirgli di rientrare in possesso dell'Intersect che Morgan aveva nascosto, poi nell'ultimo episodio Sarah uccide Quinn, mentre Casey lascia a Morgan la sua casa, lui la divide con Alex dato che già progettavano di andare a convivere insieme.

### Ellie Bartowski
Dr. Eleanor Faye "Ellie" Bartowski, coniugata Woodcomb. Interpretata da Sarah Lancaster, doppiata da Sabrina Duranti. Ellie è la sorella maggiore del protagonista Chuck Bartowski, ed è una dottoressa specializzata in neurologia. Ellie sia durante l'infanzia che durante l'adolescenza è sempre stata all'oscuro del fatto che i suoi genitori Stephen e Mary sono delle spie e che proprio per via del loro lavoro sono stati costretti ad abbandonare i figli, è stata Mary la prima ad andarsene per una missione sotto copertura, e in seguito Stephen lasciò pure lui i figli per proteggerli dai pericoli delle sue ricerche sull'Intersect. Ellie ha sempre creduto che il padre e la madre avessero abbandonato lei e Chuck per mancanza di amore, infatti Ellie ha sofferto più di Chuck per l'abbandono dei genitori.
Ellie per Chuck è più una figura genitoriale che una sorella maggiore, i due si vogliono molto bene, Ellie è una sorella dolce, affettuosa, protettiva e comprensiva, Morgan ha sempre avuto un debole per lei, anche se Ellie lo vede solo come un buon amico, benché a volte lo trova immaturo e fastidioso. Quando Chuck viene esplulso da Stanford Ellie lo accoglie e divide la sua casa con lui a Burbank, inoltre con loro vive anche Devon, il fidanzato di Ellie, entrambi lavorano come medici al Westside Medical Center. Ellie ha sempre trovato inaccettabile che Chuck lavori al Buy More gettando via le sue potenzialità, Ellie per tanto tempo ha cercato di spronarlo a cercare progettualità e felicità nella sua vita. Ellie all'inizio è completamente ignara del fatto che Chuck ha iniziato a lavorare per la CIA e che Sarah, che Chuck presenta a tutti come la sua nuova fidanzata, è una spia, tuttavia Ellie vede in Sarah la possibilità per Chuck di riprendere in mano la sua vita, Ellie e Sarah in breve fanno subito amicizia, in effetti sono praticamente migliori amiche. 
Il fatto che Chuck abbia iniziato una doppia vita come agente della CIA, cosa che non può rivelare a Ellie, lo spinge inevitabilmente a dipendere meno da lei sul piano emotivo, cosa che pure Ellie gradualmente inizia a percepire, vedendo in tutto ciò una minaccia al loro rapporto, infatti ironicamente anche se tra i due è Ellie quella più matura ed emancipata, viene più volte palesato che è proprio lei quella che dipende di più dal loro rapporto fratello-sorella, infatti ama prendersi cura di Chuck ed essere per lui una confidente, perché Chuck ha sempre rappresentato l'unica famiglia su cui Ellie per tanto tempo ha potuto contare. 
Devon le chiede di sposarlo e lei accetta con felicità, in occasione del matrimonio Stephen su richiesta di Chuck torna nella vita di Ellie per riallacciare il rapporto con lei, in effetti anche se Ellie all'inizio faticava a perdonarlo per il modo in cui l'aveva lasciata, apprezza la sua presenza al matrimonio. Ellie e Devon si trasferiscono in una casa tutta loro accanto a quella di Chuck (che inizia a convivere con Morgan e poi con Sarah). L'organizzazione criminale dell'Anello si avvicina a Ellie in modo da usarla per attirare Stephen in trappola, infatti il loro agente Daniel Shaw vuole Stephen, e purtroppo Ellie inconsapevolmente loro complice fa in modo che Stephen esca allo scoperto, in questo frangente Ellie scopre che Chuck e Stephen sono delle spie. Ellie affronta un momento molto difficile quando vede Shaw uccidere Stephen tanto che, una volta che Chuck e la sua squadra sconfiggono Shaw e l'Anello, lui lascia lo spionaggio proprio su richiesta di Ellie, dato che l'idea che il fratello vivesse nel pericoloso mondo dello spionaggio dal quale lei non poteva proteggerlo non le permetteva di affrontare la cosa con serenità.
Ellie scopre di aspettare una figlia da Devon, infatti nasce la piccola Clara, contemporaneamente Ellie si riconcilia con sua madre Mary che per merito di Chuck e Sarah ha posto fine all'operazione sotto copertura che per anni l'aveva allontanata dalla figlia. Ellie scopre che Stephen le aveva lasciato in eredità una Ford Mustang 68 e al suo interno trova un computer che nel quale Stephen conservava i dati del progetto Intersect. Ellie affascinata dal lavoro del padre inizia a studiarlo, inoltre Chuck trova il coraggio di confessarle che non aveva mai smesso di fare la spia, e lei decide di accettarlo senza problemi. In realtà Ellie ignora che i servizi segreti stanno monitorando i miglioramento che lei tramite il computer del padre sta apportando all'Intersect, infatti Ellie comprende il super computer probabilmente anche meglio di Chuck, infatti Ellie ha dimostrato di avere una mente brillante quanto quella del padre Stephen persino la Beckman ha affermato che lei è riuscita a perfezionare l'Intersect meglio di quanto avessero tentato di fare i ricercatori della CIA. È implicito che l'Intersect 3.0 apparso nella quinta stagione che la CIA aveva progettato e che Shaw e Quinn volessero ottenere sia stato il frutto dei risultati che Ellie ha conseguito durante il suo lavoro di ricerca anche perché la CIA già progettava di migliorare l'Intersect.
Quando Shaw evade di prigione e tenta di scaricare l'Intersect 3.0 nel proprio cervello, Chuck sabota il suo piano, Shaw cerca di ucciderlo ma Ellie salva suo fratello e arrivando alle spalle di Shaw lo tramortisce facendolo arrestare nuovamente, Ellie si toglie così la soddisfazione di vendicare Stephen che Shaw aveva ingiustamente ucciso. A Ellie e Devon vengono offerti degli ottimi impieghi a Chicago e dunque nel finale della serie i due si trasferiscono lasciando Burbank, con Mary che promette di essere presente nella vita di sua figlia in modo da aiutarla ad accudire Clara. Ellie si separa da Chuck il quale ritiene che la sorella per troppo tempo si è presa cura di lui e che adesso è pronto a cavarsela anche senza Ellie al suo fianco.

### Devon Woodcomb
Dr. Devon Christian Woodcomb. Interpretato da Ryan McPartlin, doppiato da Massimo Bitossi. Devon è il fidanzato e in seguito marito di Ellie Bartowski, e dunque il cognato del protagonista. È un dottore specializzato in chirurgia cardiotoracica. Devon ha conosciuto Ellie alla facoltà di medicina, tra i due è stato subito amore, i suoi genitori sono dei medici, come lui, ai tempi dell'università ha lavorato come modello per Abercrombie & Fitch. Pronuncia sempre la parola "fenomenale" quando è felice o soddisfatto, anche per questo tutti lo chiamano "Capitan Fenomeno" o per abbreviazione semplicemente "Fenomeno" tuttavia non sembra che lui comprenda che questi epiteti siano più che altro una presa in giro. Lui e Ellie vivono insieme a Chuck, egli vuole molto bene a Devon infatti lo considera uno dei suoi migliori amici, anche se Devon ha due fratelli minori, ammette di sentirsi più legato a Chuck che a loro, infatti Devon considera Chuck alla stregua di un fratello. Devon cerca sempre di spronare Chuck ha essere più sicuro di sé e più intraprendente, nel caso di Morgan invece ha tentato più volte di incoraggiarlo a essere più maturo e a comportarsi per l'età che ha. È un amante delle attività sportive, in più occasioni si è rivelato capace di stendere un uomo con un solo pugno forte del suo atletismo. La sua serie preferita è E.R. tanto da trovare appassionanti tutte e quindici le stagioni. Sa parlare lo spagnolo.
Ellie lo ama perché, anche se può apparire come una persona narcisista, lui sa amarla con dolcezza, Devon le è completamente devoto, ha occhi solo per lei, Ellie è la sua ragione di vita. Devon è completamente incapace di mentirle. Devon le chiede di sposarlo con un anello di fidanzamento che appartiene alla sua famiglia da generazioni, e Ellie gli risponde di sì, i due poi convolano a nozze, con Chuck che fa da primo testimone a Devon. Lui e la moglie si trasferiscono in un'altra casa, diventando vicini di casa di Chuck, tra i suoi amici è Devon il primo a scoprire che lui lavora con la CIA, tenta di mantenere il segreto, da una parte ammira il fatto che Chuck faccia un lavoro importante, ma col tempo, specialmente quando Devon viene coinvolto in una missione contro l'Anello dove ha rischiato la vita, inizia a sentirsi a disagio sentendo che il lavoro di Chuck come spia può metterlo in pericolo, inoltre per Devon diventa sempre più arduo tenere Ellie all'oscuro del fatto che Chuck è una spia. Ciò lo spinge a voler mettere il più possibile le distanze da Chuck tentando di allontanare anche Ellie dal fratello, gli viene quindi l'idea di trasferirsi nella Repubblica Democratica del Congo unendosi con Ellie ai medici senza frontiere.
Una volta raggiunta l'Africa, però, Devon si ammala di malaria, di conseguenza lui e Ellie si vedono costretti a tornare a Burbank, in verità questa esperienza permette a Devon di esorcizzare la paura che aveva di Chuck e della sua doppia vita da spia. Quello che Devon ignora è che la malaria contratta è stata opera di un agente dell'Anello che voleva che Ellie tornasse a Burbank, in modo che lei attirasse suo padre Stephen in una trappola. Dopo che l'Anello fa uccidere Stephen, oltre a catturare Chuck, Sarah e Casey, saranno proprio Devon e Morgan a salvarli. Quando Chuck sconfigge l'Anello decide per amore di Ellie di abbandonare la CIA, tuttavia Chuck in seguito rivela a Devon che non ha mai smesso di fare la spia, Devon sarà fondamentale quando Chuck perde la capacità di usare l'Intersect 2.0 infatti Devon gli consegna un computer che apparteneva a Stephen, quest'ultimo voleva che fosse Ellie ad averlo, al suo interno c'è un altro Intersect 2.0 che Chuck scarica nel proprio cervello.
Devon, occasionalmente, prende parte alle missioni di spionaggio nelle quali sono coinvolti Chuck e Sarah, in alcune occasioni si ritrova coinvolto solo per via di qualche sfortunata coincidenza. Quando Chuck e Sarah si sposano, Devon fa da primo testimone a Chuck. Devon e Ellie avranno una figlia che chiameranno Clara, per un po' di tempo Devon prova a fare il padre casalingo, ma poi torna a lavorare come medico quando Ellie capisce di voler trascorrere lei stessa più tempo con Clara. Nel finale della serie, Ellie e Devon si trasferiscono a Chicago con la loro bambina dato che a entrambi è stato offerto un ottimo impiego.

### Big Mike
Michael Tucker, detto Big Mike. Interpretato da Mark Christopher Lawrence, doppiato da Mario Bombardieri. È il direttore del Buy More in cui lavorano Chuck e Morgan e dunque è il loro diretto superiore. È un uomo obeso, infatti è un amante dei panini e dei sandwich farciti, gli piace vestire elegantemente con completi in giacca e cravatta al punto da avere un suo sarto personale. Uno dei suoi passatempi preferiti è la pesca, tanto che nel proprio ufficio tiene appeso a una parete un marlin imbalsamato. Per un breve periodo nel 1988 fece parte degli Earth, Wind and Fire come Rain. Non desiderando di avere dei figli, si è sottoposto a un intervento di vasectomia.
Pretende sempre impegno, costanza e professionalità dai suoi dipendenti, benché lui stesso in realtà è un nullafecente, Casey lavora al Buy More sotto copertura, Big Mike pare apprezzarlo dato che lui al contrario della maggior parte dei suoi dipendenti è un uomo serio, pur ritenendolo un po' troppo aggressivo, inoltre stima particolarmente Chuck, tanto che sperava di dare a lui la promozione a vice direttore che però Chuck ha rifiutato. In gioventù era stato il testimonial del Buy More in uno spot televisivo. In seguito al divorzio con sua moglie torna a essere single, tra l'altro è stato inteso che Big Mike le fosse anche infedele dal momento che ha ammesso di aver avuto una relazione durata sei mesi con la moglie del suo collega Harry Tang. Intraprende una relazione con Bolonia, la madre di Morgan, in effetti si sono conosciuti tramite un sito di incontri online, Big Mike all'inizio per sedurla le ha fatto credere di essere un imprenditore di successo, solo in seguito le confessa che era una bugia, tuttavia per lei non ha importanza, effettivamente pure Bolonia si era astenuta dal dirgli all'inizio che è la madre di Morgan.
Big Mike perde il suo posto da direttore quando Emmett manipola i suoi colleghi a loro insaputa per ottenere la promozione, facendo in modo che Big Mike venga retrocesso a commesso, tuttavia quando Emmett viene ucciso, Big Mike riconquista la sua posizione di direttore del Buy More. Adesso che lui e Bolonia convivono insieme, sente l'esigenza di aiutare Morgan a crescere come persona, tanto da dargli la promozione a vice direttore insegnandogli a lavorare con fermezza e diligenza, in effetti Big Mike ha avuto un'influenza positiva su Morgan, tra l'altro si affeziona a lui considerandosi per Morgan un padre putativo, più volte lo chiama "figliolo".
Quando Morgan, nel finale della terza stagione fa esplodere involontariamente il Buy More, Big Mike perde il lavoro, tuttavia quando la CIA e l'NSA lo fanno ricostruire trasformandolo in una base segreta, la Beckman dà a Morgan il titolo di direttore, e lui riassume Big Mike nominandolo suo vice. Nella quinta stagione si apprende che Big Mike e Bolonia si sono sposati.
Contrariamente ai suoi dipendenti quali Morgan, Jeff e Lester, lui non ha mai scoperto che Chuck è una spia né tanto meno del coinvolgimento del Buy More con i servizi segreti, tuttavia involontariamente ha aiutato Chuck in alcune missioni, ad esempio nella seconda stagione ha contribuito a sconfiggere alcuni agenti della Fulcrum come per esempio Leader e Ned che lui credeva essere semplici delinquenti, mentre nella quarta stagione quando Hugo Panzer (ex agente dell'Anello) aveva tentato la fuga è stato Big Mike ad aiutare involontariamente Chuck a catturarlo.

### Jeffster!
Thomas Jefferson "Jeff" Barnes e Lester Pate. Interpretati da Scott Krinsky e Vik Sahay, doppiati da Alessandro Rigotti e Federico Di Pofi. Sono colleghi di lavoro di Chuck al Buy More, lavorano entrambi al "Nerd Herd", possono essere definiti i protagonisti della trama secondaria della serie che li vede al centro di situazioni assurde a sfondo comico. I due hanno fondato un duo musicale, una cover band chiamata "Jeffster!" con l'ambizione di sfondare nel campo musicale, in realtà in principio volevano chiamarla "Jester" che in inglese signifa giullare, infatti è per questo che hanno cambiato idea dato che come afferma Jeff volevano evitare di essere scambiati per «una coppia di buffoni» Lester è il vocalist mentre Jeff si occupa della parte strumentale (tastiere, sitar, chitarra elettrica e keytar).
Non è ben chiaro come abbiano conseguito le loro qualifiche sul versante tecnico informatico, tuttavia secondo Chuck loro due sono persino più ferrati dei consulenti della CIA nello studio dell'informatica, inoltre sono due ottimi stalker, capaci di pedinare qualcuno passando inosservati. Hanno un debole per Anna e Ellie che però li reputano due uomini ripugnanti.
Jeff è nato in una famiglia assai problematica, con madre adultera e pregiudicata e una sorella spogliarellista, negli anni ottanta era una celebrità tra gli appassionati di videogiochi per essere stato il primo a raggiungere il livello finale di Missile Command. Jeff è stato anche cavia di alcuni studi di psicologia sulla paura (si è sottoposto in cambio di trenta dollari e un sandwich) fa uso di alcolici e allucinogeni, vive in un costante stato di semincoscienza, Jeff vive all'interno del suo furgone: "Loretta", assieme a un furetto di nome "Roscoe" ed una roccia di nome "Dolores", così chiamata poiché «Se la picchi ti fa male». Ha iniziato a lavorare al Buy More di Burbank perché era presente all'inaugurazione dell'ipermercato quando venne aperto. Lester è canadese, un ebreo di origine indiana di Saskatchewan, tuttavia non osserva le regole della sua cultura, tra i due è Lester la personalità dominante del duo, è un piantagrane, maligno, pigro e meschino, è quasi sempre sgarbato con i clienti, lavora al Buy More solo perché è l'unico lavoro che ha trovato, è talmente egocentrico che ha creato una pagina a lui dedicata su Wikipedia.
Casey è sempre stato insofferente nei loro confronti, a detta di Alex lui a volte ha gli incubi pensando a loro due. Lester per un breve periodo è stato il vice direttore del Buy More quando Chuck rifiuta l'offerta ma poi vi rinuncia capendo di non essere all'altezza di questa responsabilità. Devon scopre che i comportamenti stralunati di Jeff sono la conseguenza del fatto che dormendo nel suo furgone tenendo il motore accesso, ha sempre inalato monossido di carbonio, infatti quando Devon gli impone di non inalarlo più l'effetto positivo non tarda a manifestarsi: Jeff diventa un uomo nuovo, serio, disciplinato ed eticamente corretto. Le dinamiche del rapporto tra Lester e Jeff cambiano molto anche perché quest'ultimo adesso inizia a pretendere da Lester un comportamento migliore, nell'osservanza della correttezza e della lealtà.
Jeff, divenuto più spigliato e arguto, inizia a sospettare che Chuck, Sarah e Casey sono delle spie, coinvolgendo Lester nelle indagini, e infatti scoprono la verità quando salvano Morgan, Devon e Alex dai mercenari di Nicholas Quinn. Quest'ultimo posiziona una bomba al concerto dell'opera che esploderà a causa del sensore audio: quando l'orchestra cesserà di suonare l'esplosione si attiverà, ma i Jeffster! si esibiscono e con la loro canzone guadagnano del tempo, permettendo a Sarah di uccidere Quinn oltre a consentire a Chuck di disinnescare la bomba in tempo. Alla loro esibizione è presente un produttore di una casa discografica che ha sede in Germania che nel finale della serie li scrittura, finalmente Jeff e Lester realizzano il loro sogno e lasciano il Buy More.

### Anna Wu
Anna Melinda Wu. Interpretata da Julia Ling, doppiata da Valeria Vidali. È una dipendente del Buy More, lavora al Nerd Herd, la sua famiglia viene dal Taiwan, i suoi genitori sono persone benestanti. Alcuni dei suoi colleghi al Buy More hanno un debole per lei. Quella con Anna è stata la prima relazione seria che Morgan ha avuto durante la serie.
All'inizio Anna aveva tentato di respingere il primo tentativo di corteggiamento di Morgan, poi però vede il suo lato più vulnerabile, infatti Morgan trova il coraggio di ammettere che per lui è difficile legarsi a una donna soprattutto a causa della sua paura di soffrite, Anna vedendo la sua fragilità capisce di provare dei sentimenti per lui, e i due intraprendono una relazione. Jeff è infatuato di lei benché Anna non lo consideri minimamente. Curiosamente Anna sembra portata per il combattimento, tanto che Casey in un'occasione era tentato di valutarla per un potenziale arruolamento nei servizi segreti. Anna tra i colleghi di Chuck, è tra quelli che maggiormente lo apprezza dato che è un uomo gentile e maturo, specialmente se paragonato a Morgan.
Anna e Morgan attraversano non pochi problemi, a cominciare dal fatto che lei ritiene asfissiante l'immaturità e la gelosia di Morgan, inoltre coltivava la speranza che sarebbero andati a vivere insieme. In un episodio della seconda stagione Anna è indirettamente legata a una missione dove Chuck e la sua squadra indagano sulla Triade infatti Anna usciva con un uomo ignara che era legato al gruppo mafioso cinese, in quell'occasione sembrava disposta a lasciare Morgan ma poi torna insieme a lui capendo che a prescindere dai suoi difetti lei lo ama.
Per merito di Anna, che fa capire a Morgan che lui deve trovare il coraggio di inseguire i propri sogni, lui trova la forza di lasciare il Buy More, infatti Anna e Morgan si licenziano e si trasferiscono alle Hawaii, dove Morgan spera di realizzare la sua ambizione di diventare un cuoco in un ristorante giapponese. Tuttavia Morgan torna a Burbank da solo, la sua relazione con Anna è finita quando lei lo ha lasciato per il capocuoco del ristorante a seguito del licenziamento del ragazzo. Anna fa una breve visita a Burbank constatando però che Morgan è diventato completamente diverso dal ragazzo che lei ricordava (come conseguenza del fatto che ha ottenuto la promozione a vice direttore del Buy More e che ha iniziato a collaborare con Chuck e i servizi segreti) vedendolo più serio, responsabile e determinato, sentendosi nuovamente attratta dal suo ex, gli propone di tornare con lei, ma Morgan preferisce non avere più nulla a che fare con Anna capendo di non amarla pur non portandole rancore.

## Servizi segreti

### Langston Graham
Langston Graham. Interpretato da Tony Todd, doppiato da Massimo Corvo. Graham è il direttore della CIA, quando Chuck scarica senza volerlo l'Intersect nel proprio cervello Graham viene posto a capo dell'Operazione Bartowski assieme al generale Beckman, se quest'ultima affianca Casey nel ruolo di guardia del corpo di Chuck come agente dell'NSA, parallelamente Graham affida a Sarah come agente della CIA la protezione del ragazzo.
Graham al contrario della Beckman, che appare più umana, come capo di un'agenzia governativa si è rivelato un uomo freddo e a tratti persino spietato. Ha reclutato lui personalmente Sarah nella CIA, a San Diego nel 1998, in quell'occasione Graham fece arrestare il padre di Sarah con la collaborazione dell'ATF, egli aveva rubato del denaro a delle persone pericolose e arrestarlo era il modo migliore per proteggerlo, vedendo il potenziale di Sarah le offrì di lavorare per la CIA e lei accettò. È stato proprio Graham ad assegnarle il nome "Sarah Walker" promuovendola ad agente operativo quando Sarah svolse il suo Test Rosso, in quell'occasione Graham le ordinò di uccidere Evelyn Shaw, agente della CIA sospettata di essere una traditrice benché non ci fossero prove concrete della sua colpevolezza, decisione che mise ben in evidenza l'indole poco benevola di Graham, che ebbe come conseguenza a cinque anni di distanza dall'omicidio di Evelyn che Daniel, suo marito, per vendicarla diventi un nemico della CIA benché all'inizio lui era uno dei loro migliori agenti.
È una delle poche persone a conoscere il vero nome di Sarah, avendolo letto nel suo certificato di nascita. È evidente come Graham incoraggiasse il lato peggiore di Sarah, tanto che anche Casey ha ammesso che quando Sarah lavorava per Graham non aveva di lei una grande considerazione, affermando che Sarah, quando agiva per conto di Graham, era una "variabile impazzita". Per molto tempo Sarah ha lavorato dietro la guida di supervisori e addestratori, infatti è per questo che Graham le ha affidato l'incarico di proteggere Chuck, ritenendo che ormai fosse pronta a dirigere un'operazione agendo di sua autonomia, anche perché Sarah ormai desiderava essere una spia indipendente.
Quando la CIA completa il nuovo Intersect, rendendo il contributo di Chuck inutile, ordina a Casey di ucciderlo, un'altra conferma della sua spietatezza, infatti pur riconoscendo che Chuck ha servito la CIA con coraggio era pronto a farlo uccidere senza rimorso per paura che le informazioni contenenti nell'Intersect di Chuck finissero in mani sbagliate, benché la Beckman al contrario stesse valutando di optare per qualcosa di meno drastico. Graham decide di scaricare il nuovo Intersect nel proprio cervello insieme ad altri sei agenti della CIA, ma cade in una trappola della Fulcrum che ha scambiato il cifrario necessario per configurare l'Intersect con un trojan horse, infatti sullo schermo che avrebbe dovuto consentire a lui e agli altri agenti di scaricare l'Intersect nei propri cervelli appare la scritta "FULCRUM says thank you" (FULCRUM vi ringrazia) messaggio a seguito del quale il macchinario esplode causando la distruzione dell'edificio nonché la morte di Graham e dei suoi agenti. Effettivamente la morte di Graham ha rappresentato la salvezza di Chuck, infatti l'ordine di ucciderlo viene annullato.

### Bryce Larkin
Bryce Larkin. Interpretato da Matthew Bomer, doppiato da Francesco Bulckaen. Bryce è uno dei migliori agenti della CIA, nato in Connecticut ha frequentato Stanford e lì che conobbe Chuck, i due divennero ottimi amici, Bryce lo prese subito in simpatia. Entrambi frequentavano la facoltà di ingegneria, Bryce era anche nella squadra di atletica dell'università. Chuck e Bryce condividevano varie passioni, entrambi sanno parlare il klingon e stesero una loro versione del videogioco Zork in C++. Uno dei ricordi preferiti di Chuck quando studiava all'università era quando lui e Bryce giocavano insieme a Killer. Già quando studiava a Stanford Bryce venne reclutato dalla CIA, ha fatto espellere Chuck dall'università accusandolo di aver rubato dei test di un esame, quando Chuck abbandonò il dormitorio Bryce lo trattò con distacco e freddezza, in realtà agì così con l'intento di proteggerlo, aveva scoperto che George Fleming, docente dell'università che lavora per la CIA voleva reclutare per l'agenzia anche Chuck, di conseguenza Bryce ha fatto espellere Chuck dall'università per impedirne il reclutamento temendo che il suo amico, da Bryce ritenuto troppo buono per diventare una spia, come agente operativo non sarebbe sopravvissuto.
È l'unico agente della CIA che è a conoscenza del fatto che Stephen Bartowski, il padre di Chuck, è in realtà Orion, il creatore dell'Intersect, infatti Bryce si è guadagnato la stima di Stephen che gli è stato riconoscente per aver impedito alla CIA di fare di Chuck una spia. Tuttavia, nonostante il desiderio di Bryce di allontanare Chuck dallo spionaggio, decide di affidare a lui l'Intersect inviandoglielo tramite un'e-mail dopo averlo rubato alla CIA sapendo che la Fulcrum voleva impadronirsene, dando inizio alla trama della serie, infatti quando Chuck scarica nel suo cervello l'Intersect si vede costretto a lavorare con i servizi segreti. Proprio in questo frangente Chuck scopre che Bryce è un agente della CIA, infatti Chuck credeva che lavorasse come ragioniere. Bryce fa credere alla Fulcrum di aver scaricato lui stesso nel suo cervello l'Intersect, di conseguenza ciò lo rende un bersaglio, quindi la Beckman e Graham lo mettono sotto protezione.
Bryce ha avuto una relazione con Sarah, tuttavia non sono mai riusciti a tenerla in piedi data la loro incapacità di mettere la loro felicità personale davanti al lavoro, benché tra i due ci sia ancora attrazione, Sarah ammette di non considerarlo nemmeno un fidanzato, addirittura Bryce pare persino consapevole che Sarah non lo ama ma al livello pratico la considera una cosa vantaggiosa sapendo che Sarah, non essendo coinvolta da lui emotivamente, può aiutarlo in missione senza farsi ostacolare da nessuna distrazione. Bryce è persino più devoto di Sarah alla sua natura di spia, pur essendo una brava persona lui ritiene che per sopravvivere allo spionaggio l'amore è un sentimento che va accantonato ritenendolo potenzialmente un intralcio per la carriera di una spia. In più occasioni Bryce ha tentato di convincere Sarah a lasciare Burbank per tornare a lavorare con lui, tuttavia Sarah è ormai troppo legata a Chuck tanto da allontanare Bryce dalla sua vita, tra l'altro come si è potuto evincere in più occasioni dalle parole di Sarah, anche quando lei stava con Bryce si sentiva comunque una donna sola senza legami affettivi, infatti anche se Sarah vuole bene a Bryce egli non è mai riuscito a essere per lei un punto di riferimento nella sua vita.
Essendo Bryce un uomo affascinante, nonché una vera super spia, egli a volte scatena in Chuck dei complessi di inferiorità, in ogni caso Chuck non prova per lui un vero disprezzo, in realtà Chuck lo ammira perché è consapevole che Bryce è una persona buona e coraggiosa, anche Bryce ha di Chuck una grande considerazione, ha affidato l'Intersect a Chuck perché sapeva che lui, essendo uno che cerca di agire sempre per il giusto, era la persona di cui poteva maggiormente fidarsi. Bryce non ha mai smesso di considerare Chuck il suo unico vero amico, tuttavia da parte di Chuck non c'è mai stato il desiderio di riallacciare la loro amicizia, è evidente che Chuck non gli ha perdonato il fatto di averlo fatto espellere da Stanford, infatti anche se Bryce ha agito con buone intenzioni a distanza di anni ha scoperto che quel suo gesto ha avuto su Chuck delle cattive conseguenze avendogli impedito per molto tempo di affermarsi come uomo, infatti Chuck non riesce a gestire il carattere di Bryce a volte un po' ambiguo e manipolatore.
Quando Bryce scopre che Chuck e Sarah si amano tenta di dividerli, non per gelosia ma proprio perché tiene a entrambi, lui è consapevole che Sarah vive nel mondo dello spionaggio fatto solo di pericoli, temendo che l'amore che li unisce potrebbe rendere sia lei che Chuck deboli e vulnerabili, rinuncia però quando capisce che niente può mettersi in mezzo tra loro. Bryce, una volta sconfitta la Fulcrum, viene scelto come nuovo Intersect umano, infatti la CIA ha realizzato l'Intersect 2.0 e Bryce avrà l'onere di scaricarlo nel proprio cervello, tuttavia prima che ciò avvenga Bryce cade in una trappola, infatti Miles, un agente dell'Anello, gli spara uccidendolo. La morte di Bryce segna un punto di svolta nell'evoluzione di Chuck, il quale prende il suo posto scaricando nel proprio cervello l'Intersect 2.0 diventando una vera spia. Bryce viene cremato e Sarah porta le sue ceneri a Lisbona in rispetto delle sue volontà testamentali dato che era lì che lui e Sarah svolsero insieme la loro prima missione.

### Cole Barker
Cole Barker. Interpretato da Jonathan Cake, doppiato da Roberto Pedicini. È un agente dell'MI6, famoso per essere un playboy, gli viene assegnata una missione sotto copertura nella Fulcrum, riuscendo a infiltrarsi nell'impresa criminale, tuttavia dopo 18 mesi di indagine la sua copertura viene bruscamente interrotta per via di Chuck e Sarah che lo bruciano avendo creduto che lui fosse erroneamente un criminale. Chiarito l'equivoco collabora per un breve periodo con Chuck, Casey e Sarah, provando dell'attrazione per lei, in parte ricambiata, tanto che in più di un'occasione i due si sono anche baciati, tuttavia Sarah non si è mai spinta oltre con lui. Da una conversazione tra Cole è un agente della Fulcrum si è potuto intuire che "Cole Barker" chiaramente non è il suo vero nome ma soltanto un'identità fittizia assegnata dall'MI6.
Cole rispecchia molto l'ideale di agente segreto: affascinante ed estremamente preparato. È un uomo di indubbio coraggio, pur essendo consapevole quanto il suo lavoro sia pericoloso per dovere morale non si astiene mai dal correre dei rischi, tuttavia affronta il proprio stile di vita anche con spensieratezza, all'occorrenza non si preclude il divertimento. Nonostante i suoi comportamenti da donnaiolo, Cole ammette che è arduo gestire la solitudine che comporta la sua vita da spia, lasciando intendere che segretamente gli piacerebbe avere al suo fianco una donna che possa realmente amarlo.
Tra Chuck e Cole si viene a creare un rapporto di stima reciproca, Cole infatti ammira il modo in cui Chuck pur non essendo preparato come spia, affronta i rischi tentando di fare del suo meglio, effettivamente Cole rispetto ad altre spie con cui Chuck ha lavorato ha nei suoi confronti un atteggiamento decisamente più gentile e amichevole. Chuck arriva anche ad ammettere, pur essendo un po' geloso dell'attrazione tra lui e Sarah, che in fondo comprende le ragioni per cui Sarah è affascinata da Cole. Nonostante abbiano collaborato insieme per pochissimo tempo, Cole è stato sicuramente tra le spie che maggiormente ha influenzato positivamente Chuck infatti è stato il primo che è riuscito a incoraggiare Chuck a familiarizzare con il suo lato più aggressivo, tanto che seguendo i consigli di Cole e prendendolo a modello impara ad affrontare per la prima volta i pericoli in missione con più intraprendenza (muovendo in qualche modo i primi passi per diventare in seguito un agente operativo) effettivamente quando Chuck e Cole affrontando gli agenti della Fulcrum si sono salvati vicendevolmente la vita.
Cole saluta Chuck e il resto della squadra in attesa che gli venga affidato un nuovo incarico sotto copertura, nonostante avesse proposto a Sarah di seguirlo lei rifiuta l'offerta, Cole comprende che lei ama Chuck, infatti Cole è la prima persona con cui Sarah ammette che l'affetto che prova per Chuck va oltre il fatto che siano colleghi. Anche se Cole ha scoperto che Chuck è l'Intersect umano, gli promette di mantenere il segreto.

### Carina Miller
Carina Miller. Interpretata da Mini Andén, doppiata da Barbara De Bortoli (stagione 1) e Chiara Colizzi (stagioni 3-4). Carina è un'agente della DEA che condivide con Sarah un complesso rapporto misto tra amicizia e rivalità; in più di un'occasione si trova ad aiutare Chuck, Sarah e Casey. L'identificativo di cui si serve durante la serie è solo una copertura ed il suo vero nome potrebbe essere Maria Elena Alberti, apparso nel fascicolo su di lei visualizzato da Chuck tramite l'Intersect, è tuttavia altrettanto probabile possa trattarsi di un altro alias. Della sua vita non si sa quasi nulla, ma è possibile che sia nata il 16 giugno 1978 a Buenos Aires, in Argentina.
Ricalca molto lo stereotipo della femme fatale: è infatti una donna molto seduttiva, proprio come Sarah nelle missioni sotto copertura avvicina a lei gli uomini abbindolandoli con la sua bellezza, tuttavia nel caso di Sarah, che lo fa esclusivamente per dovere professionale, Carina al contrario pare godere nell'ingannare gli uomini forte della sua bellezza, Carina ammette che ciò in cui più eccelle è sbarazzarsi degli uomini dopo averli manipolati. Un fattore che distingue Carina da Sarah è che mentre quest'ultima in fondo verrebbe una vita normale fatta anche di relazioni sincere e autentiche, Carina al contrario non è mai stata interessata a crescere e maturare come persona fuori dallo spionaggio, lo ritiene lo stile di vita che più le si addice, ha praticamente abbracciato come una legge di vita quella che lei definisce la "prima regola" ovvero una spia non si innamora mai, tanto che Chuck riferendosi a lei ha descritto Carina come una persona «dal sangue freddo che si rifiuta di accettare l'amore».
Benché all'inizio la relazione tra Chuck e Sarah fosse una copertura, dal momento in cui Carina li aveva visti insieme aveva già capito che si amavano per davvero, tanto che per gioco aveva anche tentato di sedurre Chuck (che comunque pur non essendo indifferente alla bellezza di Carina ha resistito al suo tentativo di seduzione) in effetti Carina ha ammesso che voleva conquistare Chuck solo perché le piace rubare a Sarah quello che lei ama. Casey, proprio come Sarah, diffida di Carina per via della sua indole doppiogiochista, tuttavia è debole davanti alla sua bellezza. Sarah non sopporta il fatto che Carina, anche in missione, non riesce a tenere a freno il suo carattere provocatorio, invece Carina le rimprovera la sua propensione a voler mischiare il lavoro con i sentimenti. Sarah comunque ha ammesso che in passato, quando lei e Carina avevano iniziato a lavorare insieme, tra le due era proprio Carina la meno problematica.
A dispetto delle apparenze Carina vuole veramente bene a Sarah, effettivamente dopo Ellie lei è probabilmente la sua amica più cara, mostrando anche apprensività nei confronti di Sarah quando la vede abbattuta, in effetti l'amicizia che la lega a Sarah rappresenta probabilmente il lato più umano di Carina, ogni volta che Sarah è in pericolo Carina è sempre pronta ad aiutarla a dispetto delle conseguenze. È un po' ostile con Chuck, non perché nutra antipatia per lui, semplicemente trova scocciante che egli non comprenda totalmente le regole del mondo delle spie nel quale lavorano, anche se è evidente che nonostante tutto lo reputa l'uomo giusto per Sarah.
Quando Morgan conosce Carina si infatua di lei, benché Carina non lo ricambi, tuttavia col tempo Morgan si rivelerà sempre meno attratto da lei, trovando poco affascinante il carattere fin troppo arrogante e sfacciato di Carina, ironicamente è proprio il fatto che Morgan sia quasi completamente indifferente al fascino di Carina che la spingerà a provare per lui un certo interesse, in un'occasione sono stati anche a letto insieme, Carina ha definito Morgan uno dei suoi amanti migliori. Ogni tanto Morgan e Carina si tengono in contatto, lei è sempre pronta a dargli una mano quando Morgan la chiama per chiederle aiuto. Stranamente Carina tende a volte a dimenticare il nome di Morgan chiamandolo "Martin".

### Roan Montgomery
Roan Montgomery. Interpretato da John Larroquette, doppiato da Renato Cortesi. Agente della CIA, ritenuto una leggenda nell'agenzia, noto non solo per le sue abilità ma anche per essere un impenitente donnaiolo, Sarah lo definisce «un tipo alla James Bond». Adora vestire elegantemente e bere martini, la sua residenza è a Palm Springs. Tiene anche un corso nei servizi segreti chiamato infiltrazione e suggestione di personale nemico difinito da alcuni scuola di seduzione a cui Casey aveva preso parte, Roan lo bocciò due volte, sia per poter bocciare anche la sua attraente compagna di modo da averla in classe anche la volta seguente che per le modeste abilità seduttive di Casey. Tutte le volte che ha collaborato con Chuck ha dovuto usare la sua esperienza nel campo della seduzione per manipolare le donne.
Nonostante sia un uomo decisamente attempato, riscuote ancora molto successo con le donne, tuttavia quella che conduce è un'esistenza molto triste, è un uomo senza vita privata, beve in continuazione, inoltre è un uomo solo, Roan è consapevole che quella che conduce è una vita vuota, per propria ammissione preferisce isolarsi senza farsi coinvolgere dalle persone perché lo ritiene il modo migliore per sopravvivere nel mondo delle spie, al contrario di altri suoi colleghi che purtroppo per colpa di questo lavoro sono morti. Tuttavia in qualche modo prende in simpatia Chuck, in parte affascinato dal suo innocente idealismo. Roan è stato il primo che ha intravisto il potenziale di Chuck come probabile agente operativo convincendolo a non limitare le sue capacità solo al lavoro di analista. Tra i colleghi spia di Chuck, in effetti Roan è stato l'unico che ha sostenuto il suo amore per Sarah fin dall'inizio benché paradossalmente lui sia convinto che l'amore e la vita da spia siano due cose non compatibili, qualche volta ha aiutato Chuck con Sarah dandogli anche dei consigli.
Lui e la Beckman sono stati amanti, stando a quanto dicono Casey e Sarah la loro storia d'amore nel mondo delle spie è considerata leggendaria sono stati insieme in diversi eventi quali la Campagna aerea della guerra del Golfo, lo scandalo Bush contro Gore e la caduta del Muro di Berlino, tuttavia non hanno mai avuto una relazione seria, in effetti quando erano a Berlino nel 1989 la Beckman in attesa di ricevere una promozione, fece un patto con Roan: da lì a 20 anni finalmente loro due sarebbero diventati una vera coppia, al momento di mantenere la promessa Roan la delude preferendo continuare a essere un agente operativo invece che legarsi a lei. Roan ammette che aveva fatto alla Beckman quella promessa solo perché non credeva che sarebbe vissuto abbastanza da doverla mantenere, nonostante il dispiacere della Beckman lei decide di non portargli rancore capendo che la vita di Roan è votata allo spionaggio, accettando con rassegnazione che loro due non avranno mai un futuro insieme nonostante l'affetto che li lega.

### Evelyn Shaw
Evelyn "Eve" Shaw, interpretata da Kelly Thiebaud, è un'agente della CIA, e moglie di Daniel Shaw. L'agenzia diede a Evelyn l'incarico di infiltrarsi sotto copertura nell'organizzazione terroristica nota con il nome di "Anello", ma la CIA iniziava a dubitare della fedeltà di Evelyn, quindi il direttore dei servizi segreti, Langstom Graham, ordinò a Sarah Walker di ucciderla, pur non avendo prove certe del fatto che Evelyn avesse effettivamente tradito l'agenzia. Sarah quindi uccise la donna a Parigi, Evelyn è stata la sua prima vittima, quello infatti è stato il suo "Test Rosso", ovvero uccidere un obiettivo per diventare ufficialmente un agente della CIA. Nonostante sia apparsa solo come flashback in soli tre episodi, il personaggio ha avuto un ruolo fondamentale nella serie, infatti la CIA fece credere a Daniel che la morte della moglie era stata orchestrata dall'Anello, è stata proprio la scoperta della verità sull'omicidio della moglie che ha spinto l'uomo a diventare uno dei peggiori nemici di Chuck e Sarah.

### Zondra
Zondra, interpretata da Mercedes Masohn. In passato Zondra, insieme a Sarah, Carina e Amy, era un membro della Cat Squad (Clandestine Attack Team) erano un task force al femminile, ritenute il gruppo di spie migliore al mondo. È una donna dal carattere scorbutico e poco amichevole, stando a quanto afferma Amy, erano Zondra e Sarah i due migliori elementi della Cat Squad. Il loro peggior nemico era il signore del crimine Augusto Gavez, ma non sono mai riuscite a incriminarlo perché lui era sempre un passo davanti a loro, tanto che Sarah aveva iniziato a sospettare che Zondra lavorasse segretamente per Gavez come talpa. Per via di questo sospetto, il rapporto tra i membri della squadra si è irrigidito al punto che la Cat Squad si sciolse, benché Zondra e Sarah abbiano entrambe sentito la mancanza della loro amicizia, quest'ultima per ostinatezza non ha mai voluto tentare una riconciliazione con lei.
Con il matrimonio di Sarah e Chuck sempre più vicino, quest'ultimo invita Zondra, Carina e Amy a festeggiare il fidanzamento anche nella speranza di aiutare Zondra e Sarah a risanare la loro amicizia. Gavez torna a minacciare la Cat Squad e in questo frangente Sarah scopre che era sempre stata Amy la talpa, infine Zondra e Sarah, anche con l'aiuto di Chuck, arrestano Amy e Gavez, e finalmente Zondra e Sarah si riconciliano. Quando Sarah rischia di morire per via del norseman sia Zondra che Carina si schierano dalla parte di Chuck per salvare l'amica anche rischiando di farsi nemici la CIA. Quando Sarah guarisce con l'Iridio 6 lei e Chuck si sposano, con Zondra a farle da damigella insieme a Carina e Ellie.

### Jane Bentley
Jane Bentley. Interpretata da Robin Givens, doppiata da Nunzia Di Somma. È la direttrice del programma Intersect avviato dal National Clandestine Service della CIA, è una donna arrogante, ritiene necessario che chi goda di una posizione di comando agisca con imparzialità senza farsi influenzare dai sentimentalismi, infatti non è una persona a cui interessa l'approvazione degli altri. Casey ha affermato con ironia che Bentley si distingue dalla Beckman per il fatto che lei è «meno dolce e affettuosa». In ogni caso è anche una persona coraggiosa con un forte senso del dovere.
Ritenendo l'Intersect un'arma di grandi potenzialità, Bentley non trovando giusto che essa sia ad appannaggio esclusivo di Chuck, decide a insaputa di quest'ultimo di ampliarne il programma, convince infatti Casey a diventare il supervisore di Rick Noble e Victoria Dunwoody selezionati per diventare i nuovi Intersect umani dei servizi segreti, tramite le ricerche nel computer che Stephen aveva lasciato in eredità a Ellie. Bentley è della convinzione che Chuck non sia adatto a custodire l'Intersect da lei ritenuto un uomo con una mentalità non in linea con quella di una spia, tanto che Bentley viene definita la nemesi di Chuck. Purtroppo i due agenti di Bentley si rivelano inefficaci in una missione delicata, nella quale l'intervento di Chuck invece è stato determinante, cosa che spinge la Beckman a chiudere il programma Intersect che Bentley voleva allargare.
La Beckman affida a Chuck il compito di selezionare un'altra spia che possa divenire il nuovo Intersect umano dei servizi segreti, con Bentley che (seppur in disaccordo nel dare a Chuck questa responsabilità) deve aiutarlo nell'esaminare i candidati. Uno di loro, Damian, uccide altri due candidati, è stato pagato da Vivian Volkoff per uccidere Chuck, il quale anche grazie all'aiuto di Bentley riesce a catturarlo, inoltre quando Bentley rischia di morire a causa di una bomba attivata da Damian, sarà proprio Chuck a salvarla. Quanto accaduto permette a Chuck e Bentley di accantonare le loro divergenze, Bentley rivaluta positivamente Chuck ammettendo che è una brava spia.

### Rick Noble
Richard "Rick" Noble. Interpretato da Isaiah Mustafa, doppiato da Andrea Lavagnino. È un agente che lavora al Buy More sotto copertura come "Maglietta Verde" dopo che l'ipermercato diventa una base dei servizi segreti, infatti il capitano Noble appartiene al progetto G.R.E.T.A. e insieme alla collega Victoria è una delle sue spie selezionata per l'espansione del programma Intersect avviato dalla direttrice Jane Bentley. Richard e Victoria diventano i due nuovi Intersect, guidati da Casey, cosa che porta Chuck e Sarah a sentirsi in parte sminuiti, tanto da definirli la "Squadra A" mentre lei e Chuck si sentono relegati al ruolo di "Squadra B". Secondo Bentley sia Richard che Victoria sono migliori di Chuck come Intersect in quanto entrambi non si lasciano trasportare dall'emotività e dunque possono sfruttare il supercomputer al pieno del suo potenziale.
Tuttavia durante una missione, quando viene attivata una bomba nucleare, benché sia Richard che Victoria dispongano dell'Intersect come Chuck, non riescono a usarlo per disinnescarla al contrario di lui che combinando l'Intersect e il suo ingegno riesce a neutralizzare la bomba dimostrando di essere migliore dei due rivali. Dopo quanto accaduto la Beckman dispone che la loro squadra venga sciolta e che a Richard e Victoria venga rimosso l'Intersect dato che non si sono rivelati abbastanza competenti dal saperlo gestire, una volta rimosso l'Intersect dai loro cervelli, Richard ammette di sentirsi sollevato dato che era difficile convivere con il super computer avendo anche capito quanto sia gravosa la responsabilità di Chuck nel dover custodire nel proprio cervello l'Intersect.

### Victoria Dunwoody
Victoria Dunwoody. Interpretata da Stacy Keibler. Il capitano Victoria Dunwoody è un'altra spia del progetto G.R.E.T.A. e infatti lei e Richard vengono scelti dalla direttrice Jane Bentley per diventare i nuovi Intersect umani. Lavora al Buy More sotto copertura al Nerd Herd ciò fa supporre che possieda una certa competenza nell'ingegneria informatica. Si è rivelata una donna fredda nonché un'assassina pronta a uccidere senza esitazione, infatti quando Chuck voleva riprendersi il computer di suo padre dal quale Bentley ha prelevato le informazioni sull'Intersect che ha permesso a Richard e Victoria di scaricare nei loro cervelli il supercompuer, quest'ultima era pronta uccidere Chuck pur di impedirglielo benché sia un suo collega, Sarah la definisce una dal "grilletto facile".
Quando a Richard e Victoria viene affidata la missione di catturare il trafficante d'armi Dragan Pichushkin, la missione si rivela un fallimento, infatti Victoria non sapendo controllare l'Intersect invece che catturare Dragan lo uccide e in questo modo attiva una bomba a testata atomica che Dragan portava con sé il cui detonatore era collegato al suo battito cardiaco, proprio Chuck che abilmente disinnesca la bomba evita la tragedia. In seguito a questo avvenimento a Victoria e Richard viene rimosso l'Intersect dai loro cervelli su ordine della Beckman.

### Clyde Decker
Clyde Decker. Interpretato da Richard Burgi, doppiato da Stefano Alessandroni. Agente della CIA di alto grado, è a capo di una sua unità, è un uomo dalla bieca cattiveria, gode nell'usare la propria autorità nella CIA per imporsi, benché la Beckman di fatto sia il suo superiore non si fa problemi a scavalcarla. Persino Casey prova per lui un certo timore, perché è ben consapevole di quanto Decker sia crudele, tanto da definirlo un individuo pronto a eliminare senza esitazione di suoi obiettivi. Come Decker afferma «Io non ho paura di essere quello cattivo».
Nel corso della sua carriera alla CIA Decker si è reso colpevole di alcuni illeciti che ha tenuto ben nascosti, ma proprio questo verge a favore di Shaw, infatti quando quest'ultimo viene arrestato è proprio Decker a occuparsi del suo interrogatorio e Shaw, per merito dell'Intersect 2.0 che aveva scaricato nel proprio cervello, scopre subito tutti i segreti compromettenti di Decker, il quale ora è costretto a lavorare segretamente per Shaw mettendo a sua disposizione tutta la sua squadra. Infatti Shaw, dalla prigione, progetta un'evasione potendo contare sulla collaborazione di Decker, benché Shaw ammetta di considerarlo solo un inetto.
Decker, seguendo i piani di Shaw, cerca di distruggere Chuck, Sarah e Casey, la prima occasione si presenta quando Sarah rischia di morire per via del norseman proprio in questo frangente Decker cerca di impedire a Chuck e Casey di guarire Sarah con l'antidoto con la scusa di voler proteggere la reputazione della CIA evitando che si venga a sapere che il criminale Alexei Volkoff è stato creato dall'agenzia per via un primo tentativo fallimentare dell'Intersect, inoltre Decker eventualmente vuole approfittare della cosa per poter anche uccidere Chuck e Casey. Decker usa un dispositivo per rimuovere l'Intersect sia dal cervello di Chuck che da quello di Volkoff che infatti riprende possesso della sua vera identità, cioè quella di Haertley Winterbottom, tuttavia Casey li aiuta a scappare e grazie a Hartley riescono ad ottenere l'antidoto per Sarah ovvero l' Iridio 6. Decker tenta di impedire a Chuck di guarire Sarah ma dalla sua parte lui può contare su Casey, Morgan, Carina, Mary e Zondra che si schierano tutti contro Decker e la sua squadra pur di salvare Sarah, aiutati anche dalle forze speciali russe a quel punto a Decker non resta che arrendersi.
Decker si limita solo a licenziare dai servizi segreti Chuck, Sarah e Casey, i tre fondano un'agenzia di spionaggio privata, le Carmichael Industries, ma Decker e i suoi uomini colgono ogni occasione per intralciarli, addirittura Decker cerca persino di danneggiare Chuck dandogli un Intersect difettoso infettato da un trojan ma inavvertitamente è Morgan a scaricarlo nel proprio cervello, dopo un po' di tempo la Beckman riesce a rimuoverglielo in modo da annullare l'ordine emesso da Decker di ucciderlo. I continui tentativi di Decker di distruggere Chuck e la sua squadra gli costano caro quando Gertrude Verbanski per proteggere Chuck e Casey da lui, mette una bomba nella giacca di Decker, quando lui se ne accorge è troppo tardi, la bomba esplode e lui muore, pochi secondi dopo Gertrude si limita a dire con parole lapidari «Se lo meritava».

### Gertrude Verbanski
Gertrude Verbanski (Гертруд Вербански). Interpretata da Carrie-Anne Moss, doppiata da Alessandra Korompay. Ex agente del KGB, a detta di Casey era tra i più spietati, la sua carriera di spia ha avuto inizio a sedici anni, con lo scioglimento dell'Unione Sovietica decide di lavorare nel settore privato, lei e Casey si sono conosciuti nel 1995, a Minsk, lei provò a ucciderlo e poco dopo divennero amanti, gli rubò una pistola che ha conservato per anni come un trofeo, vantandosi di essere una delle poche persone che è stata capace di disarmarlo.
Gertrude è la fondatrice nonché amministratrice della Verbanski Corporation agenzia di spionaggio freelance considerata la migliore al mondo, al suo seguito ha 300 agenti che lavorano per lei in 38 paesi, collabora con il Cremlino e il Pentagono, e tra i suoi clienti ci sono la CIA, il Mossad, l'Interpol e l'FBI, la sua compagnia annualmente ha un fatturato miliardario. Benché sia cresciuta in un regime comunista, è stata un'estimatrice di Ronald Reagan. È una donna decisa, impaziente, orgogliosa, provocatrice e arrogante, si vanta di ottenere sempre quello che vuole, tuttavia in alcune occasioni si rivela anche gentile e generosa. Pur prendendo con serietà il proprio lavoro, non ritiene sbagliato mischiarlo alle volte con il divertimento. Secondo Sarah un parallelismo tra Gertrude e Chuck è che entrambi, essendo egocentrici, in amore faticano a interpretare i sentimenti degli altri.
Quando Chuck, Sarah e Casey fondano la loro compagnia di spionaggio privata, la Verbanski Corporation diventa la loro principale concorrente in affari, tuttavia in alcune occasioni collaborano anche insieme. C'è ancora una velata attrazione tra Casey e Gertrude, quest'ultima riesce a tirare fuori il lato più timido e indeciso di Casey, tuttavia i due si mettono poi insieme. Gertrude è innamorata di lui, ammette però che questo sentimento la mette a disagio dato che Casey la rende emotiva. Per proteggere Casey arriva a uccidere Decker, il quale minacciava lui e la sua squadra. Ciò porta Gertrude a fuggire dato che Decker era un agente della CIA e il suo omicidio rischia di comprometterla.
Una volta che la Beckman accerta che Decker stava complottando contro la CIA, Gertrude non corre più il rischio di andare incontro a delle conseguenze per averlo ucciso, Gertrude torna quindi da Casey. Durante una missione dove Gertrude e i suoi uomini dovevano catturare il signore del crimine Pedro St. Germain lui e i suoi sicari le tendono una trappola, Pedro sequestra Gertrude a scopo di ricatto, ma Casey, Chuck e Sarah riescono a salvarla e a sconfiggere Pedro, inoltre durante la missione Casey le confessa il suo amore. Gertrude parte per Dresda, in una missione che la terrà occupata per alcuni mesi, chiede a Casey di seguirla ma lui preferisce in un primo momento rifiutare, benché ammetta di considerare Gertrude la sua fidanzata. Solo nell'ultimo episodio Casey cambia idea e decide di raggiungere Gertrude a Dresda.

### Nicholas Quinn
Nicholas Quinn. Interpretato da Angus Macfadyen, doppiato da Saverio Indrio. È il miglior agente della CIA, tanto che viene scelto per diventare l'Intersect umano, ciò non è stato possibile perché Bryce ha rubato l'Intersect destinato a Quinn facendo in modo che fosse Chuck a scaricarlo nel proprio cervello, fu costretto a farlo per tenere il supercompuer al sicuro dalla Fulcrum. A Quinn venne tuttavia assegnata una missione il cui successo dipendeva dall'Intersect, e infatti senza di esso non riuscì nell'impresa, venne catturato, è stato torturato per 378 giorni. Per propria ammissione da quell'esperienza ne uscì a pezzi tanto che la CIA lo congedò, Quinn decise quindi di fondare una sua compagnia di spionaggio privata, la quale vanta risorse economiche, mercenari e ottime attrezzature. Non si conosce molto sulla sua vita, si presume sia nato in territorio statunitense
Quinn è un uomo impietoso ed estremamente subdolo, gode nel distruggere e avvilire i suoi nemici, è diventato ossessionato dall'avere l'Intersect, lui arriva a considerarlo una sua proprietà che gli spetta per diritto, ammette di averne studiato ossessivamente ogni funzione tanto che ha appreso uno stile di lotta simile a quello che in genere si acquisisce tramire l'Intersect 2.0 seppur meno efficace, tanto da asseverare che solo una spia che possiede l'Intersect sarebbe capace di batterlo. Quinn non ha mai simpatizzato per l'Anello, ma ha lavorato per loro, così come per la Fulcrum e le Industrie Volkoff, ma anche per il gruppo di liberazione della Libia Islamica e per Kim Jong-il.
Quinn appare negli ultimi quattro episodi della serie, rivestendo il ruolo di antagonista finale di Chuck e Sarah. Riesce, investendo molti soldi, a farsi creare una versione dell'Intersect 2.0 che viene caricata in un paio di occhiali da sole, ma è difettosa e quando scopre che Morgan ha scaricato nel proprio cervello una versione simile, decide di incontrarlo a Vail ma le cose sfuggono di mano quando Morgan gli ruba gli occhiali da sole nascondendoglieli. Dopo un po' di tempo, quando Morgan ritrova gli occhiali da sole, in questo frangente Chuck e Quinn si incontrano di persona per la prima volta, quest'ultimo si rivolge a Chuck chiamandolo "Charles Carmichael" l'alias che Chuck in genere usa nelle sue missioni, ciò suggerisce che Quinn nel corso degli anni ha tenuto d'occhio Chuck quando lui è diventato l'Intersect umano della CIA a scapito di Quinn. Egli sequestra Chuck con l'intento di costringere Sarah e Casey a restituirgli gli occhiali da sole, tra l'altro Quinn porta con sé Chuck in Giappone in modo da obbligarlo a perfezionare l'Intersect. Sarah però scarica l'Intersect 2.0 dagli occhiali da sole di Quinn, sconfigge i suoi mercenari salvando il marito, ma Quinn la rapisce, e usando delle "flash card" fa in modo che l'Intersect difettoso di Sarah cancelli gli ultimi cinque anni della sua memoria, Sarah perde così ogni ricordo su Chuck.
Quinn rimuove l'Intersect dal cervello di Sarah, le fa credere di essere il suo supervisore e che la loro missione è quella di rubare l'Intersect 3.0 dal D.A.R.P.A. e uccidere Chuck, in effetti Sarah riesce solo nella prima impresa caricando l'Intersect 3.0 negli occhiali da sole che consegna a Quinn, ma i suoi sentimenti per Chuck iniziano a riemergere tanto che non trova il coraggio di ucciderlo, e quando Quinn le rivela di averla ingannata, Sarah si pone l'obiettivo di ucciderlo e vendicarsi di lui.
Quinn prima di scaricare l'Intersect 3.0 nel proprio cervello, decide di recuperare i tre componenti della Chiave, il congegno che priva il supercomputer di ogni impurità, il primo se lo fa consegnare da Edgar, ex agente della Fulcrum, il secondo invece lo prende da Renny Deutch, ex agente dell'Anello, dopo averlo ucciso. L'ultimo componente invece è in possesso della Beckman riuscendo a prenderglielo quando lei va ad assistere a un concerto dell'orchestra sinfonica piazzando una bomba nell'edificio. Quinn assembla la Chiave montandola negli occhiali da sole, ma il suo desiderio di scaricare nel proprio cervello l'Intersect viene ostacolato da Chuck e Sarah, quest'ultima lo uccide sparandogli in pieno petto, infine Chuck scarica nel suo cervello l'Intersect 3.0 e con esso disinnesca la bomba di Quinn.

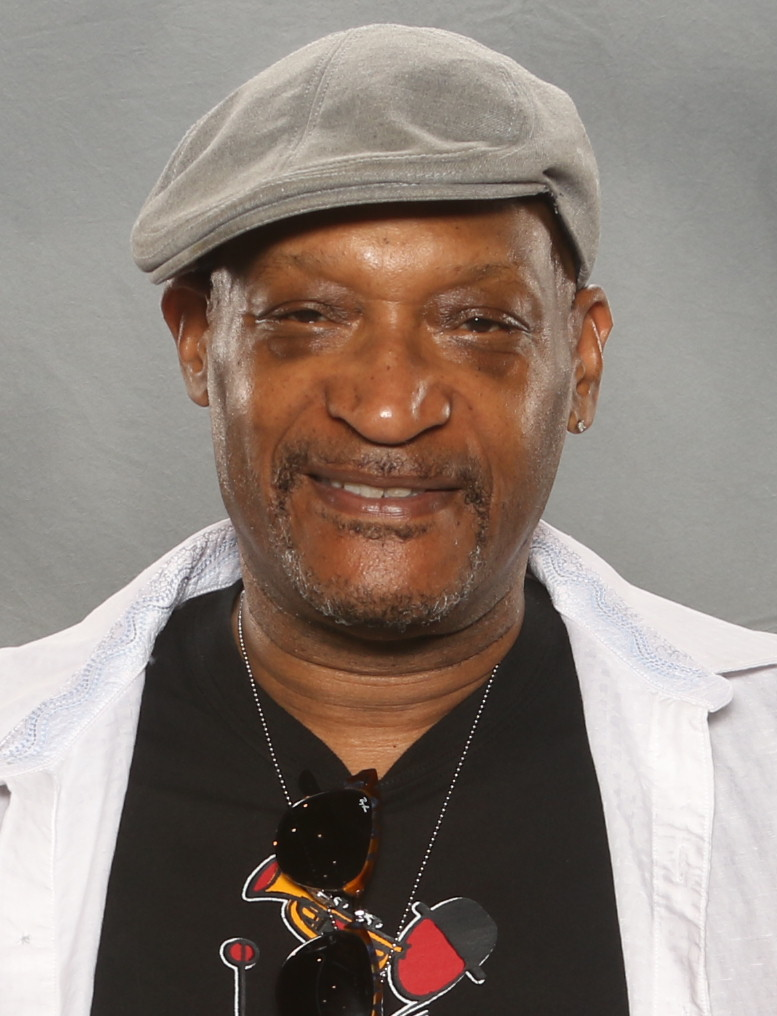
Tony Todd interpreta Langston Graham
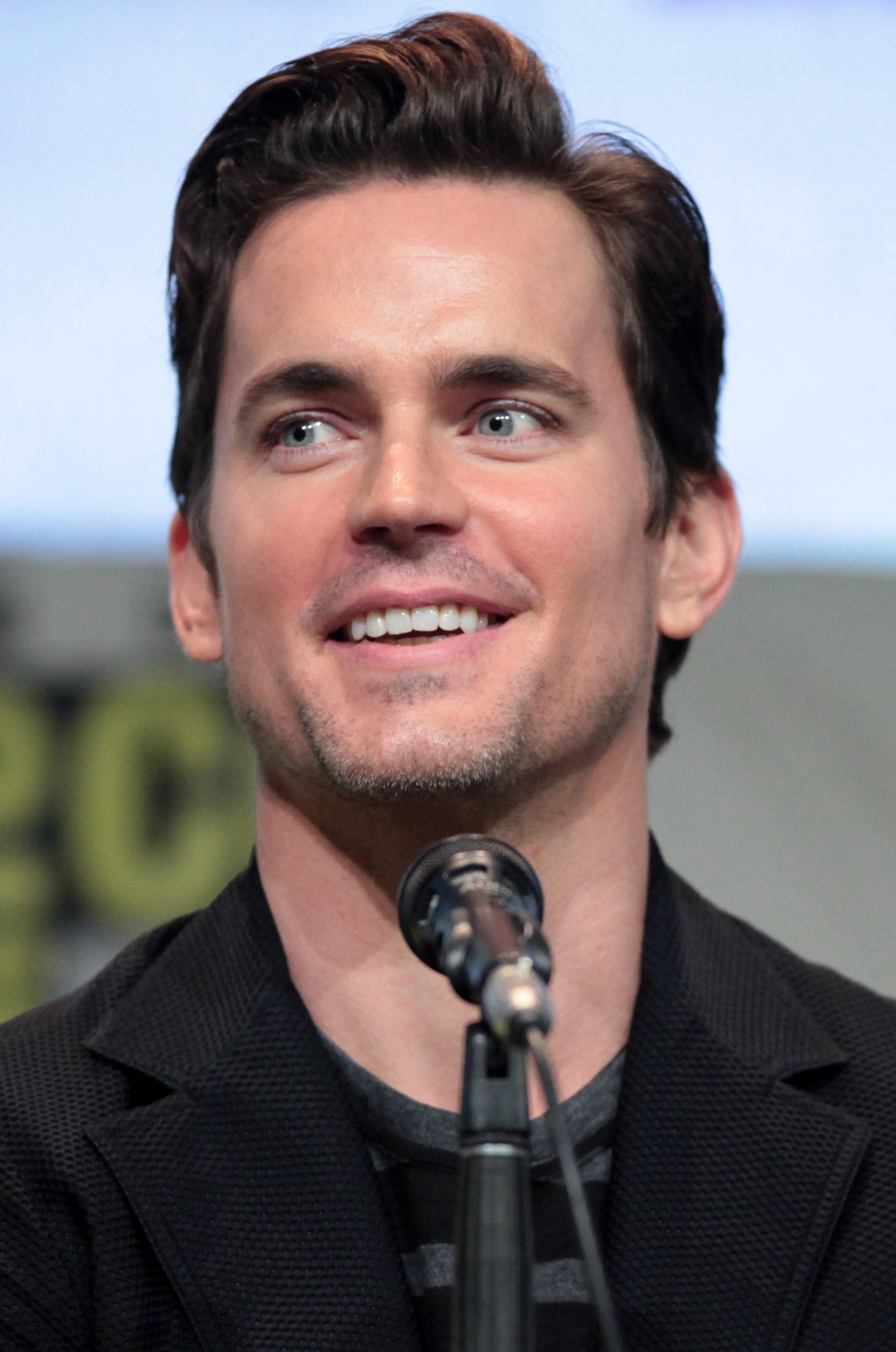
Matt Bomer interpreta Bryce Larkin
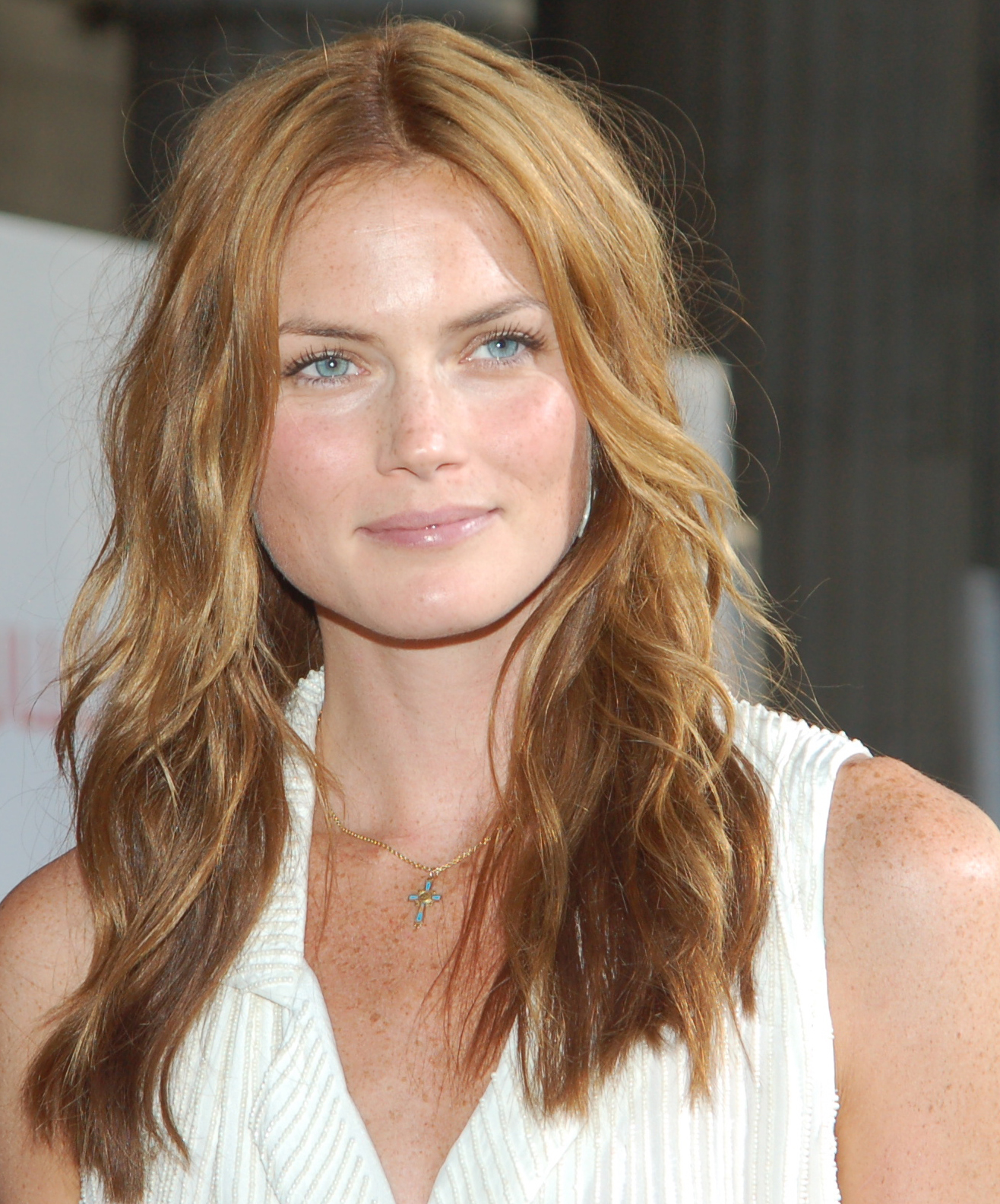
Mini Andén interpreta Carina Miller
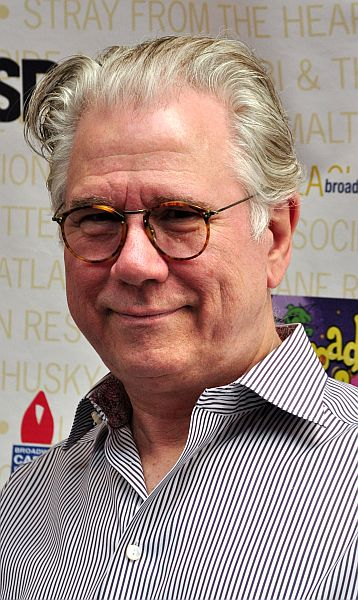
John Larroquette interpreta Roan Montgomery
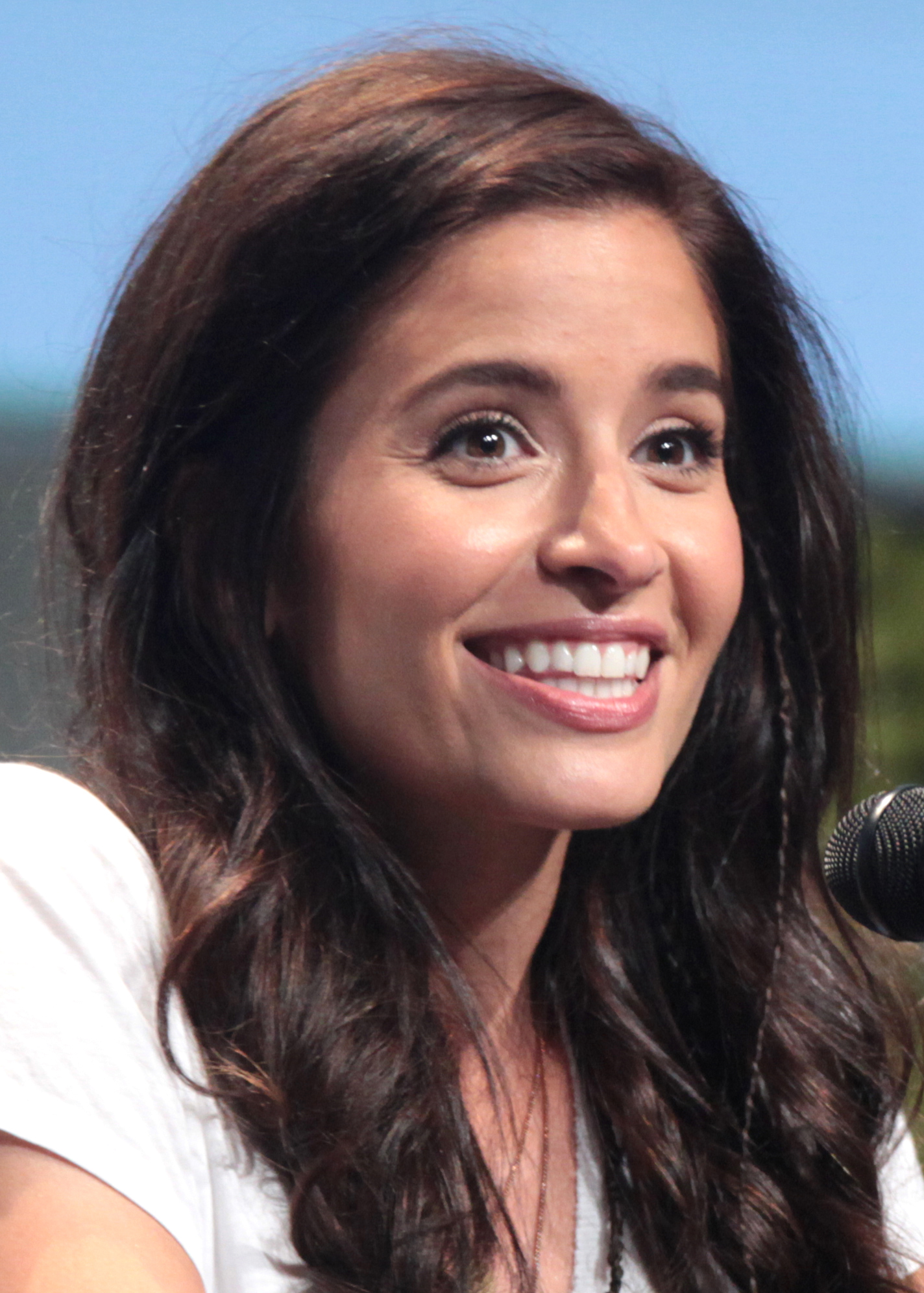
Mercedes Masohn interpreta Zondra
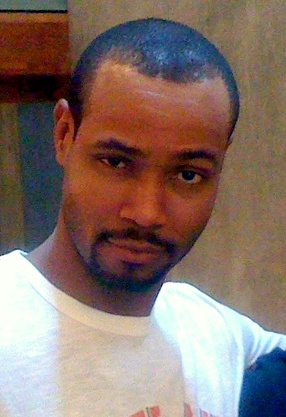
Isaiah Mustafa interpreta Rick Noble
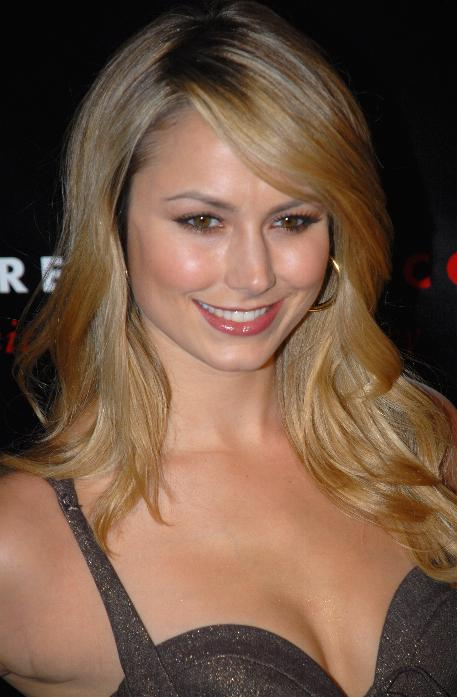
Stacy Keibler interpreta Victoria Dunwoody
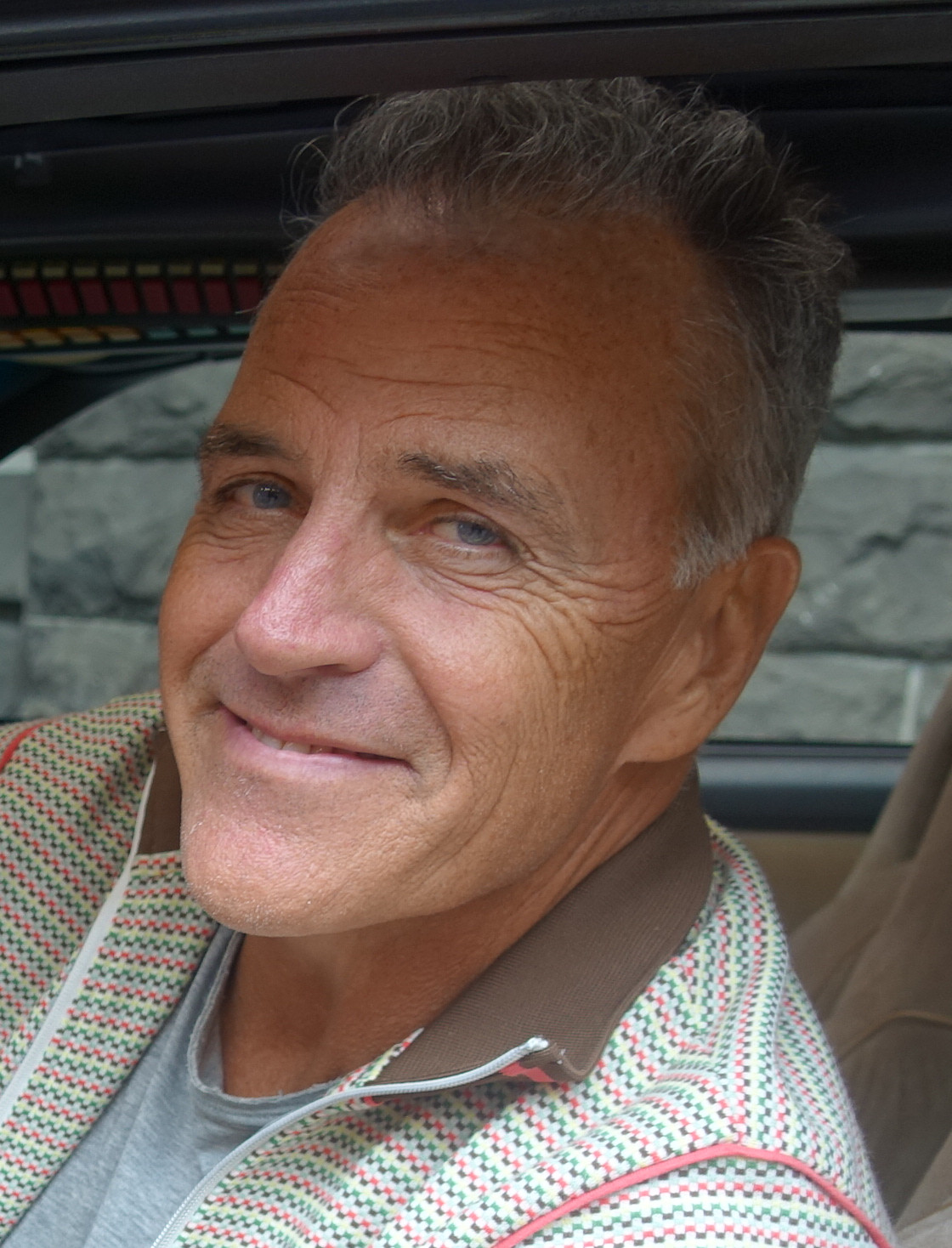
Richard Burgi interpreta Clyde Decker
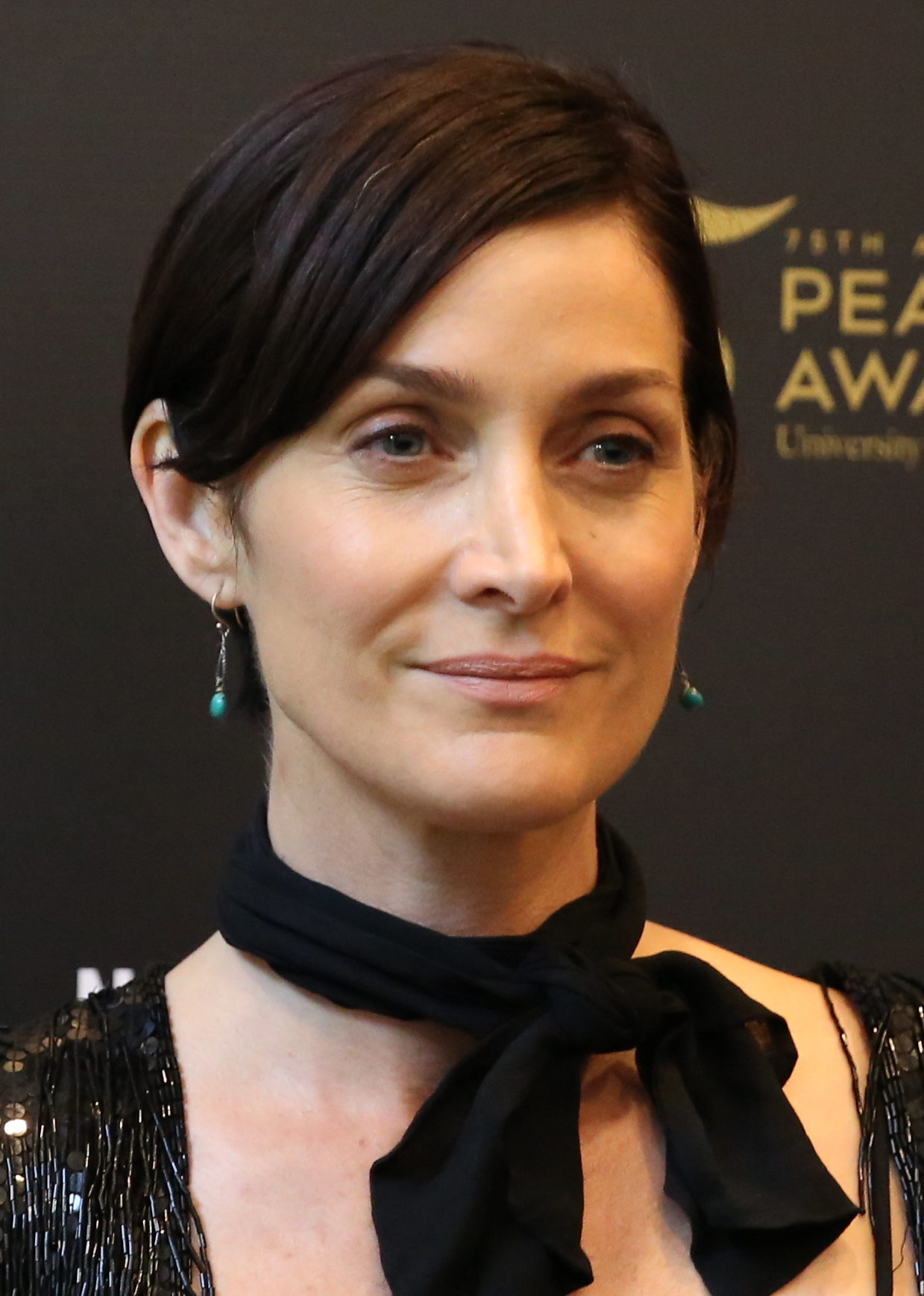
Carrie-Anne Moss interpreta Gertrude Verbanski
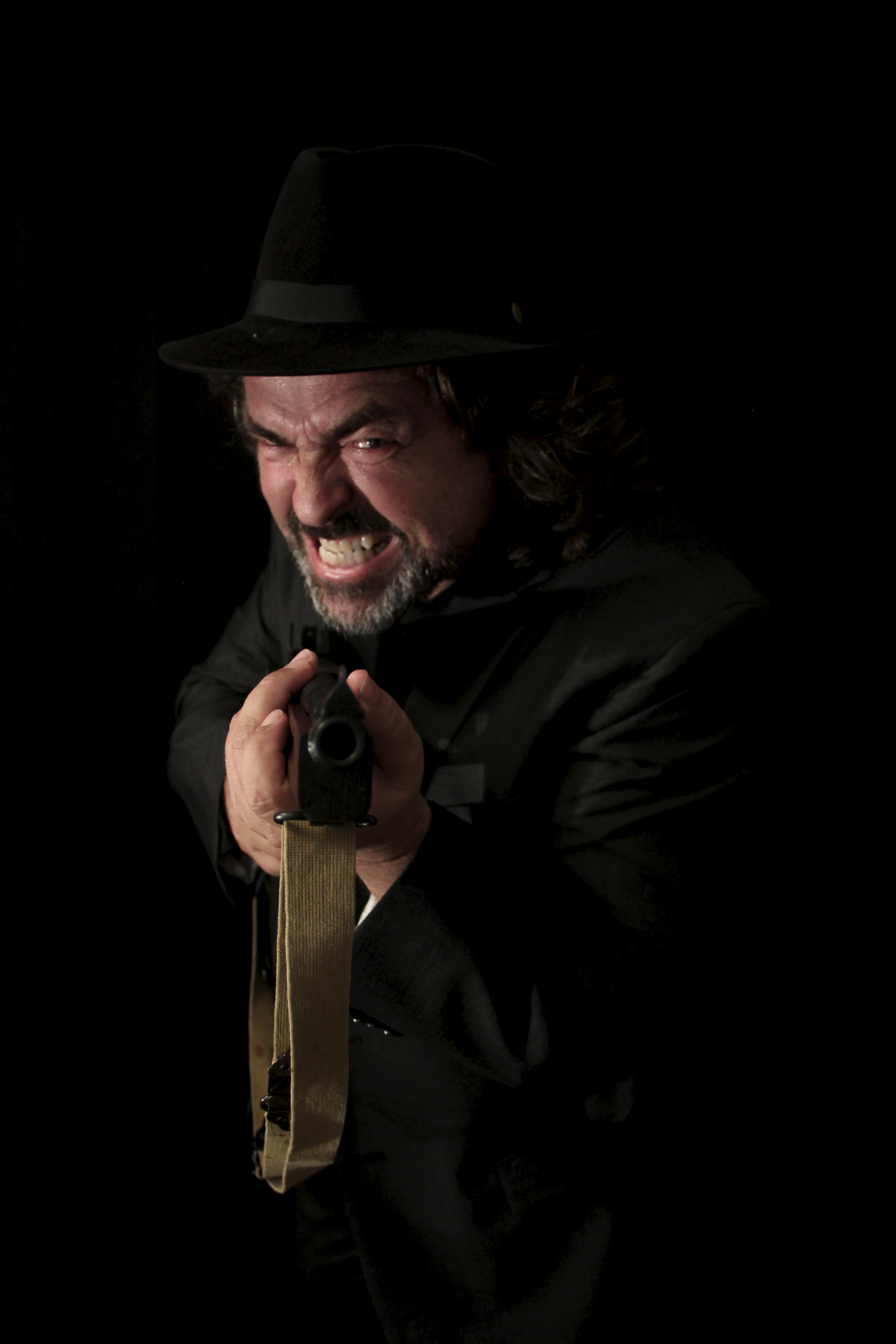
Angus Macfadyen interpreta Nicholas Quinn

## Buy More

### Bunny
Bunny. Interpretata da Hope Shapiro. È è una Maglietta Verde del Buy More caratterizzata dai capelli scuri e la perenne espressione da lavoratrice frustrata. Personaggio ricorrente ma estremamente secondario, al punto da avere in pochissimi episodi un ruolo parlato.

### Skip
Michael "Skip" Johnson. Interpretato da Michael Kawczynski. È un dipendente del Buy More al settore Nerd Herd caratterizzato dalla gran massa di capelli ricci biondi. Nonostante le molte apparizioni ha in pochissimi episodi un ruolo parlato.

### Harry Tang
Harold Tiberius "Harry" Tang. Interpretato da C.S. Lee, doppiato da Francesco Meoni. È il tirannico supervisore delle Magliette Verdi del Buy More che rivaleggia con Chuck per il ruolo di vicedirettore. Quando il ragazzo sarà costretto ad assentarsi il giorno del colloquio di selezione per via della sua doppia vita la carica verrà assegnata a Harry. In realtà Big Mike, a dispetto della poca stima che ha nei confronti di Harry, gli ha assegnato la promozione unicamente per via del senso di colpa dovuto al fatto di essersi portato a letto sua moglie per mesi, Harry ne è totalmente all'oscuro, addirittura aveva creduto erroneamente che la moglie lo tradisse con Morgan. Harry è stato il primo a scoprire che Chuck lavora con i servizi segreti, lo ha scoperto per puro caso, per evitare che Harry diventi un problema, Casey lo manipola facendo leva sulla sua arroganza gli fa credere che il governo voglia arruolarlo per un incarico molto importante, ingenuamente Harry credendo alla veridicità delle sue parole accetta di trasferirsi a Oahu con sua moglie a coltivare un campo di ananas credendo erroneamente che si tratti di un incarico sotto copertura. Big Mike, una volta che Harry lascia Burbank e il lavoro al Buy More, ammette che non sentirà la mancanza del collega, ma solo quella della moglie.

### Emmett Millbarge
Emmett Millbarge. Interpretato da Tony Hale, doppiato da Loris Loddi. È il vicedirettore del Buy More mandato dalla sede centrale in sostituzione a Harry Tang. Egli agisce e parla come se il Buy More fosse la sua sola ragione di vita, afferma di avere una fidanzata anche se non la si è mai vista. Per un breve periodo rimpiazzerà Big Mike al ruolo di direttore dopo aver raggirato Morgan al fine di convincere gli altri dipendenti a fargli fare buona figura di fronte ad un supervisore. È un uomo manipolatore, arrogante, doppiogiochista e insolente. Viene ucciso con un colpo di pistola da Javier, un agente dell'Anello quando Emmett, ignaro che fosse un criminale, commette lo sbaglio di provocarlo.

### Mercer
Mercer, interpretato da David Burke, è il responsabile delle risorse umane del Buy More, spesso gli viene dato l'incarico di esaminare il rendimento del personale, e di assegnare le promozioni.

### Hannah
Hannah. Interpretata da Kristin Kreuk, doppiata da Monica Ward. È un'esperta di informatica, donna raffinata, amante della musica classica, il suo brano preferito è Il lago dei cigni, adora il cinema francese. Lavora in una grande compagnia che le consente di fare viaggi intercontinentali, proprio durante un viaggio in aereo a Parigi incontra Chuck, in prima classe, mentre lui è in missione. I due si prendono subito in simpatia, Hannah rimane fin dall'inizio affascinata dalla  sua personalità, semplice e divertente, tuttavia lei non sta attraversando un bel momento, ha appena perso il suo lavoro, tanto che Chuck pur di venirle incontro le offre un impiego a Buy More, lei in effetti accetta iniziando a lavorare al Nerd Herd principalmente per stare accanto a Chuck. Morgan ha un debole per lei, cerca persino di conquistarla, ma ci rinuncia quando capisce che Hannah ama Chuck. I due diventano amanti e poi intraprendono una relazione, proprio nel periodo in cui Chuck, in contemporanea, inizia il suo addestramento per diventare una spia, infatti benché Hannah senta di aver trovato in Chuck l'uomo giusto per lei, al contrario Chuck vede nella sua relazione con Hannah la conferma del proprio cambiamento, ormai ha capito di non essere più una persona normale ma una spia che vive in un mondo di bugie dove Hannah non sarebbe capace di trovare spazio: infatti Chuck decide di lasciarla, non solo perché ha capito di amare Sarah in una maniera in cui Hannah non potrebbe mai essere amata, ma anche perché non vuole trascinarla nel mondo di menzogne in cui lui è costretto a vivere. Benché Chuck l'abbia lasciata per il suo bene, Hannah ad ogni modo la prende malissimo, si convince che egli l'abbia lasciata unicamente perché voleva solo sedurla e, furiosa, lascia la città e l'impiego al Buy More.

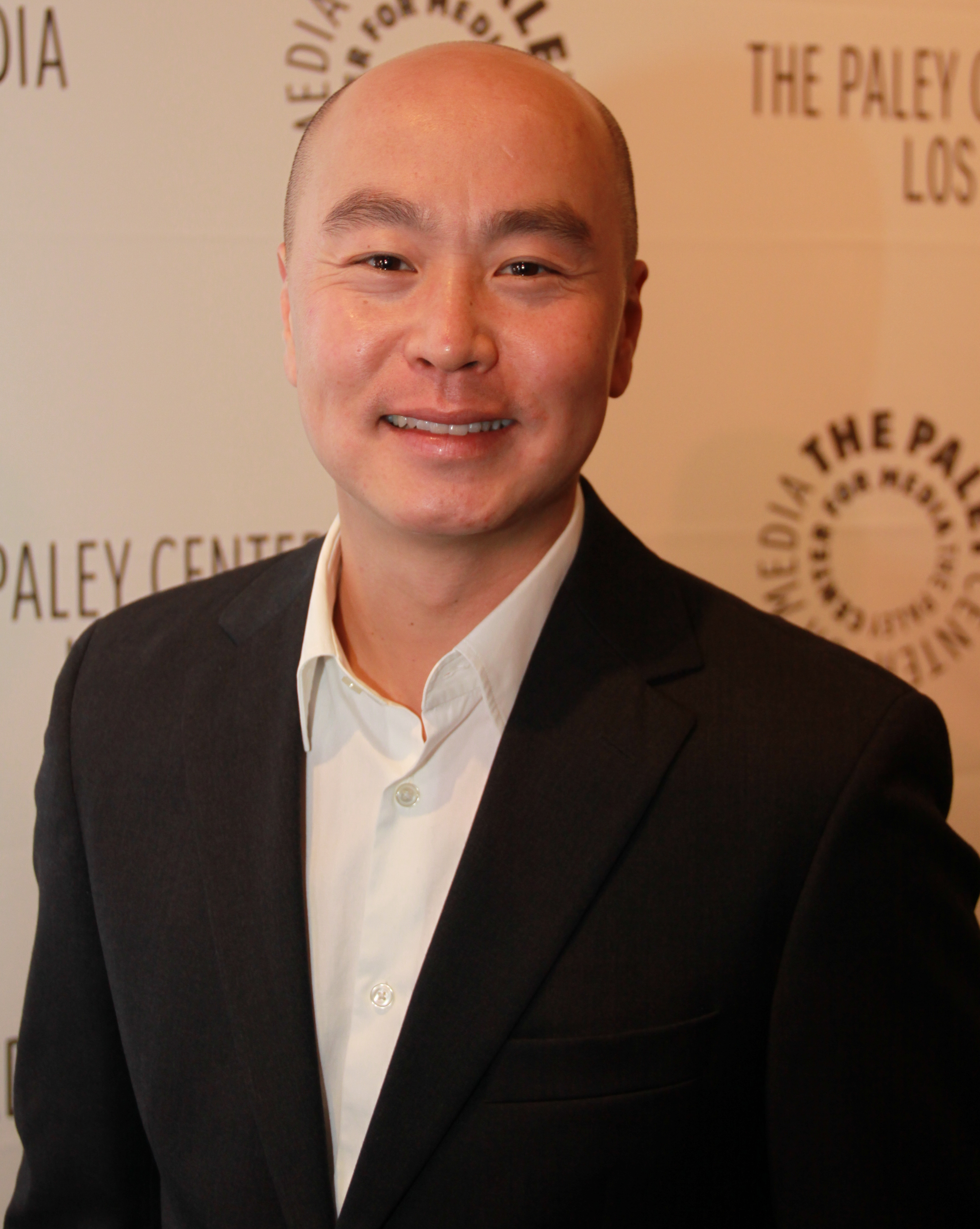
C.S. Lee interpreta Harry Tiberius Tang
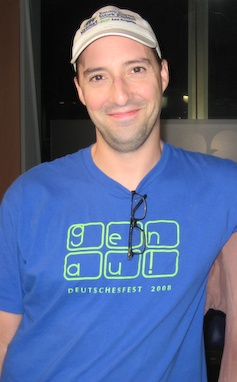
Tony Hale interpreta Emmett Millbarge
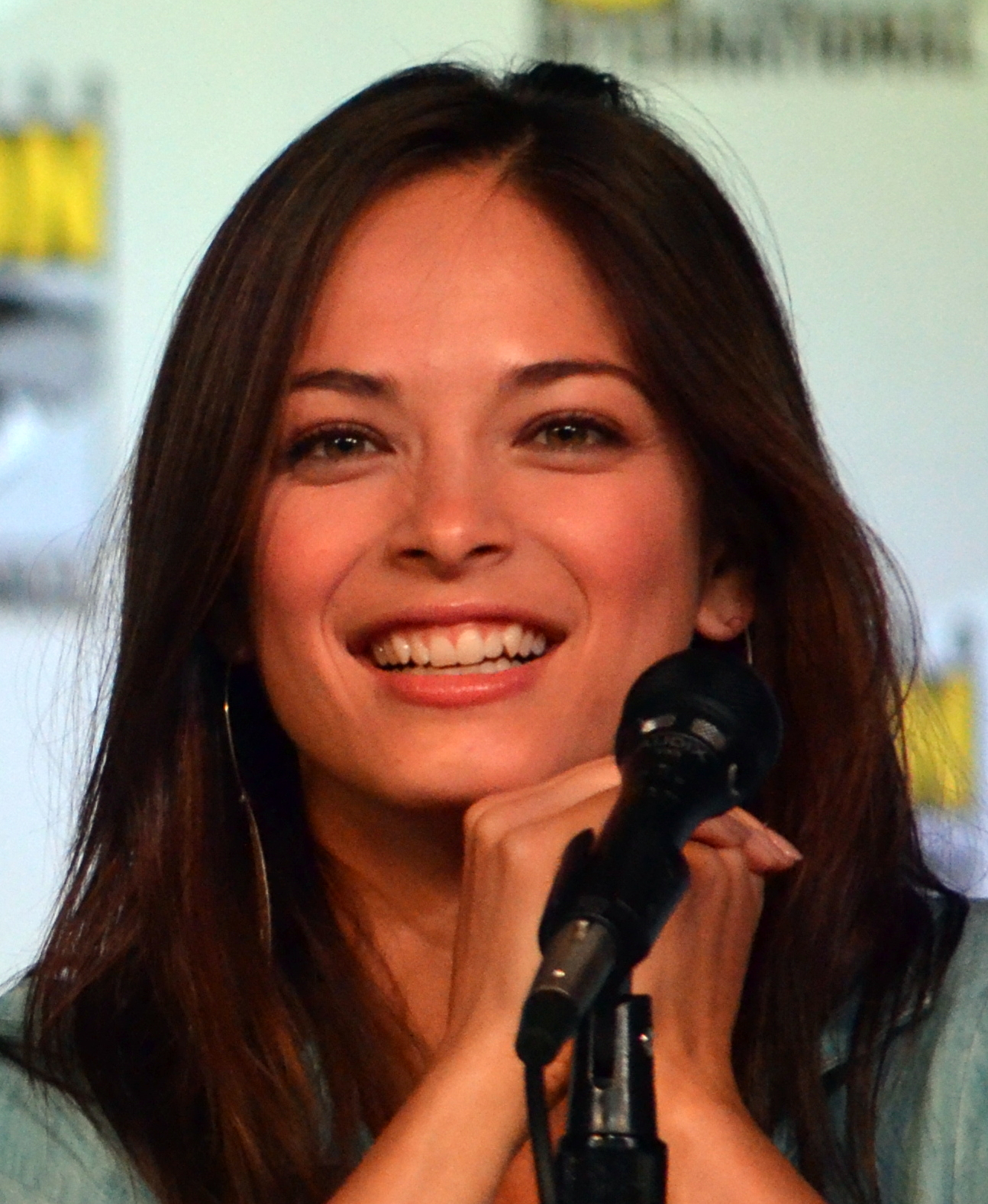
Kristin Kreuk interpreta Hannah

## Familiari di Chuck

### Signori Woodcomb
Dr. Woodrow "Woody" Woodcomb e Dr. Honora "Honey" Woodcomb. Interpretati da Bruce Boxleitner e Morgan Fairchild, doppiati da Ambrogio Colombo e Lorenza Biella. Sono i genitori di Devon e dei suoi due fratelli minori; nonché suoceri di Ellie. Entrambi chirurghi e rigorosamente salutisti, hanno un ottimo rapporto con il figlio ma, al contrario, Ellie fatica enormemente a sopportarli ritenendo fin troppo alto lo standard che si aspettano da lei in quanto moglie del figlio; sebbene questo appaia unicamente come una paranoia della donna nel caso di Woody, Honey ha invece dimostrato di trattare sempre la nuora con sufficienza.

### Stephen Bartowski
Stephen J. Bartowski. Interpretato da Scott Bakula, doppiato da Pasquale Anselmo. È il padre di Chuck e Ellie, avuti dalla moglie Mary. Brillante ricercatore esperto in ingegneria informatica, è stato uno scienziato della CIA, oltre al fatto che Stephen è una spia molto competente, il suo nome in codice è "Orion" anche la moglie Mary come lui è una spia del governo. È un uomo un po' arrogante ed eccentrico, ma ha un cuore buono, è stato lui a creare l'Intersect, in verità come lui stesso ha ammesso non è stata una sua creazione esclusiva, Stephen si vanta di aver creato solo parti migliori del supercomputer. Afferma di aver messo lui le basi per la creazione del touch screen e della televisione con i cristalli al plasma.
Stephen era amico di Hartley Winterbottom, uno scienziato dell'MI6 il quale scelse di scaricare l'Intersect di Stephen in modo da ricondizionare la sua identità e svolgere un lavoro sotto copertura, ma l'identità progettata dall'Intersect, ovvero quella di Alexei Volkoff, prese il sopravvento su Hartley, che divenne realmente un criminale, ha creato le Industrie Volkoff, un'organizzazione che nel corso degli anni si è arricchita con il traffico di armi, ciò portò alla fine del matrimonio di Stephen e Mary che per distruggere le Industrie Volkoff abbandonò il marito e i figli accettando di lavorare sotto copertura per annientare l'impresa criminale. Chuck e Ellie per molti anni sono stati all'oscuro del fatto che i loro genitori sono delle spie, Stephen ha tentato di crescere i suoi figli da solo, tuttavia benché la sua intenzione fosse quella di creare l'Intersect come strumento didattico, quando capì che la CIA voleva farne un'arma, si è visto costretto a sparire abbandonando i suoi amati figli, per evitare che le sue ricerche finissero nelle mani sbagliate.
Chuck ha ammesso che, dopo l'abbandono di Stephen, è stato in terapia per superare il dolore, Stephen occasionalmente manda delle lettere al figlio. Ha sempre mantenuto segreta la sua identità come Orion, tanto che nessuno nei servizi segreti era a conoscenza del fatto che Stephen e Orion erano la stessa persona, persino la Beckman ne era all'oscuro nonostante abbia trascorso anni a rintracciarlo. In realtà anche la Fulcrum dà la caccia a Stephen, vogliono che lui progetti un Intersect per loro. In verità anche Stephen è un Intersect umano, ai tempi in cui iniziò a progettarlo scaricò nel proprio cervello una prima versione. Durante la sua latitanza Stephen ha lavorato per avvicinarsi alle Industrie Volkoff, non aveva mai rinunciato al suo obiettivo di salvare Hartley dell'Intersect che lo aveva plagiato. A insaputa di Chuck, suo padre lo ha tenuto d'occhio, infatti sapeva che Chuck aveva scaricato nel suo cervello l'Intersect e di conseguenza è uscito allo scoperto per poterlo aiutare a rimuoverlo dalla mente del figlio. Contemporaneamente Stephen si riconcilia con Ellie prendendo parte alle sue nozze quando lei sposa Devon.
La Fulcrum cattura Stephen e lo costringe e creare un nuovo Intersect, ma in realtà Stephen li ha ingannati: ha creato un dispositivo di rimozione con il quale Chuck libera il suo cervello dall'Intersect. Sarah e Casey portano in salvo Stephen e Chuck, mentre gli agenti della Fulcrum vengono uccisi in un bombardamento missilistico ordinato dalla Beckman. I servizi segreti accettano di lasciare Stephen in pace e con lui anche Chuck, a patto che Orion li aiuti a progettare l'Intersect 2.0 ma le cose non vanno come Stephen aveva pianificato, infatti Chuck lo scarica nel proprio cervello e diventa una vera spia. Ciò genera della tensione tra lui e suo padre, infatti Stephen non voleva che il figlio diventasse un agente della CIA, ma vedendo che Chuck desidera usare l'Intersect per fare del bene, sceglie di rispettare la sua scelta.
Chuck inizia a sentirsi male, è un effetto dell'Intersect che sta danneggiando il suo cervello, pure Stephen ha avuto lo stesso problema creando il "Governatore" un dispositivo camuffato da orologio da polso che serve a controllare l'Intersect una volta indossato in modo da contenerne i danni. Stephen crea per Chuck un altro Governatore, ma Shaw lo vuole per sé, dato che pure lui ha scaricato nel proprio cervello un Intersect 2.0 e ha bisogno del dispositivo. Shaw prende il Governatore che Stephen aveva creato per Chuck e poi gli spara uccidendolo senza pietà, Stephen muore tra le braccia di Chuck pronunciando la frase «Sei speciale, Chuck». Quando Chuck affronta Shaw sconfiggendolo, pur avendo l'occasione di ucciderlo e vendicare il padre, si astiene dal farlo limitandosi a farlo arrestare, Chuck poi si riprende il Governatore che Shaw gli aveva preso e che Stephen aveva costruito per il figlio.

### Mary Bartowski
Mary Elizabeth Bartowski. Interpretata da Linda Hamilton, doppiata da Rossella Izzo. È la madre di Chuck e Ellie, nonché moglie di Stephen, è un agente della CIA, il suo nome in codice è Frost probabile riferimento alla fiaba La regina delle nevi che raccontava a Chuck a quando era piccolo.
Mary si separa dal marito e dai figli quando assunse un incarico sotto copertura, l'operazione ISIS la quale prevedeva che Mary si infiltrasse nelle Industrie Volkoff create dal criminale Alexei Volkoff, che in realtà era Hartley Winterbottom che divenne un terrorista a causa dell'Intersect che Stephen creò e che Hartley scaricò nel suo cervello per ricondizionare la sua personalità, in modo da svolgere un'operazione in incognito, purtroppo la sua nuova personalità, quella di Alexei, riuscì a sopprimere quella di Hartley che divenne un criminale a tutti gli effetti. Mary infatti voleva salvare Hartley dall'Intersect che aveva corrotto la sua mente, la CIA tuttavia decise di annullare il progetto ISIS ma Mary non voleva arrendersi, di conseguenza disertò dalla CIA fino a diventare un membro attivo delle Industrie Volkoff.
Sia Chuck che Ellie, ignari che Mary era un agente della CIA e che è stato il lavoro ad allontanarla da loro, hanno creduto per anni che lei avesse abbandonato la famiglia perché non li amava. Mary fondamentalmente è una donna buona e apprensiva, ma per infiltrarsi nelle Industrie Volkoff ha dovuto impersonare il ruolo dell'assassina crudele che non mostra pietà, persino Heather Chandler che ebbe modo di conoscerla in Birmania la definì una donna gelida. Volkoff si innamora di Mary, la quale pur non diventando mai la sua amante, sfruttò la cosa a suo vantaggio per conquistare la fiducia di Alexei, tanto che divenne il suo luogotenente migliore, in effetti Mary nella linea di comando delle Industrie Volkoff è diventata l'autorità più alta dopo Alexei.
Ormai per Mary è diventato sempre più evidente che salvare Hartley è impossibile dato che egli, trasformatosi in Alexei Volkoff, è divenuto un criminale irrecuperabile, tanto che ora il suo solo obiettivo è distruggere il suo impero criminale, tanto che uccidere Alexei non è più sufficiente in quanto le Industrie Volkoff sono troppo potenti, infatti Mary punta a distruggere tutta l'organizzazione criminale. Ha ammesso più volte di aver rimpianto di aver abbandonato i suoi figli, è stato inteso però che Mary e Stephen abbiano continuato segretamente a tenersi in contatto, dato che Mary sapeva che Chuck in età adulta è diventato un agente della CIA seguendo le sue orme e che ha scaricato nel suo cervello l'Intersect. Quando Stephen muore, Chuck decide di salvare sua madre dalle Industrie Volkoff, benché Mary tenti più volte di impedirglielo per evitare che Volkoff metta in pericolo la sua famiglia, tuttavia il desiderio di Mary di ricongiungersi ai suoi figli diventa sempre più forte, specialmente ora che Ellie sta per avere una figlia.
Chuck con un piano astuto fa arrestare Volkoff mettendo allo scoperto la sua rete di comunicazione con cui dirigeva le Industrie Volkoff, di conseguenza la CIA adesso può individuare tutti i suoi mercenari e smantellare l'impresa criminale, in questo modo Chuck e Sarah salvano Mary anche perché Volkoff ormai aveva scoperto che lei da anni faceva il doppio gioco. Ellie scoperto che la madre è una spia e che è stata obbligata dal lavoro a lasciare la famiglia, si riconcilia con lei, Mary diventa nonna della piccola Clara. Mary continua a ricordare il suo defunto marito con affetto, non ha mai smesso di pensare a Stephen come al grande amore della sua vita. Mary in un primo momento, affezionatasi alla nipotina, decide di ritirarsi dalla CIA per accudirla, ma Ellie le dà il permesso di continuare a fare la spia capendo che sua madre non è pronta a lasciare il suo lavoro. Quando Sarah rischia di morire per via del norseman Mary aiuta Chuck a far evadere Hartley, il quale dopo che Decker gli aveva rimosso con un dispositivo l'Intersect che per anni aveva soppresso la sua vera personalità, aiuta Chuck a ottenere l'antidoto con cui salvare Sarah.
Mary fa un'ultima apparizione nel finale della serie, aiutando Chuck e la sua squadra a sconfiggere Nicholas Quinn, il quale muore per mano di Sarah, e dato che Ellie intende trasferirsi a Chicago con il marito Devon e la figlia, Mary decide di andarli a trovare spesso con l'intenzione di aiutarli a prendersi cura di Clara.

### Jack Burton
Jack Burton. Interpretato da Gary Cole, doppiato da Luca Ward. È il padre di Sarah, è un truffatore, di conseguenza ha cambiato nome numerose volte, non si conosce la sua vera identità. Quando lui e la moglie Emma divorziarono Sarah decise di vivere con Jack seguendolo nei suoi viaggi e diventando anche complice nelle sue truffe.
Jack è un uomo carismatico, persino simpatico, abbindolare la gente è ciò che gli riesce meglio, prova un grande affetto per Sarah ma non è stato mai in grado di diventare un uomo migliore per lei, per propria ammissione è più bravo come truffatore che come genitore. Sarah gli vuole molto bene ma a legarla a Jack è un sentimento di amore/odio perché, a dispetto dell'affetto che prova per il padre, è consapevole che Jack non è stato un buon esempio per lei, infatti Jack è uno dei motivi per cui Sarah ha sempre faticato a relazionarsi con gli altri, avendole insegnato a contare solo sulle proprie forze e a manipolare la gente, Jack infatti ha istruito Sarah a perseguire il divertimento superficiale preferendolo all'amore e alla famiglia.
Jack qualche volta si mette nei guai anche perché in alcune occasioni ha provato a truffare persone potenti e pericolose, lui e Sarah hanno preso poi strade diverse quando quest'ultima ha iniziato a lavorare per la CIA. Tutte le volte che si separano Jack si astiene dal salutarla. Ha l'abitudine di chiamare Casey "Faccia da Sbirro" (Cop Face) e Chuck "Scemotto" (Schnook), nonostante ciò quest'ultimo ottiene immediatamente la sua simpatia e l'approvazione del rapporto con la figlia, ritenendo che Chuck non le volterebbe mai le spalle. Una prova del grande amore paterno che Jack nutre per Sarah è il fatto che le ha dato i soldi per pagarle la cerimonia matrimoniale quando scopre che lei e Chuck si sposano, ormai Jack ha capito che l'amore che Sarah prova per Chuck ha fatto sì che lei si discostasse dagli insegnamenti del padre, confidando che Chuck può rendere felice Sarah più di quanto abbia mai fatto lui.

### Emma
Emma. Interpretata da Cheryl Ladd, doppiata da Cristina Boraschi. È la madre di Sarah, poco si sa sulla sua vita, a parte che la famiglia di Emma gestiva un ristorante, fu proprio lì che Jack le chiese di sposarla, Sarah racconta che in quell'occasione il ristorante prese fuoco, l'emblematica prova che lei e Jack non erano fatti l'una per l'altro, infatti il loro matrimonio finì con un divorzio. Dopo che Sarah inizia a lavorare alla CIA lei e la madre si tengono in contatto con poca frequenza. Non conserva un bel ricordo di Jack, principalmente perché egli è stato la causa dell'isolamente emotivo di Sarah quando lei scelse di prendere il padre a modello.
È una donna dolce, affettuosa e sensibile, anche se Sarah le vuole molto bene, in seguito al divorzio scelse di vivere con Jack dato che era affascinata dallo stile di vita del padre senza regole, in più occasioni è stato evidenziato come Sarah in età adulta abbia rimpianto di aver abbandonato sua madre avendo impedito a Emma di darle la stabilità di cui Sarah in realtà aveva bisogno, in effetti Sarah anche quando lavorava alla CIA era tentata di tornare a vivere con Emma, rinunciandovi poi quando affida a quest'ultima la piccola Molly, ereditiera di una famiglia dell'Ungheria orfana di entrambi i genitori, infatti Sarah sceglie di allontanarsi definitivamente da Emma per evitare che Kieran Ryker tramite Sarah possa risalire a Emma e Molly e ucciderle pur di impadronirsi dei soldi che i genitori di Molly le hanno lasciato in eredità.
Come afferma Sarah, lei ha cambiato identità tante di quelle volte che nemmeno la CIA è al corrente che Emma è sua madre, è implicito che soltanto Shaw fosse a conoscenza del fatto che Sarah aveva lasciato Molly sotto la tutela di Emma. Quest'ultima ha cresciuto Molly amandola come una figlia. Quando Ryker scopre dove vivono Emma e Molly si appresta a ucciderle, ma Sarah con l'aiuto di Chuck e Casey lo sconfigge. Una volta che Sarah uccide Ryker può finalmente riconciliarsi con Emma, quando quest'ultima conosce suo genero Chuck impara subito ad apprezzarlo come membro della sua famiglia essendogli riconoscente avendo capito che Chuck, amando Sarah, è riuscito a salvarla dalla solitudine che le aveva sempre impedito di essere felice.

### Molly
Molly. Interpretata da Rachel Eggleston, doppiata da Alice Porto. È la sorella adottiva di Sarah. Nata in una benestante famiglia di Budapest, ancora in fasce essa venne rapita da Sarah, per proteggerla dai clan criminali che uccisero i genitori della piccola, che a loro volta vengono uccisi da Sarah. Il supervisore di Sarah, Ryker, ordina alla donna di consegnargli la piccola per proteggerla, ma Sarah comprende che Ryker voleva solo manipolarla facendole credere che il salvataggio della bambina fosse parte di un'operazione della CIA, ma in realtà Ryker è un agente corrotto e vuole uccidere la bambina per impadronirsi del denaro della sua famiglia. Sarah assegna la piccola alle cure di sua madre, Emma, chiedendole di crescerla come fosse figlia sua, cosa che la donna farà, infatti Sarah non riteneva che la CIA avrebbe garantito la sicurezza della bambina dalla minaccia di Ryker se l'avesse affidata a loro. Molly conoscerà la sorella solamente cinque anni dopo, quando quest'ultima ucciderà Ryker garantendo la sicurezza della piccola e della madre adottiva Emma.

### Clara Woodcomb
Clara Woodcomb è la figlia neonata di Devon e Ellie, nonché nipote di Chuck. Il suo nome sarà deciso prima della sua nascita, nell'episodio Chuck vs. lo sbranatore e verrà alla luce nell'episodio seguente Chuck vs. la contessa, il 31 gennaio 2011, parallelamente alla proposta di matrimonio di Chuck a Sarah.

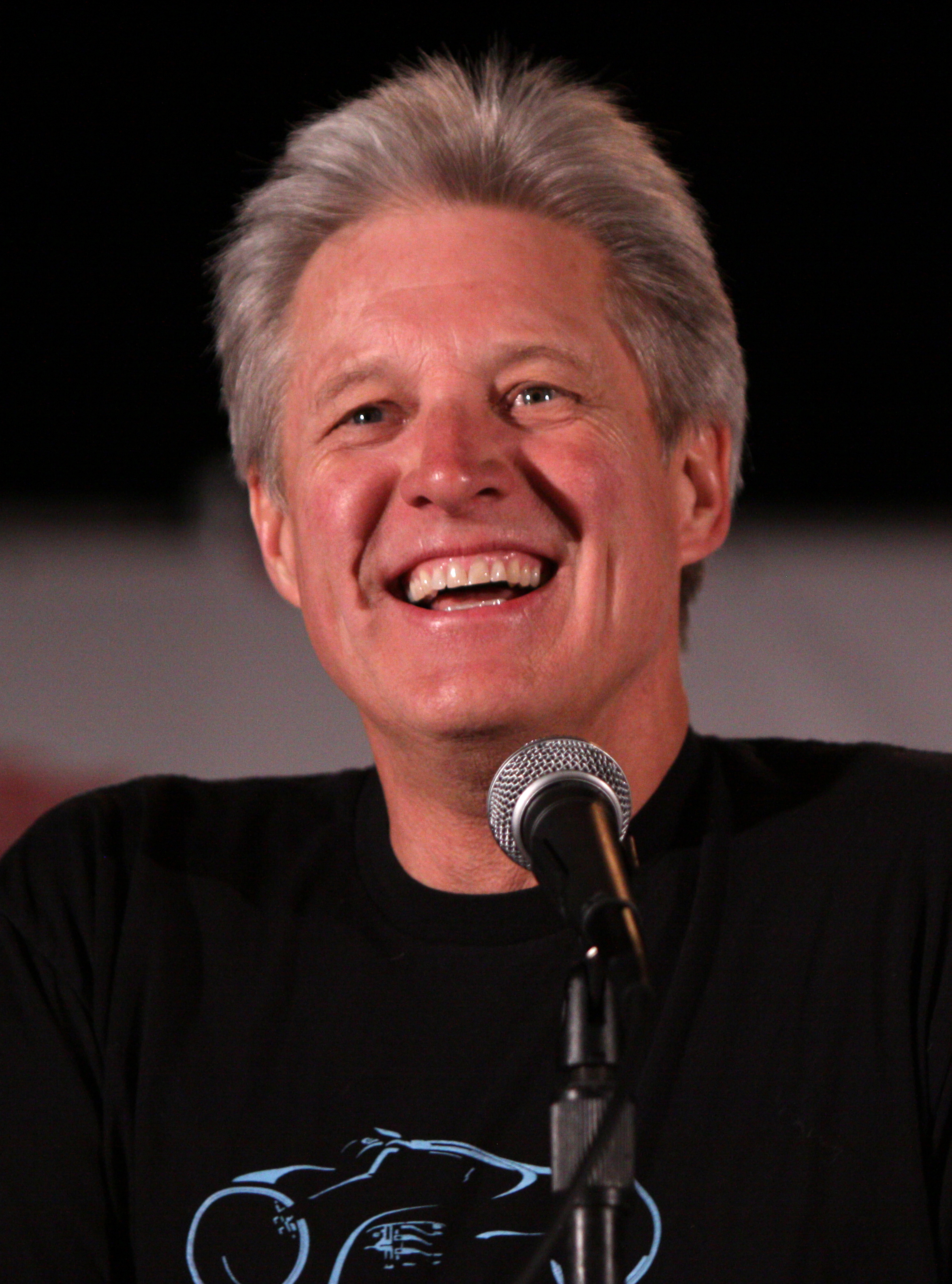
Bruce Boxleitner interpreta Woody Woodcomb
Morgan Fairchild interpreta Honey Woodcomb
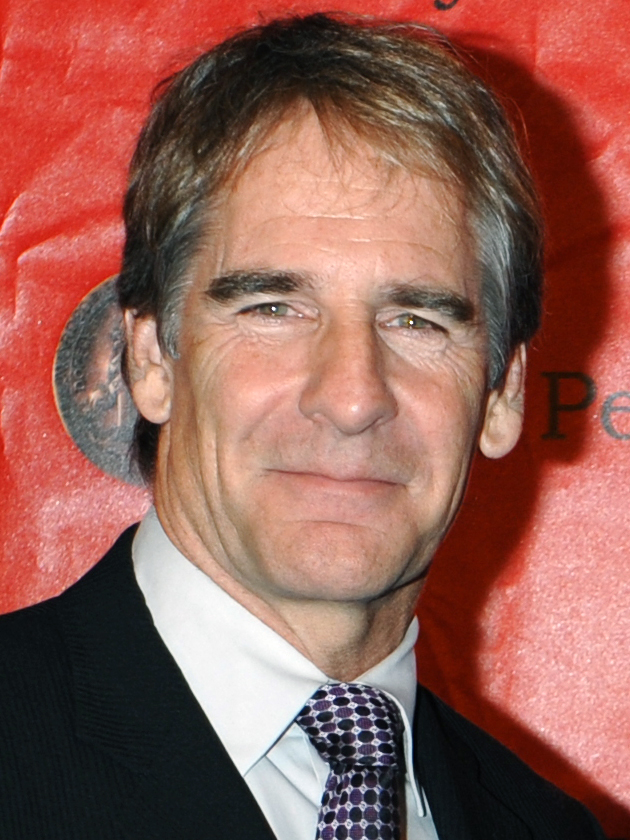
Scott Bakula interpreta Steve "Orion" Bartowski
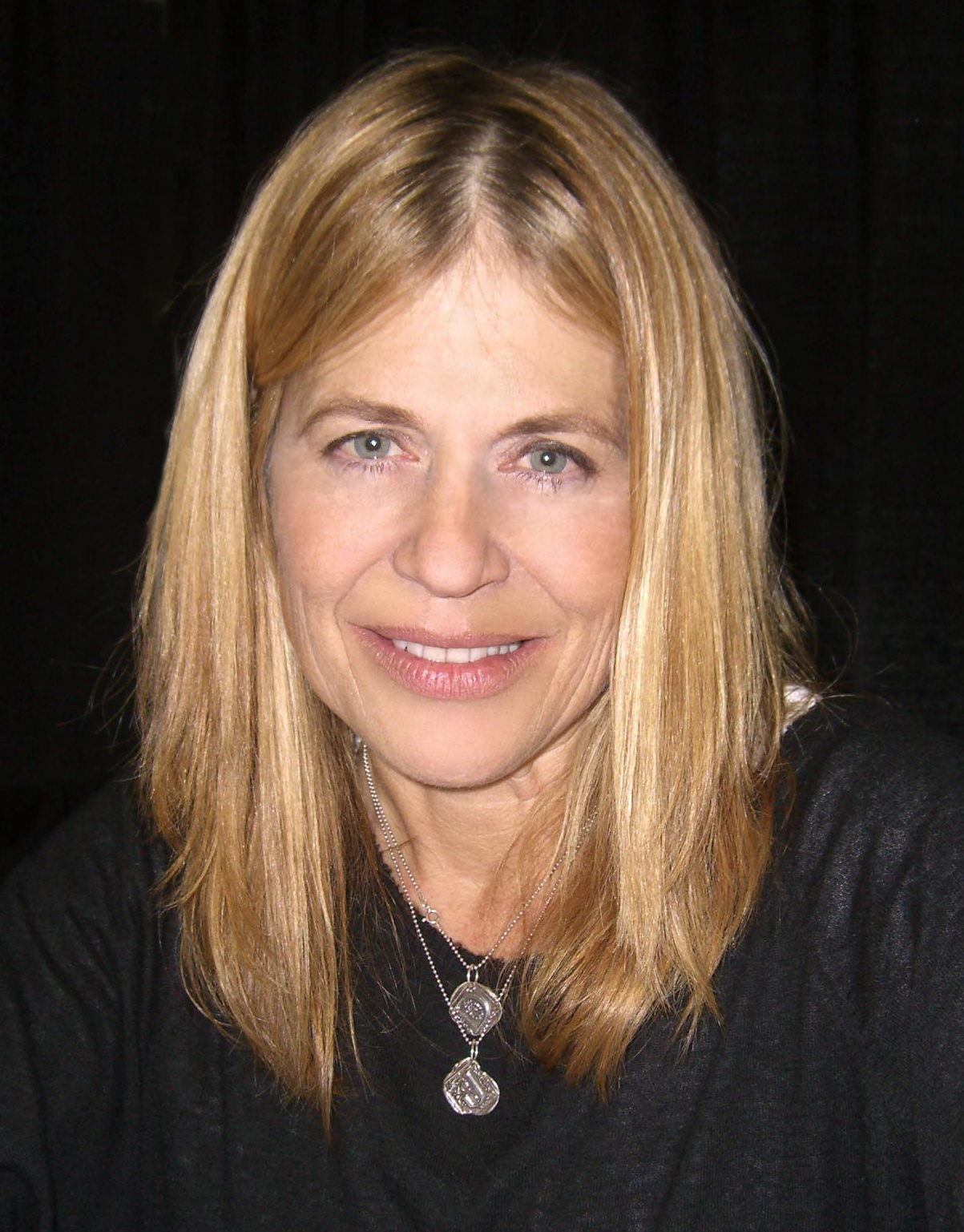
Linda Hamilton interpreta Mary Elizabeth Bartowski
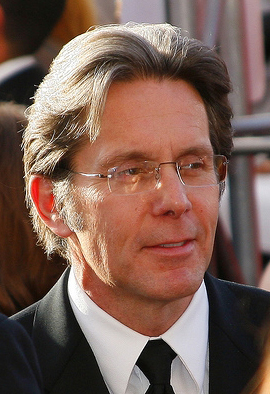
Gary Cole interpreta Jack Burton
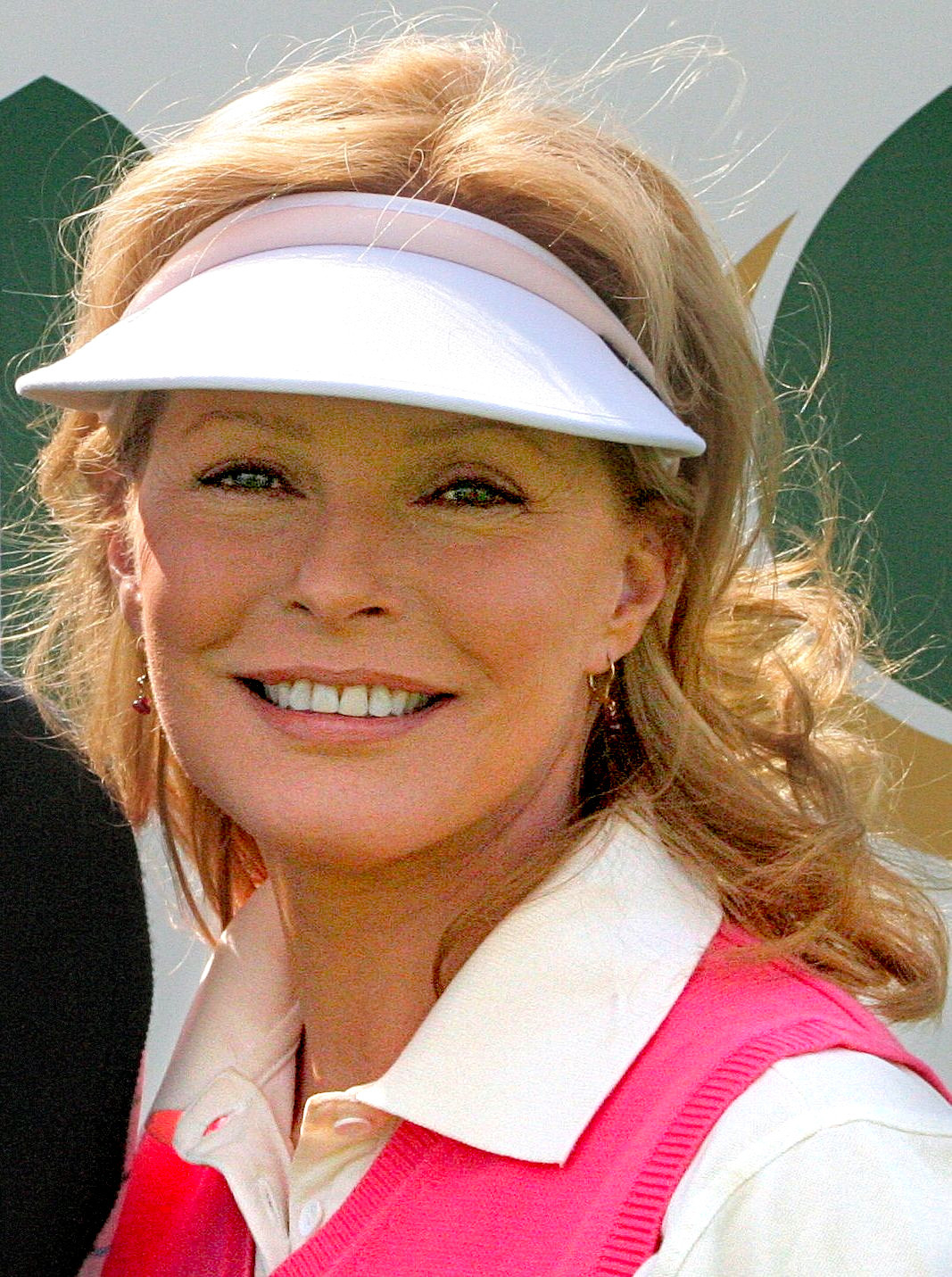
Cheryl Ladd interpreta Emma

## Organizzazioni criminali

### Fulcrum
La Fulcrum è un'organizzazione antigovernativa, è composta anche da agenti della CIA, ha diverse basi e stabilimenti nel territorio statunitense, i metodi di reclutamento della Fulcrum non differiscono da quelli della CIA, infatti selezionano principalmente gli elementi che loro reputano più adatti. Gli agenti vengono addestrati persino a sopravvivere nello stato comatoso con assunzione della tetrodotossina. Mirano alla creazione di un Intersect tutto loro, analogo a quello della CIA con l'intento di usarlo per ottimizzare la preparazione dei loro agenti, e creare un loro esercito di agenti-supersoldato «pronti a combattere le guerre di domani». La Fulcrum è temuta anche dalle altre imprese criminali, con le quali talvolta collabora per le operazioni più delicate. La Fulcrum è una sottosezione dell'Anello, agenzia criminale più potente.

#### Ted Roark
Theodore "Ted" Roark. Interpretato da Chevy Chase, doppiato da Paolo Marchese. È il direttore della Fulcrum, cosa di cui la CIA non sospetta minimamente, tutti lo considerano un genio della tecnologia nonché un uomo di successo, infatti è l'amministratore delegato delle Roark Instruments a detta di Chuck è un'impresa sullo stesso livello della Apple e della Microsoft, infatti fin dai tempi in cui Chuck studiava a Stanford desiderava lavorare per Roark. Lui e Stephen in gioventù erano compagni di università, Stephen afferma che Roark si è arricchito perché gli rubò le sue idee.
Roark usa a sua disposizione del tecnologie della sua azienda a favore della Fulcrum, la sua più grande ambizione è impadronirsi dell'Intersect, la più grande creazione di Stephen, in modo che lui e i suoi agenti possano scaricarlo nel loro cervelli, in effetti quando Chuck e Stephen fanno irruzione nella sede della Roark Instruments cadono in un'imboscata, infatti Roark cattura Stephen, lui e i suoi uomini lo portano in una delle loro basi segrete, costringendo Stephen a creare per la Fulcrum l'Intersect che tanto brama. Il piano di Roark sembra funzionare, Stephen crea quello che apparentemente sembra un Intersect, Roark e i suoi uomini si apprestano a scaricarlo nei loro cervelli ma subito dopo Roark capisce che in realtà quello creato da Stephen è solo un dispositivo di rimozione che ha liberato il cervello di Chuck dall'Intersect che lui già aveva. Poco dopo arrivano gli aerei dell'aviazione militare, che con un attacco missilistico ordinato dalla Beckman causano la morte degli agenti della Fulcrum, solo Roark sopravvive.
Assetato di vendetta, Roark e i suoi uomini cercano di impadronirsi dell'Intersect 2.0 che i servizi segreti hanno appena ultimato, cercano di uccidere Chuck, Sarah e Bryce, ma in loro aiuto intervengono Casey e la sua unità militare che uccidono gli agenti della Fulcrum e catturano Roark, questo segna la fine della Fulcrum che viene sconfitta. Miles, uno dei soldati di Casey, tradisce i suoi uomini, infatti è un agente dell'Anello e uccide sia Bryce che Roark, quest'ultimo muore con un sorriso di rassegnazione, evidentemente aveva già messo in conto che l'Anello non avrebbe lasciato impunito il suo fallimento.

#### Tommy
Tommy. Interpretato da Anthony Ruivivar, doppiato da Francesco Prando. È l'agente che la Fulcrum ha incaricato per il recupero dell'Intersect, è un assassino crudele, lui stesso afferma che quando gli viene incaricata una missione è pronto a tutto pur di portarla a termine, anche a costo di uccidere degli innocenti senza esitazione.
Quando Casey spara a Bryce (dopo che quest'ultimo aveva rubato l'Intersect alla CIA e all'NSA) è proprio Tommy che gli fa salvare la vita, dato che Bryce lo aveva ingannato facendogli credere che aveva scaricato l'Intersect nel proprio cervello. Quando la Fulcrum guarisce Bryce, decide di portare il suo corpo tenuto in uno stato di ibernazione a Los Angeles, infatti è Tommy che si occupa di recuperare Bryce, dopo aver ucciso Yari Demetrios, ricco armatore che la Fulcrum aveva ingaggiato per trasportare il corpo di Bryce a destinazione. Quando Bryce viene però prelevato dalla CIA, e una volta che si risveglia, Tommy gli dà la caccia, addirittura con sette agenti a dargli supporto, affronta Bryce, Sarah e Casey al Buy More, ma i suoi scagnozzi hanno la peggio. Tommy però non si arrende e prende Chuck come ostaggio, tuttavia Bryce spara a Chuck uccidendolo apparentemente, e Tommy senza più difese diventa inoffensivo, infatti Casey lo mette al tappeto e Tommy viene catturato, in realtà Chuck è sopravvissuto dato che portava il giubbotto antiproiettile.

#### Jill Roberts
Dr.ssa Jillian "Jill" Roberts. Interpretata da Jordana Brewster, doppiata da Micaela Incitti. È l'ex-fidanzata di Chuck, ha conosciuto lui e Bryce quando studiavano tutti e tre a Stanford, era stato Bryce a presentarli. All'inizio Chuck e Jill erano solo amici, stando a quanto dice il padre di Jill loro due si erano innamorati al primo sguardo, solo in seguito hanno intrapreso una relazione, Jill è stata la donna che ha amato di più dopo Sarah, sia per Chuck che per Jill la loro storia ha rappresentato il primo vero amore per entrambi. Jill venne reclutata dalla Fulcrum da Bernie quando studiava all'università, il miglior amico del padre di Jill, le avevano promesso migliori prospettive lavorative, quando capì che erano un'organizzazione criminale era ormai troppo tardi in quanto era diventata un loro membro attivo. Ha conseguito il dottorato in ingegneria biomedica, quando Chuck viene espulso da Stanford lei lo lascia confessandogli di averlo tradito con Bryce, questa è stata una delle ragione che portò alla fine della loro amicizia. Prima che Chuck conoscesse Sarah, lui non riusciva a dimenticare Jill, lei è stato uno dei motivi per cui Chuck, per molto tempo, non è stato capace di mettere ordine nella sua vita, è stato difficile per Chuck rassegnarsi al fatto che Jill lo avesse lasciato e tradito. Jill, da quando ha iniziato a lavorare per la Fulcrum ha adottato il nome in codice di Tempesta di Sabbia (Sandstorm) inoltre lei è consapevole che Bryce è un agente della CIA.
Jill inizia a lavorare per un'azienda attiva nel settore delle bioscienze come copertura, dopo alcuni anni lei e Chuck si incontrano per puro caso, Jill viene coinvolta in una missione della CIA riguardante la Fulcrum che vuole impadronirsi di un'arma batteriologica, la quale rischia di uccidere Casey e altri civili, ma Chuck e Jill riescono a salvarli, quest'ultima sintetizza un antidoto. Jill scopre così che Chuck lavora con la CIA e decide di iniziare a rifrequentarlo nella speranza di ottenere da lui delle informazioni che la Fulcrum possa usare a suo vantaggio, in realtà Jill è ancora palesemente innamorata di lui, anche Chuck nonostante l'iniziale rabbia nei suoi riguardi per il modo in cui Jill lo aveva lasciato, capisce di provare ancora qualcosa per lei, i due tornano a essere amanti. Per Sarah è difficile celare la sua gelosia quando li vede insieme.
Chuck, Sarah e Casey scoprono che Jill è un agente della Fulcrum, in un primo momento tentano di usare la cosa a loro vantaggio ma Jill comprende velocemente che la sua copertura è bruciata. Jill confessa a Chuck che non lo aveva tradito con Bryce, era una bugia che si era inventata perché la Fulcrum le aveva ordinato di porre fine alla loro relazione. Jill tenta di prendere possesso della base dove operano Chuck e la sua squadra, ma Chuck riesce con astuzia a neutralizzarla, sebbene Jill volesse realmente abbandonare la Fulcrum e fuggire con Chuck in modo da poter vivere il suo amore con lui senza ostacoli, Chuck la cattura dopo che Jill aveva tentato di uccidere Sarah, mettendo in evidenza che tra le due è Sarah quella che ama di più, infatti Chuck ammette che l'aver tentato di uccidere Sarah è stata l'unica cosa che non poteva perdonarle.
Quando Roark rapisce il padre di Chuck, egli disperato tenta di chiedere aiuto a Jill pur di liberarlo dato che lei conosce la Fulcrum, la CIA arriva anche a proporle un accordo (con l'intento di non mantenere la parola) per una riduzione della pena. Con una cavigliera elettronica deve assistere Chuck, Sarah e Casey, tenta di chiedere aiuto a Bernie, per attirare la sua attenzione Jill va a trovare i suoi genitori Wally e Judy insieme a Chuck facendo credere a entrambi che si sposeranno, infatti viene organizzata una festa di fidanzamento alla quale prende parte anche Bernie, tuttavia lui subito dopo muore per un malore. Jill affronta un momento molto difficile quando saluta i suoi genitori per l'ultima volta sapendo che non li rivedrà mai più. Non avendo ottenuto informazioni da Bernie, la CIA decide di rimandare Jill in prigione, ma Chuck la libera dalla cavigliera avendo apprezzato che lei avesse tentato di aiutarlo, lui ha capito che Jill nel profondo non è una persona cattiva. Prima di separarsi definitivamente da Jill le confessa che desiderava sposarla, dato che proprio Jill aveva messo in guardia Chuck su come i servizi segreti distruggono coloro che vi lavorano, Chuck ha voluto liberarla per provarle che non intende compromettere la propria integrità non trovando corretto che la CIA non volesse rispettare l'accordo preso con lei, Jill fugge diventando una latitante dopo aver ringraziato Chuck per averla aiutata.

#### Edgar
Edgar. Interpretato da Mark Pellegrino, doppiato da Enrico Di Troia. È al servizio della Fulcrum da 10 anni, Edgar è probabilmente uno degli agenti migliori dell'organizzazione, lo prova il fatto che Roark ha affidato a lui il componente della Chiave che era in suo possesso. Edgar e Nicholas Quinn si conoscono da diverso tempo, i due condividono una certa antipatia per l'Anello, di cui la Fulcrum è una sottosezione, benché Edgar li reputi solo dei "dilettanti".
Quando la Fulcrum incarica Jill Roberts di recuperare dei preziosi file criptati dove sono riportati i nomi degli agenti della Fulcrum, Edgar le dà supporto, arriva anche a uccidere degli agenti dell'FBI, Edgar fallisce nell'impresa perché, pur recuperando i file, Chuck è riuscito a ricopiarli permettendo alla sua squadra di scoprire che anche Jill è un agente della Fulcrum, cosa di cui all'inizio erano all'oscuro. Presumibilmente divenuto un mercenario, Edgar è uno dei pochi agenti della Fulcrum sopravvissuto allo smantellamento dell'organizzazione, appare nell'ultimo episodio, avendo saputo che Quinn è intenzionato a radunare i tre componenti della Chiave, Edgar accetta di consegnargli il primo dei tre che è in suo possesso.

#### Leader
Leader. Interpretato da Patrick Kilpatrick. È l'addestratore di Jill, quando Chuck e la sua squadra scoprone che lei lavora per la Fulcrum, Jill decide di rapire Chuck e di consegnarlo a Leader in un luna park, tuttavia Jill apparentemente sembra tradirlo aiutando Chuck a fuggire, addirittura Jill spara a Leader ferendolo a un braccio obbligandolo a scappare. Quando Sarah e Casey catturano Jill, quest'ultima decide di collaborare con loro, li aiuta anche a trovare il rifugio dove Leader si stava facendo medicare, così lo catturano e lo portano alla loro base. Tuttavia si rivela in realtà una strategia elaborata da Jill e Leader, infatti volevano solo trovare la base dove operano Chuck, Sarah e Casey, ovvero il "castello" e ne prendono possesso in modo da impadronirsi i dati contenuti nei loro computer. Chuck però con astuzia sabota il loro piano, e quando Leader tenta di fuggire Casey lo affronta ma ne esce sconfitto. Leader, armato di pistola si appresta a sparare a Casey, ma interviene Big Mike che attacca Leader riuscendo a sopraffarlo permettendo a Casey di catturarlo.

#### Brad
Brad. Interpretato da Andy Richter, doppiato da Fabrizio Russotto. È nato a Wallace è a capo del team di ricerca della Fulcrum che ha l'obiettivo di creare un Intersect per l'organizzazione. Chuck e Sarah, fingendosi una coppia sposata, si trasferiscono in una casa accanto a quella di Brad, nel sobborgo di Meadow Branch, solo per scoprire che tutti i residenti sono agenti della Fulcrum sotto copertura. Brad e la sua squadra catturano Sarah e Chuck, sottopongono quest'ultimo a un esperimento e infatti Chuck sorprendentemente è capace di scaricare l'Intersect della Fulcrum nel proprio cervello. Casey, per salvare Chuck e Sarah, attiva l'Intersect portando alla morte Brad e i suoi colleghi che infatti contrariamente a Chuck, non potevano scaricare nei loro cervelli il supercomputer non potendo gestire tutto il flusso dei dati.

#### Alexis White
Alexis White. Interpretata da Katrina Law, doppiata da Antonella Baldini. Agente della forze speciali lavora per la Fulcrum, la sua specialità sono le torture. Dopo la morte di Brad viene incaricata di recuperare i video che Brad aveva filmato durante i suoi esperimenti sull'Intersect, infatti Alexis deve scoprire l'identità della persona che ha scaricato l'Intersect della Fulcrum nel proprio cervello (ovvero Chuck). I filmati sono custoditi in un chip criptato rubato dall'agente dell'MI6 Cole Barker, a quel punto Alexis e la sua squadra catturano Cole, Sarah e Chuck con l'intento di usare la tortura per estorcere le informazioni che lei vuole sull'Intersect, tuttavia arriva Casey con una squadra militare che li salvano, Alexis con un'iniezione letale commette suicidio avendo preferito morire piuttosto che lasciarsi arrestare.

#### Vincent Smith
Vincent Smith. Interpretato da Arnold Vosloo, doppiato da Luca Biagini. È l'agente della Fulcrum a cui è stata assegnata la missione di rintracciare Stephen Bartowski, ovvero Orion. Nato a Louisville, si è arruolato nell'United States Army Reserve nell'ottobre del 1985, è diventato un membro della Fulcrum nel 2000.
Da tre anni dà la caccia a Orion, ha tentato di stanarlo a Hong Kong ma senza successo, giunge a Burbank nelle sue indagini e si scontra con la squadra di Chuck, il figlio di Stephen, che proprio con lui si è messo in contatto. Vincent decide di usare Chuck per arrivare al padre, tuttavia Stephen evita la cattura inscenando una falsa morte. Purtroppo Stephen e Chuck, quando fanno irruzione nella sede della Roark Instruments, diventano facili bersagli di Vincent e Roark che catturano Orion. Vincent muore nel bombardamento missilistico ordinato dalla Beckman nel quale muoiono molti altri agenti della Fulcrum.

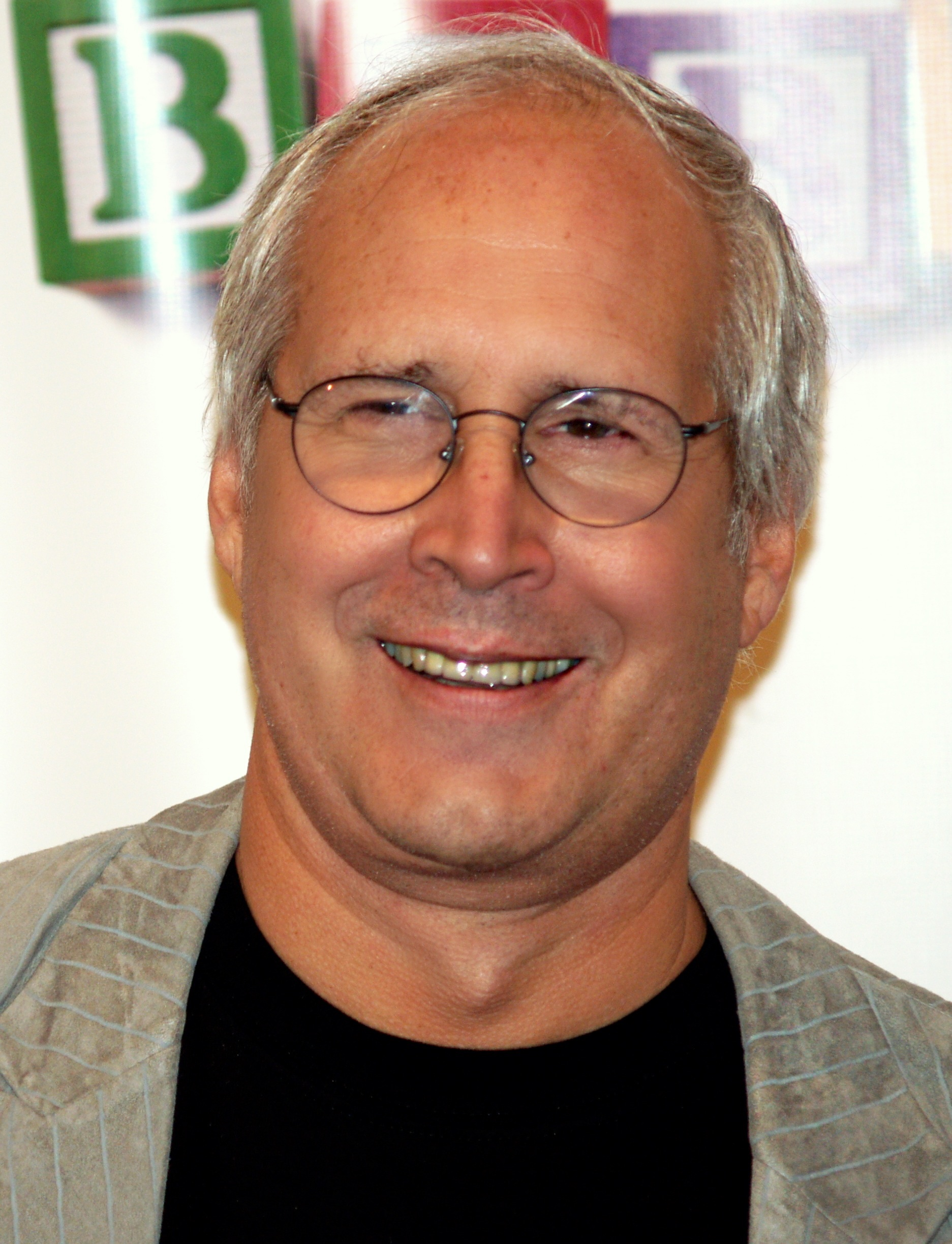
Chevy Chase interpreta Ted Roark
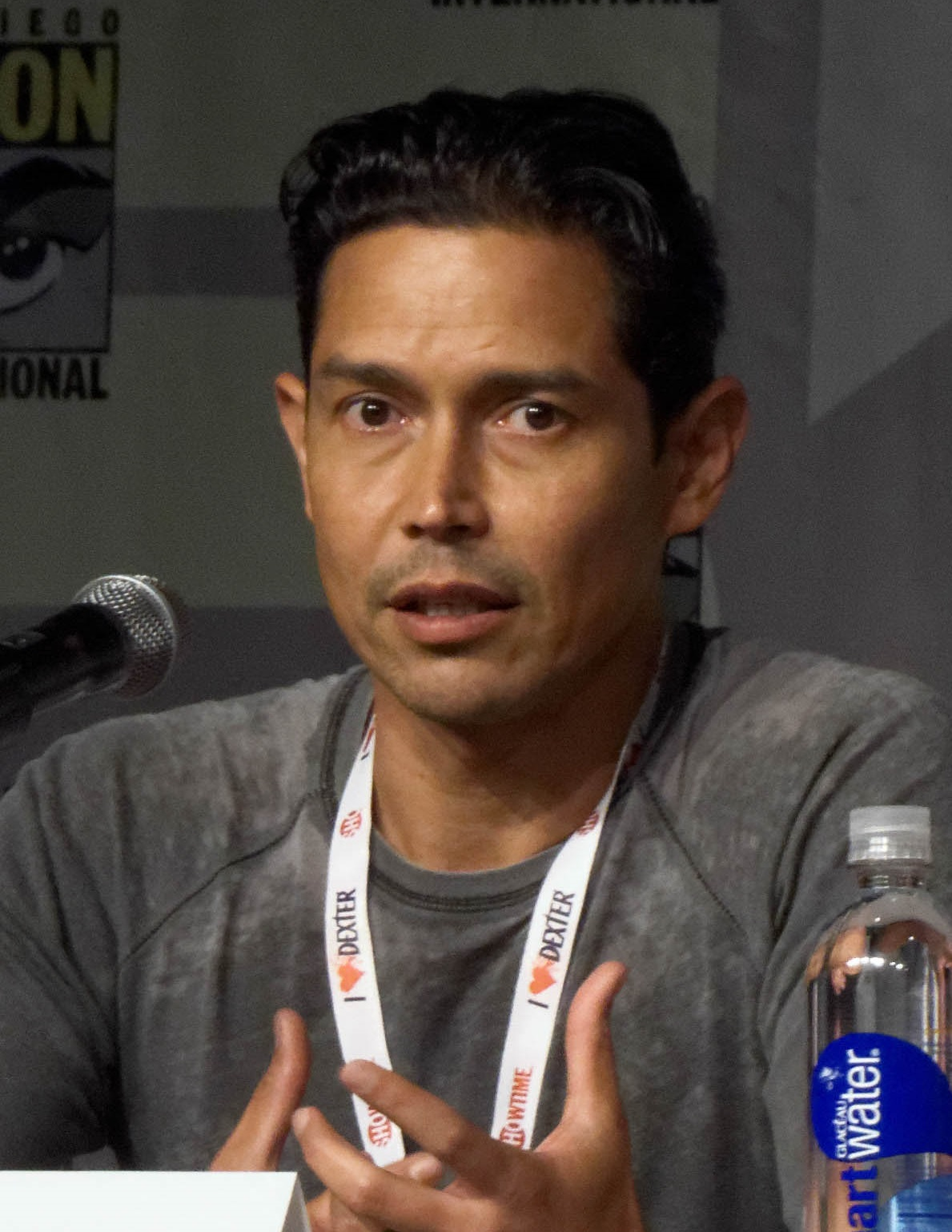
Anthony Ruivivar interpreta Tommy
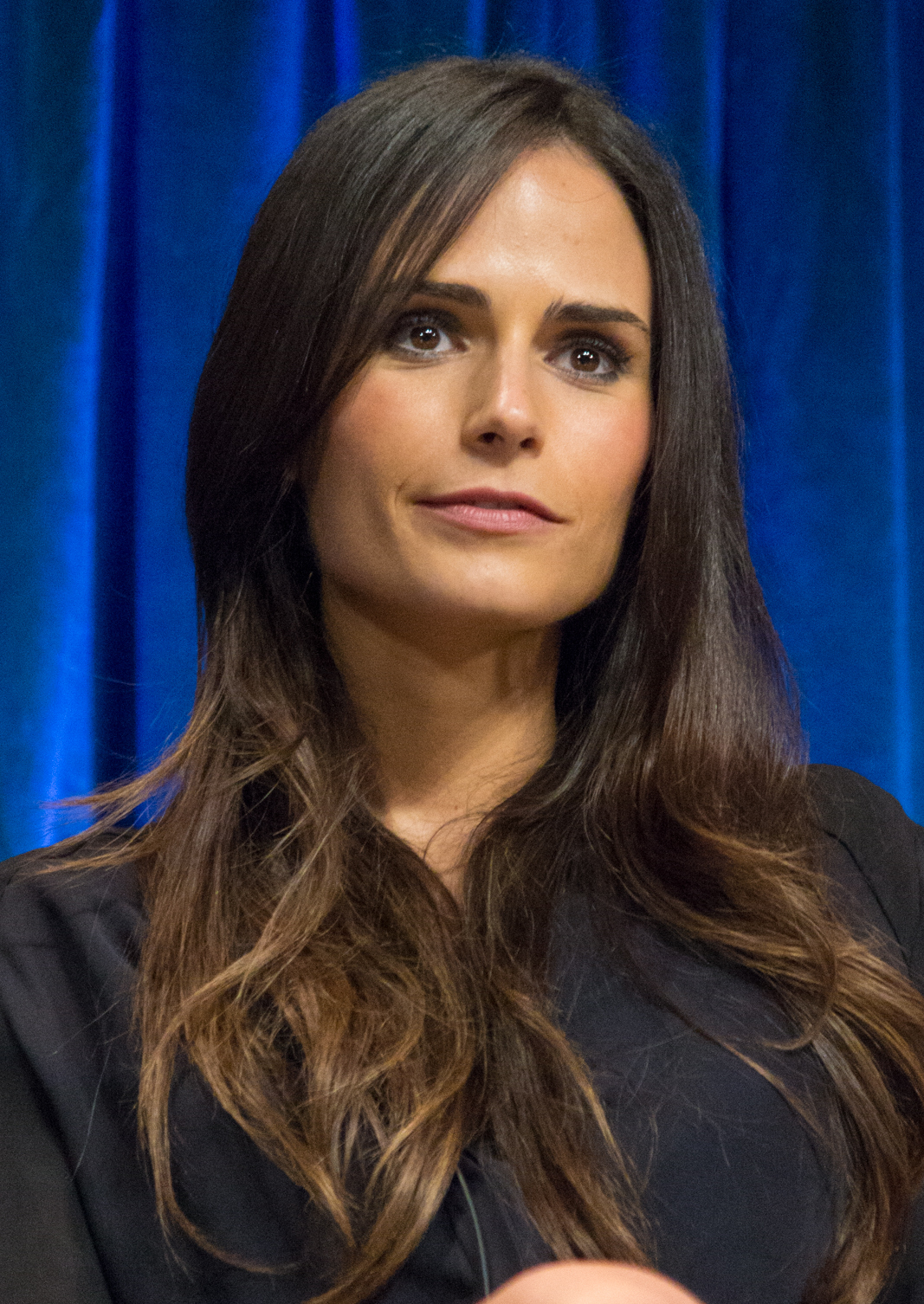
Jordana Brewster interpreta Jill Roberts
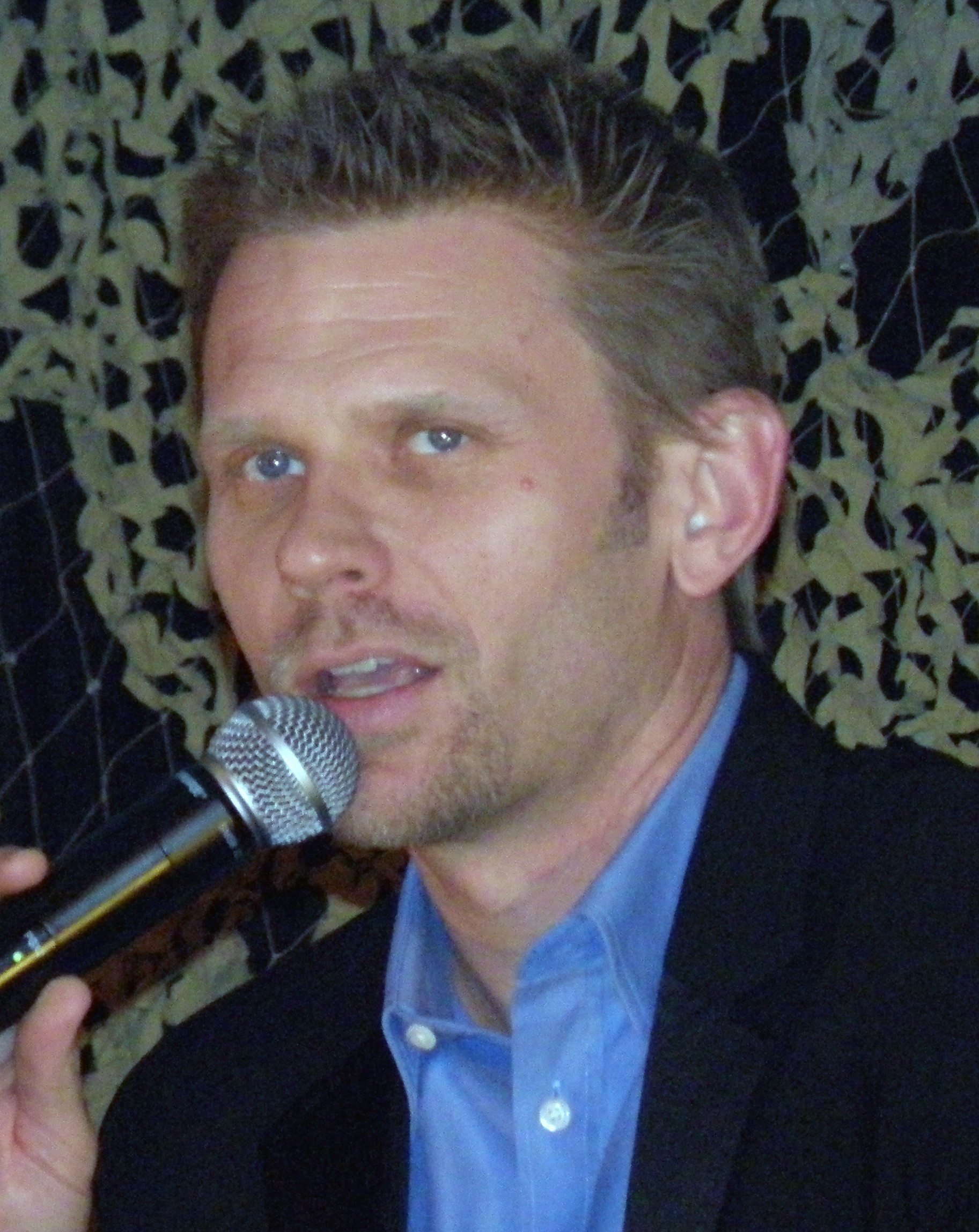
Mark Pellegrino interpreta Edgar
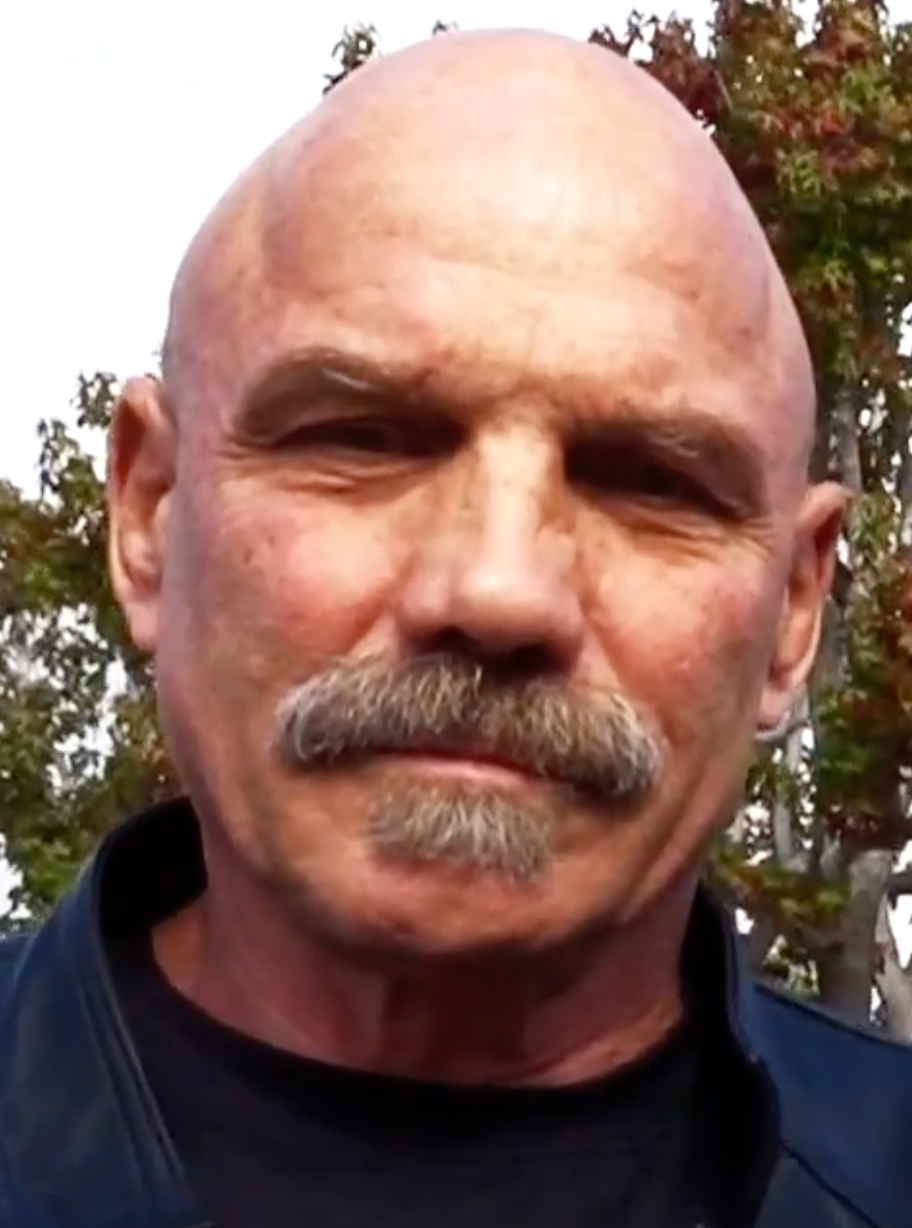
Patrick Kilpatrick interpreta Leader
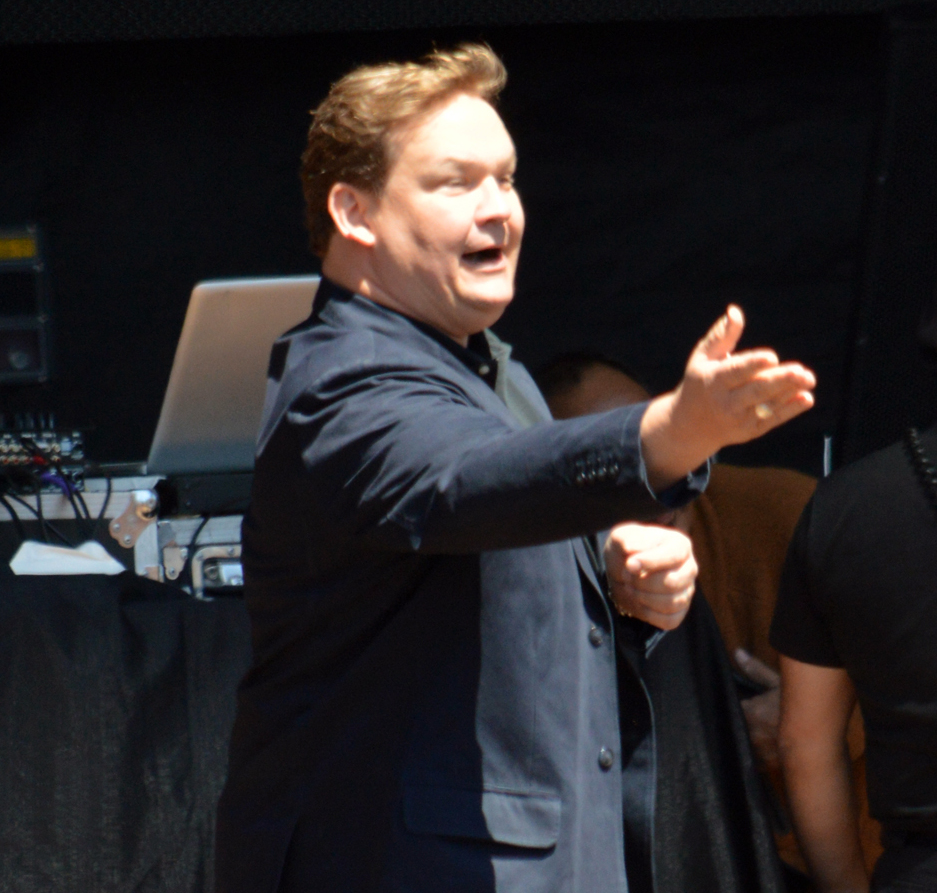
Andy Richter interpreta Brad
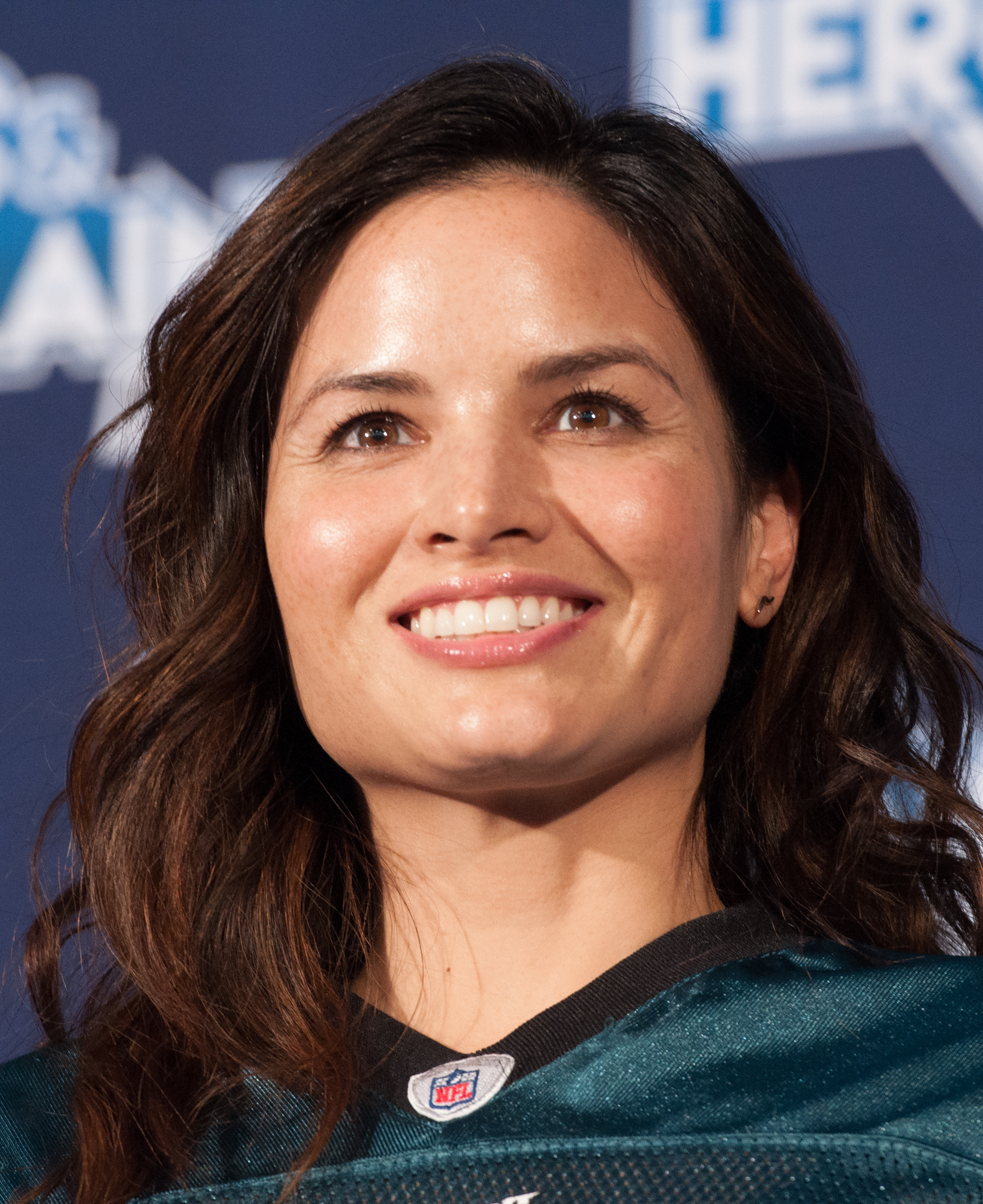
Katrina Law interpreta Alexis White

### Anello
L'Anello è un'organizzazione antigovernativa composta da spie corrotte e mercenari, l'obiettivo dell'Anello è sostituirsi alla CIA e all'NSA, dispongono di grandi fondi economici inoltre avvelendosi di collaboratori esterni alla loro impresa possono contare su ottime risorse scientifiche e mediche. Mirano alla creazione di un Intersect 2.0 analogo a quello della CIA. I loro agenti sono muniti di particolare cellulari a conchiglia che garantisce loro una rete di comunicazione inviolabile.
A capo dell'Anello ci sono i Cinque Anziani (tre uomini e due donne) gli agenti dell'Anello e della Fulcrum rispondono a loro, sono infiltrati nei corpi dei servizi segreti di tutto il mondo, essi appaiono unicamente come silhouette oscurate intente a dare ordini ai loro agenti per la maggior parte degli episodi, e la loro unica apparizione sugli schermi avviene come cameo muto.

#### Il Direttore
Il Direttore. Interpretato da Mark Sheppard, doppiato da Danilo De Girolamo. È il leader dell'Anello, a quanto pare la sua autorità è seconda solo a quella dei Cinque Anziani nella gerarchia, è una figura della quale non viene mai rivelato il passato, la provenienza, l'età o il nome. Tuttavia è probabile che sia britannico dato il suo accento nella versione originale del telefilm. Si presenta come un uomo dal temperamento tranquillo e con un carattere imperturbabile.
Desidera avvicinare Shaw, tanto da proporgli un colloquio con lui in una delle basi segrete dell'Anello, Shaw accetta anche se in realtà egli vuole solo fare da esca per permettere all'aviazione militare di distruggere la base dell'Anello e uccidere così il Direttore con un attacco missilistico. Una volta che Shaw viene scortato nella base dell'Anello, il Direttore gli fa vedere il video della morte di Evelyn, la moglie di Shaw che lui credeva fosse stata assassinata dall'Anello, uno dei motivi per cui Shaw nella sua carriera alla CIA si era prodigato per distruggere l'organizzazione, ma dal video si scopre che l'assassina era Sarah, infatti era stata la CIA a ordinare la sua morte. Anche se la base dell'Anello viene distrutta dall'attacco aereo, il Direttore per tutto il tempo è stato ben lontano dal pericolo, infatti quello con cui aveva dialogato Shaw era solo un ologramma.
Nonostante Shaw abbia scoperto che è stata la CIA a far uccidere Evelyn e non l'Anello, sceglie apparentemente di non voltare le spalle alla CIA, addirittura Shaw, insieme a Sarah e Chuck, fa irruzione in un'altra base dell'Anello e stana il Direttore per poi sparargli. Successivamente Shaw porta Sarah con sé a Parigi per un'altra missione, ma quest'ultima scopre che è caduta in una trappola, infatti il Direttore è ancora vivo, aveva simulato la sua morte, infatti ha convinto Shaw a servire la causa dell'Anello, il piano del Direttore era quello di fare leva sulla morte di Evelyn per convincere Shaw a passare dalla loro parte, ciò che vogliono è uccidere Sarah che per l'Anello rappresenterà la simbolica dichiarazione di guerra contro la CIA, tuttavia Sarah viene salvata da Chuck e Casey, quest'ultimo cattura il Direttore. In seguito al suo arresto Shaw prende il suo posto alla guida dell'Anello.

#### Daniel Shaw
Daniel Shaw. Interpretato da Brandon Routh, doppiato da Fabio Boccanera. È un agente speciale della CIA, ha fatto carriera velocemente nell'agenzia nonostante sia ancora molto giovane, cosa di cui persino Casey è rimasto sorpreso. Figlio di John e Mary Shaw, ha frequentato West Point, ha lavorato alla CIA per più di dieci anni, svolgendo missioni sia in Europa che in Sudamerica, durante la sua carriera ha vissuto per due anni a Roma. Ha sposato la sua collega di lavoro Evelyn, da lui affettuosamente chiamata "Eve" la quale indagava sull'Anello ma venne uccisa a Parigi dall'organizzazione criminale, motivo per cui Shaw da cinque anni lavora per sgominare l'impresa criminale, infatti è a capo delle operazioni finalizzate a distruggere l'Anello, conosce bene i loro schemi e i loro agenti. Una volta l'anno va a Parigi per ricordare Evelyn. La Beckman nutre per lui una stima assoluta, Shaw è un uomo deciso, carismatico e autoritario, gli piace prendere il comando infatti non tollera che i suoi ordini non vengano rispettati, per lui i sentimentalismi e gli affetti sono soltanto intralci che rendono debole una spia, inoltre ritiene fondamentale per chi lavora nello spionaggio avere il cinismo necessario ad andare fino in fondo anche a costo di uccidere, infatti Shaw considera una debolezza per una spia l'incapacità di farlo.
La Beckman lo affida alla squadra di Sarah, Casey e Chuck, a maggior ragione ora che quest'ultimo ha scaricato nel proprio cervello l'Intersect 2.0 Shaw gli fa da addestratore. Shaw si innamora di Sarah e intraprende una relazione con lei, la stima molto come collega, infatti ammette che Sarah è la spia migliore che abbia mai incontrato, inoltre Sarah gli rivela il suo vero nome, cosa che non ha mai fatto nemmeno con Chuck. In realtà Shaw è consapevole che il loro è un amore sbilanciato, e che Sarah nel profondo ama Chuck più di lui.
Il rapporto tra Chuck e Shaw è piuttosto altalenante, quest'ultimo si è rivelato un mentore comprensivo ma anche esigente, ciò che vuole è che Chuck diventi una spia indipendente, più volte Chuck e Shaw hanno salvato la vita l'uno all'altro. Tuttavia Shaw, collaborando con Chuck, ha mostrato più volte (quasi involontariamente) il suo lato oscuro: ad esempio quando voleva costringere Devon (benché egli sia un civile) a fare da tramite per loro con l'Anello, in quell'occasione Chuck ha disubbidito a Shaw sabotando il suo piano e Shaw per punirlo era quasi disposto a lasciarlo uccidere dagli uomini dell'Anello, inoltre quando Chuck rimane intrappolato nella loro base e tenuto in ostaggio dagli agenti dell'Anello Shaw era disposto a farla saltare in aria sacrificandolo pur di impedire ai nemici di impadronirsi dei segreti della struttura, ma soprattutto ha cercato di manipolare Chuck in modo che facesse il Test Rosso e uccidesse per la prima volta un obiettivo su ordine della CIA (quello che per Chuck è un limite morale invalicabile) tuttavia Chuck uccide il suo bersaglio Hunter Perry e viene promosso ad agente della CIA. Shaw è del tutto ignaro che è stato Casey a uccidere Perry e non Chuck. Per Shaw, indipendentemente da quanto le decisioni della CIA possano sembrare controverse, è della convinzione che abbiano lo scopo di servire un bene superiore. Tuttavia le certezze di Shaw sono destinate a crollare quando l'Anello lo mette al corrente di un'agghiacciante verità: non erano stati loro a uccidere Evelyn ma la CIA, credevano che fosse una spia doppiogiochista, inoltre gli rivelano l'identità dell'esecutore materiale dell'omicidio di Evelyn, ovvero Sarah, era il suo Test Rosso, Sarah lo descrisse come il giorno peggiore della sua vita.
Shaw, sentendosi tradito dall'agenzia che ha servito per anni, passa dalla parte dell'Anello, porta Sarah a Parigi con l'intento di ucciderla, interviene Chuck che tenta di convincerlo a rinunciare alla vendetta, in un primo momento Shaw sembra sul punto di voler rinunciare al suo odio, ma il ricordo della morte di Evelyn pervade con prepotenza la sua mente, ha capito che pur di vendicarla è disposto a tutto, anche a intraprendere un percorso che lo porterà a diventare un uomo orribile. Chuck salva Sarah e spara a Shaw che cade nelle acque del Senna, tuttavia l'Anello lo salva con delle cure mediche. Adesso Shaw è diventato praticamente l'uomo di punta dell'Anello, l'organizzazione crea un Intersect 2.0 che Shaw scarica nel proprio cervello. Shaw scredita la Beckman con l'intento di prendere il suo posto in modo che l'Anello possa controllare la CIA e l'NSA, inoltre dando sfoggio della sua cattiveria, uccide Stephen, il padre di Chuck, sparandogli in una vera e propria esecuzione. Shaw prende parte a un meeting al quale sono presenti le delegazioni dei vari servizi segreti, in questo frangente Chuck con astuzia smaschera Shaw davanti a tutti, infatti quest'ultimo ammette che lavora con l'Anello e che ha ucciso Stephen, inoltre Shaw senza volerlo fa uscire allo scoperto i Cinque Anziani che erano al meeting permettendo a Casey, Sarah e Morgan di catturarli sconfiggendo così l'Anello.
Shaw e Chuck si affrontano, entrambi possono contare sull'Intersect 2.0 ma Chuck dimostrando la sua superiorità lo sconfigge. Benché Chuck avesse la possibilità di ucciderlo e vendicare suo padre, risparmia la vita a Shaw, mettendo in evidenza la differenza tra i due, dato che Chuck nonostante la rabbia e il dolore che Shaw gli ha causato, al contrario di lui non rinuncia ai suoi valori. Shaw viene arrestato, a occuparsi del suo interrogatorio è Clyde Decker ma per merito dell'Intersect 2.0 Shaw scopre degli illeciti segreti di cui Decker è colpevole, adesso quest'ultimo è costretto a lavorare per lui.
Decker e la sua squadra liberano il virus Omen che minaccia i computer di tutto il mondo, compreso il mainframe del carcere dove Shaw è detenuto, lui ne approfitta per evadere, Shaw ormai ha perso ogni traccia di moralità, adesso è animato solo dall'ambizione e dal disprezzo per Chuck e Sarah, la sua ossessione per quest'ultima lo ha spinto a studiare ogni missione che lei aveva svolto, tanto che Shaw afferma che Sarah non potrebbe mai sconfiggerlo perché conosce tutti i suoi punti deboli. Shaw sequestra Sarah, pur essendo ancora attratto da lei, desidera solo distruggerla e vendicare Evelyn, costringe Chuck a portargli il Macau, un dispositivo per la compressione dati e usarlo per convertire i dati che l'Omen ha rubato ai server governativi e creare l'Intersect 3.0 infatti il piano di Shaw è quello di tornare un agente della CIA dato che l'agenzia avrà nuovamente bisogno di lui.
Shaw grazie al Macau scarica l'Intersect 3.0 nel suo cervello, si appresta a combattere contro Chuck ritenendo che ucciderlo sia il modo migliore per punire Sarah di avergli portato via la moglie, Shaw infatti afferma che uccidere Chuck è stato il suo solo pensiero fisso mentre era in carcere. Shaw in realtà è caduto nella trappola di Chuck che ha fatto in modo che attraverso il Macau Shaw scaricasse in realtà l'Omen che ha distrutto l'Intersect che Shaw aveva già nel suo cervello, a quel punto Chuck e Shaw si affrontano, ma interviene Ellie che sorprende Shaw alle spalle e lo tramortisce, dopo la sua sconfitta Shaw viene nuovamente arrestato e scortato in carcere.

#### Hugo Panzer
Hugo Panzer. Interpretato da Steve Austin, doppiato da Massimiliano Plinio. Nato nel 1971 a Tacoma la sua è una famiglia di immigrati. Si contraddistingue per la sua forza fisica, inoltre è un uomo molto astuto, benché Chuck possieda l'Intersect 2.0 Panzer è stato capace di sopraffarlo in uno scontro individuale, a parte Panzer solo Shaw è stato capace di una tale impresa. Il primo confronto tra Chuck è Panzer è avvenuto in quella che è stata la prima missione in solitaria di Chuck, infatti tenta di arrestare l'uomo su di un aereo diretto a Parigi, Panzer si rivela un avversario ostico, riuscirà a neutralizzarlo solo grazie alla caduta di una mensola nel reparto bagagli dovuto a una turbolenza provocata dalla manomissione del velivolo da parte di Sarah.
Riappare successivamente quando lui e Heather Chandler, mentre venivano trasportati in una struttura di sicurezza, vengono portati al castello per via di un contrattempo, ma in realtà è tutto un piano delle Industrie Volkoff, infatti hanno assoldato Panzer per uccidere Heather e farlo anche evadere, Chuck, Sarah e Casey riescono a metterla in salvo, tuttavia Panzer riesce a fuggire, Chuck tenta di fermarlo ma Panzer affrontandolo ha la meglio contro di lui, interviene Big Mike che con un taser riesce a mettere fuori gioco Panzer consentendo così a Chuck di catturarlo per la seconda volta.

#### Sydney Prince
Sydney Prince. Interpretata da Angie Harmon, doppiata da Laura Boccanera. È a capo della sezione dell'Anello che opera a Los Angeles, Sydney viene incaricata di arruolare agenti della CIA con lo scopo di convertirli all'Anello. Si è rivelata una donna estremamente crudele. L'impresa, per via di un malinteso, credendo che Devon sia un agente della CIA, incarica Sydney di metterlo alla prova per farne un loro elemento. Devon, che Sydney minaccia di morte, è costretto suo malgrado ad accettare l'incarico che lei gli assegna per "promuoverlo" ad agente dell'Anello, ovvero uccidere Shaw. Grazie all'aiuto di Chuck, apparentemente Devon riesce nell'impresa, anche perché Shaw simula la sua morte, tuttavia Devon non vuole farsi coinvolgere dall'Anello, l'unico tramite tra lui e l'organizzazione è Sydney, quindi Chuck capisce che solo neutralizzando lei potrà salvare Devon. Chuck si mette in contatto con Sydney attirandola al Buy More tendendole una trappola, Sydney tenta di uccidere Chuck ma in suo aiuto interviene Shaw che le spara uccidendola.

#### Nikos Vasillis
Nikos Vasillis. Interpretato da Henri Lubatti, doppiato da Antonio Palumbo. Agente dell'Anello con cui Shaw in passato ha avuto a che fare, tanto che Shaw arrivò a sfregiargli il volto. Tramite esportazioni di opere d'arte come copertura in un museo, riesce a ottenere un gas tossico, il cyclosarin, ma gli viene rubato da Chuck e Sarah. Purtroppo quest'ultima, come Shaw, viene esposta al cyclosarin, entrambi rischiano di morire, Chuck e Casey vanno al museo dove viene custodito l'antidoto, Vasillis tenta di fermarli ma Chuck lo mette fuori combattimento e ottiene l'antidoto salvando Shaw e Sarah. Vasillis riesce a fuggire evitando l'arresto, ma al cospetto dei Cinque Anziani viene ucciso e giustiziato per aver fallito la sua missione.

#### James Keller
James Keller. Interpretato da Robert Patrick, doppiato da Rodolfo Bianchi. È un colonnello dei Navy Seal, è stato il superiore di Casey ai tempi in cui quest'ultimo si faceva ancora chiamare Alexander Coburn ed era un tenente dell'esercito. Durante una missione in Honduras nel 1989 quando Coburn non fu selezionato per entrare nell'unità speciale, e infatti era stato congedato in attesa di tornare a casa, Keller gli propose di diventare una spia, infatti lo convinse a inscenare una falsa morte e Coburn adottò il nome di John Casey.
Congedato dall'esercito con disonore, è diventato un agente dell'Anello, gli viene affidato l'incarico di rubare da un deposito della CIA un farmaco sperimentale, il Laudanol, di conseguenza Keller costringe il suo ex protetto Casey a rubarlo per lui, con la minaccia di uccidere Kathleen, l'ex fidanzata di Casey. Quest'ultimo all'inizio ruba il Laudanol ma Chuck gli offre il suo aiuto per proteggere Kathleen per impedire a Casey di lasciarsi compromettere da Keller, e infatti Chuck salva Kathleen dagli uomini di Keller, mentre quest'ultimo affronta Casey che lo uccide spezzandogli l'osso del collo.

#### Justin Sullivan
Justin Sullivan. Interpretato da Scott Holroyd, doppiato da Carlo Scipioni. Agente della CIA, in realtà lavora segretamente per l'Anello, quando Shaw ne prende il comando Justin diventa praticamente il suo braccio destro. Viene incaricato di catturare Stephen, e infatti sotto copertura si unisce ai medici senza frontiere quando Ellie e Devon vanno nella Repubblica Democratica del Conco, infatti Justin fa in modo che Devon si ammali di malaria costringendo lui e Ellie a tornare a Burbank.
Il piano di Justin consiste nel far sì che Ellie, conquistata la sua amicizia, convinca Stephen a venirla a trovare, in modo da tendergli una trappola. Ellie, ignara che Justin la sta manipolando, fa in modo che suo padre venga a Burbank, e infatti l'Anello lo cattura, Justin assiste alla morte di Stephen ucciso da Shaw. Quando quest'ultimo cade nella trappola di Chuck facendo uscire allo scoperto i Cinque Anziani, Justin tenta di portarli in salvo ma lui e i suoi superiori vengono catturati da Casey, Sarah e Morgan, cosa che comporta la distruzione dell'Anello.

#### Renny Deutch
Renny Deutch. Interpretato da Vladimir Kulich. È un agente dell'Anello che in seguito allo smantellamento dell'organizzazione è diventato un trafficante d'armi. Possiede uno dei tre elementi della Chiave che venne acquistato dalle Industrie Volkoff, infatti Nicholas Quinn lo vuole per sé, lui e Deutch si danno appuntamento a Berlino per la transazione, ma Deutch cade in una trappola, infatti Quinn si prende il componente della Chiave con la forza uccidendo Deutch con un colpo di pistola.

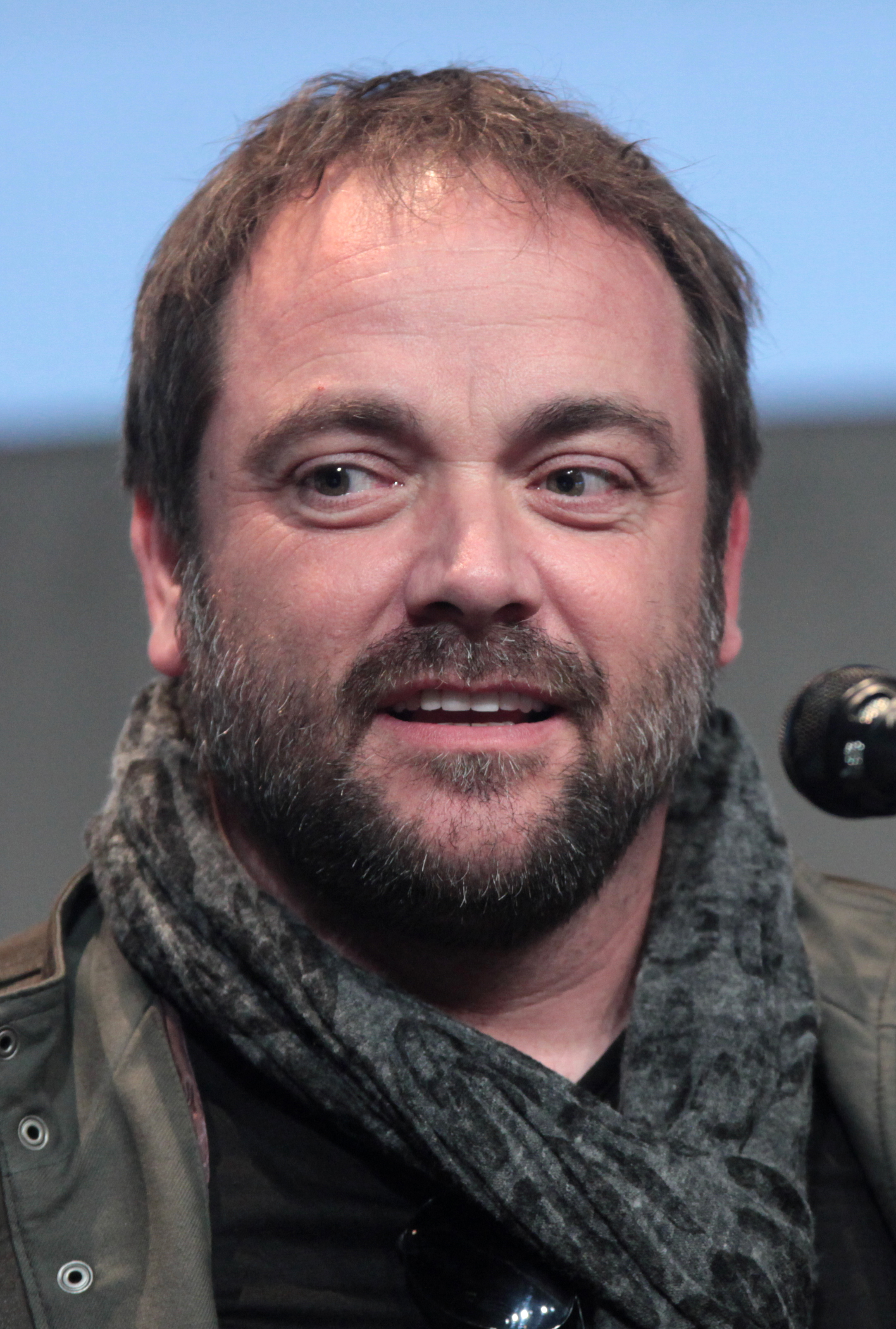
Mark Sheppard interpreta il Direttore dell'Anello
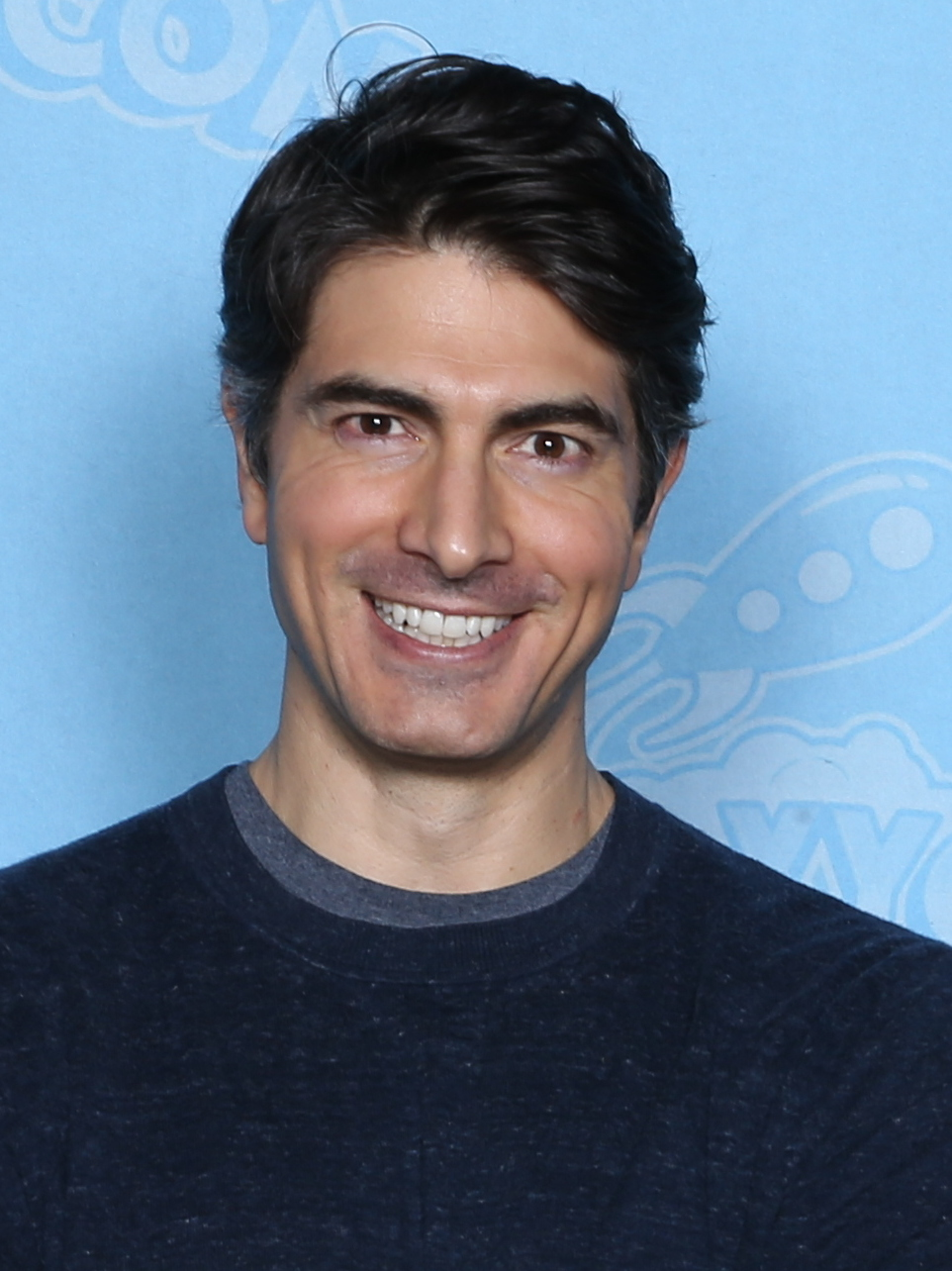
Brandon Routh interpreta Daniel Shaw
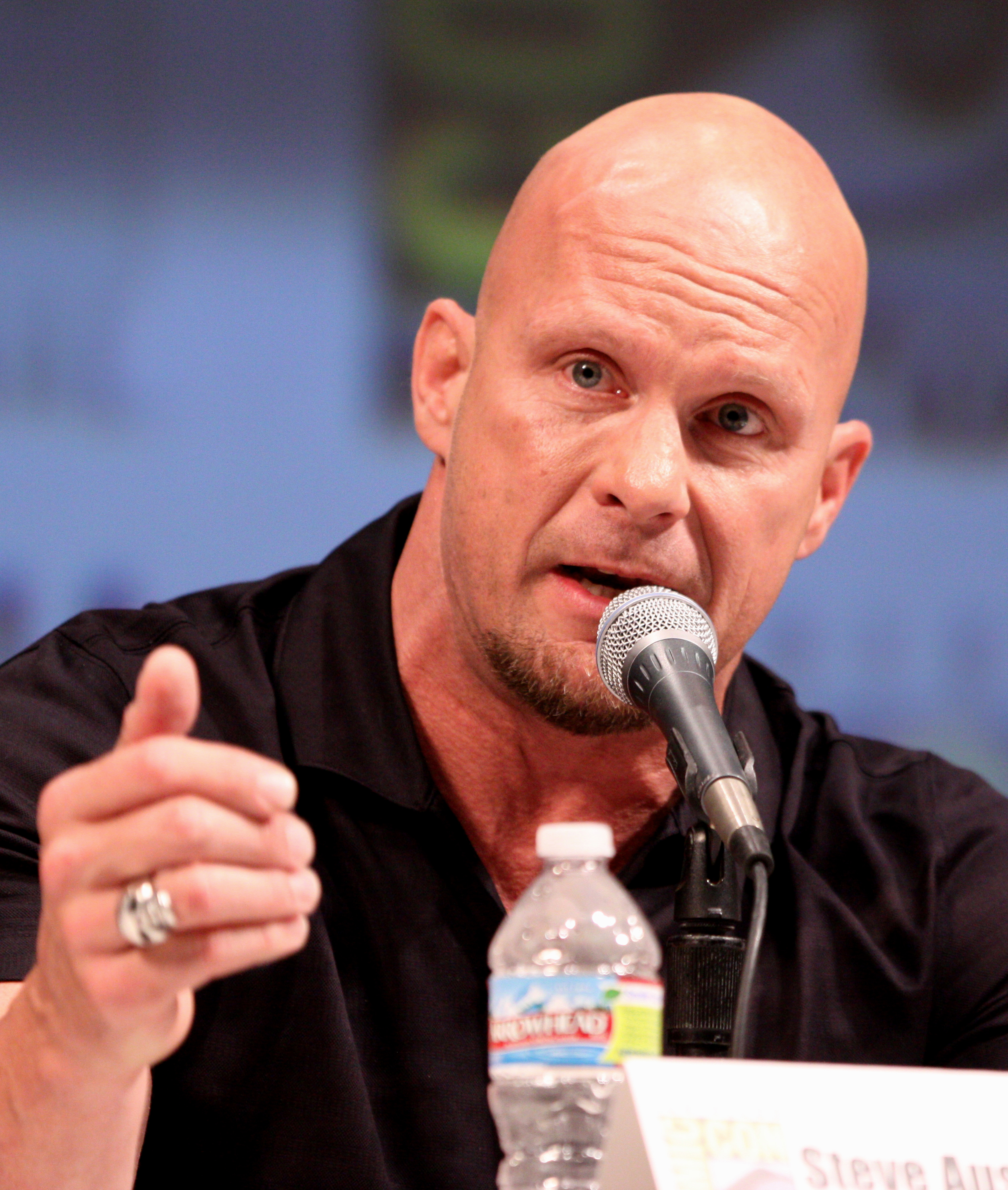
Steve Austin interpreta Hugo Panzer
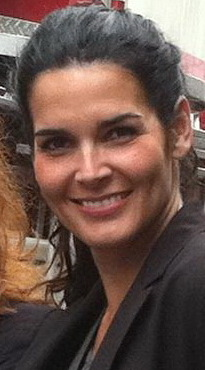
Angie Harmon interpreta Sydney Prince
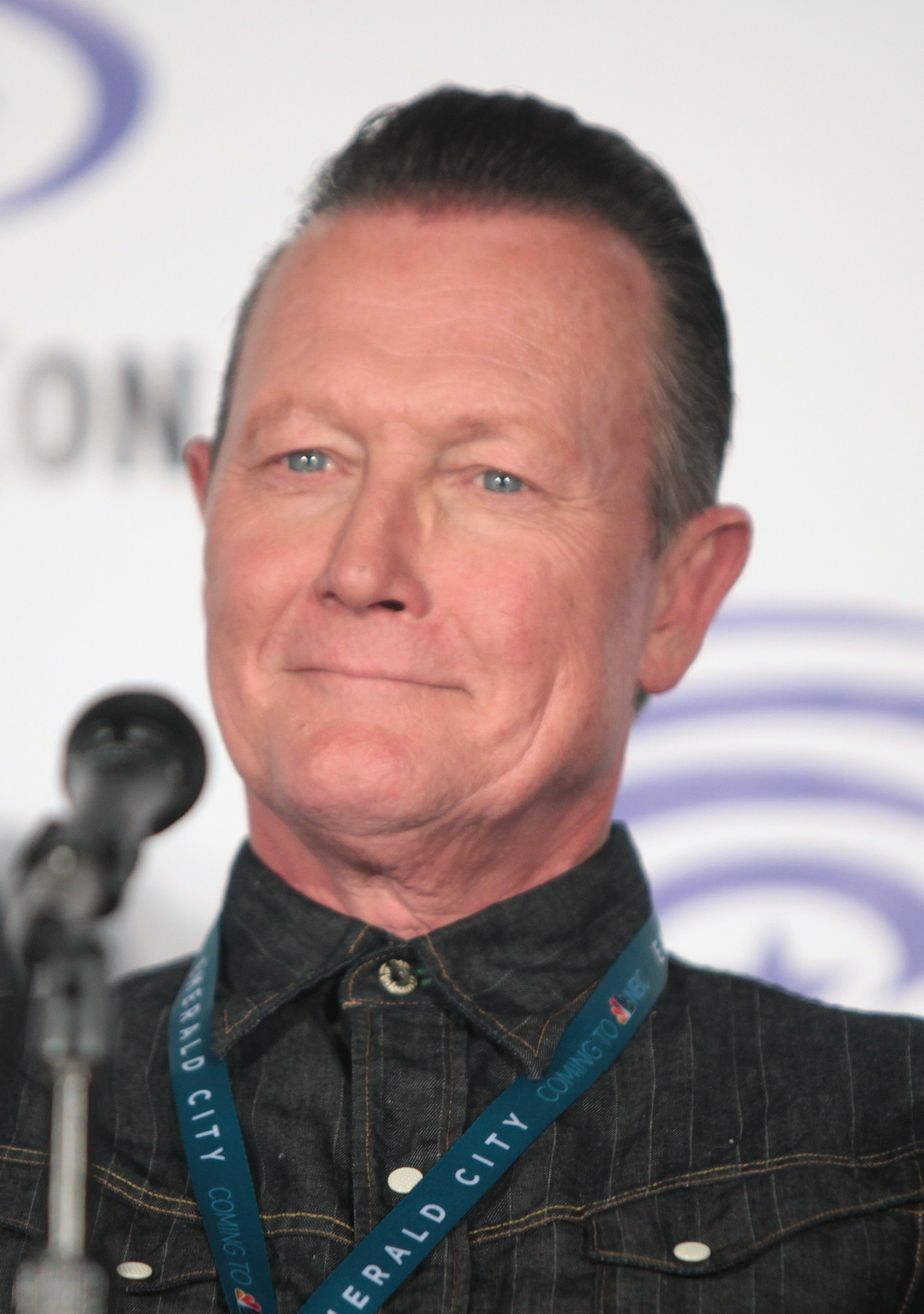
Robert Patrick interpreta James Keller

### Industrie Volkoff
Le Industrie Volkoff sono un'impresa criminale attiva nella progettazione e nel traffico di armi, alcune tecnologicamente molto progredite, le Industrie Volkoff producono e vendono anche armi chimiche e nucleari. Hanno anche degli infiltrati alla CIA, il quartier generale delle Industrie Volkoff è a Mosca. Le singole unità operative dell'impresa non interagiscono mai tra di loro direttamente, infatti comunicano solo tramite la loro rete informatica "Hydra" che è praticamente inaccessibile e nella quale si possono contattare anche i clienti, ciò garantisce alle Industrie Volkoff una rete comunicativa totalmente inviolabile.

#### Alexei Volkoff
Alexei Volkoff (Алексей Волков). Interpretato da Timothy Dalton, doppiato da Michele Gammino. Il suo vero nome è Hartley Winterbottom, un amico di Stephen, lavorava come scinziato per l'MI6, nato il 16 marzo del 1959 viveva nel Somerset e collaborò con la CIA per il programa Intersect creato da Stephen che prevederà di scaricare il supercomputer nel cervello di un agente in modo da creargli un'identità fittizia per un'operazione sotto copertura. Hartley si propose come volontario, anche perché i servizi segreti volevano uno scienziato come soggetto sperimentale, quindi Hartley nel 1980 con il nome in codice di Agente X scaricò nel proprio cervello l'Intersect, infatti Hartley è stato il primo Intersect umano, e nacque il suo alter ego, Alexei Volkoff, in questa nuova identità egli è un criminale russo il cui modo di pensare e agire è in linea con le ideologie staliniste, se infatti Hartley è un uomo buono, gentile e innocuo, Volkoff al contrario è un assassino psicopatico, un manipolatore e un prepotente.
Purtroppo, benché il lavoro sotto copertura dovesse durare per un periodo di pochi mesi, l'identità di Alexei Volkoff riuscì a soppiantare quella di Hartley, infatti Volkoff in 30 anni di attività criminale, ha messo in piedi le Industrie Volkoff essendosi arricchito con la produzione e il traffico di armi, la sua impresa criminale è stata per tanto tempo inarrivabile persino per la CIA. Il fatto che sia stata proprio la CIA a creare involontariamente un criminale tanto pericoloso fa di Volkoff uno dei segreti più compromettenti della CIA che per anni ha cercato di occultare ogni coinvolgimento con l'accaduto, tanto che persino la Beckman, nonostante la sua alta carica, era all'oscuro della verità. Alexei ha avuto una figlia di nome Vivian, ha preferito tenerla lontana da lui limitandosi a mantenerla economicamente, benché Volkoff non abbia ricordo della sua vera identità, ha conservato il ciondolo di sua nonna Vivian alla quale ha dato il nome della figlia che infatti è un nome della famiglia Winterbottom, inoltre ha conservato nella sua memoria il ricordo dell'Agente X ignorando che si trattasse proprio di lui Alexei ha sempre creduto erroneamente che fosse una spia che stesse indagando sulle Industrie Volkoff, la sua figura invisibile era ciò più temeva.
Mary come infiltrata della CIA, si è unita alle Industrie Volkoff per distruggerle dall'interno, si è guadagnata la fiducia di Volkoff che infatti si è innamorato di lei, sentimento non ricambiato, Volkoff intravede in Mary la sua bontà d'animo e infatti è ciò che più lo affascina di lei. Quando Chuck e la sua squadra decidono di distruggere le Industrie Volkoff in modo che Mary non sia più costretta a svolgere l'incarico sotto copertura che per anni l'aveva allontanata dalla famiglia, i primi tentativi di Chuck di sconfiggere Alexei si rivelano vani. Quest'ultimo si sente invincibile per via dell'Hydra tramite la quale può dirigere le Industrie Volkoff senza ostacoli, nel tentativo di impadronirsi dell'Hydra e smantellare le Industrie Volkoff, Mary fa saltare a sua copertura e Volkoff scopre così che la donna che amava lo aveva ingannato per anni, tuttavia Chuck con astuzia fa in modo che Volkoff attraverso il proprio timbro vocale (l'unico modo per accedere all'Hydra) permetta alla CIA di violare il sistema di sicurezza dell'Hydra, adesso possono risalire a tutti gli agente mercenari di Volkoff ed eliminare la sua impresa criminale, inoltre la Beckman e i suoi uomini arrestano Alexei che è caduto in un'imboscata architettata da Chuck.
Volkoff viene rinchiuso nel carcere di River Hill, ma quando sua figlia Vivian, sua erede designata, cerca di impadronirsi del norseman Chuck è costretto a chiedere l'aiuto di Alexei, che viene liberato temporaneamente dal carcere in modo che collabori con Chuck per fermare Vivian. In realtà Volkoff progetta di fuggire grazie alla figlia, ma lei gli volta le spalle per punirlo di aver preferito la sua carriera criminale a lei non essendo mai stato presente nella vita di Vivian. Volkoff, vedendo la figlia diventare una criminale carica di rabbia, per la prima volta prende atto dei suoi errori.
Decker usa su Volkoff un dispositivo di rimozione liberando il suo cervello dall'Intersect, Hartley ritorna come prima, e Chuck lo aiuta a fuggire perché gli serve il suo aiuto: Vivian ha usato su Sarah il norseman e lui deve guarirla. L'Iridio 5 sintetizzato da Hartley non è abbastanza forte per guarire Sarah, serve l'Iridio 6 che Vivian custodisce, Hartley con l'aiuto di Chuck si riconcilia con la figlia e la convince a dargli l'Iridio 6 con cui guarire Sarah, infine tramite due identità fittizie avute da Chuck e Casey, sia Hartley che sua figlia fuggono dai servizi segreti potendo così entrambi costruirsi una nuova vita. Hartley consegna il denaro che ha ottenuto smantellando le Industrie Volkoff a Chuck e con esso egli crea la sua agenzia di spionaggio privata, le Carmichael Industries.

#### Vivian McArthur
Vivian McArthur Volkoff, il cui vero nome è Vivian Winterbottom. Interpretata da Lauren Cohan, doppiata da Daniela Calò. È la figlia di Alexei Volkoff, ha preso il cognome McArthur dalla sua innominata madre, Alexie non è mai stato presente nella sua vita, Vivian ha sempre creduto che fosse un imprenditore petrolifero tuttavia il padre ha praticamente programmato ogni aspetto della vita di Vivian in modo da istruirla affinché a sua insaputa lei diventasse il suo successore alla guida delle Industrie Volkoff, di conseguenza ha fatto in modo che lei imparasse le arti marziali e il tiro al piattello, si è laureata presso la London School of Economics and Political Science e sa parlare cinque differenti idiomi.
Vivian vive in una villa nel Somerset a spese del padre, dopo che Alexei viene arrestato il trafficante d'armi Boris Kaminsky tenta di ucciderla, ma Vivian viene salvata da Chuck e Sarah che la mettono a conoscenza del fatto che il padre è un criminale. Vivian, desiderosa di prendere in mano la propria vita, sentendo che Alexei per troppo tempo non ha fatto altro che contorllarla, decide di aiutare Chuck e neutralizzare Boris, infatti gli tendono una trappola e Vivian, armata di fucile, spara a Boris uccidendolo. Benché Vivian non avesse alcuna intenzione di raccogliere l'eredità criminale del padre, cambia idea quando Riley, l'avvocato della famiglia Volkoff, si propone come suo mentore, dato che lei è in collera con Chuck dopo che quest'ultimo non ha mantenuto la promessa di farle vedere Alexei e autorizzare un colloquio ora che lui è stato arrestato.
Quando Vivian corrompe la spia Damian affinché egli uccida Chuck, non solo fallisce nell'intento ma uccide due agenti, Brody e Lewis, di conseguenza ora Vivian è diventata un bersaglio della CIA. Vivian intende recuperare i componenti dell'arma norseman e assemblarla, tanto che Chuck pur di impedirglielo si fa aiutare da Alexei che viene scagionato temporaneamente, in realtà ciò che vuole Alexei è che Vivian lo aiuti a fuggire e guidare le Industrie Volkoff insieme alla figlia, ma Vivian lo rinnega non perdonandogli gli anni in cui è stato assente nella sua vita. Anche se Vivian non ama la vita criminale che sta abbracciando, vede nella rabbia l'unico rifugio al suo senso di frustrazione.
Una volta ottenuto il norseman Chuck cerca di rubarglielo, in questo frangente le rivela che Alexei è in realtà Hartley Winterbottom un agente dell'MI6 che assunse un'identità criminale per via dell'Intersect che scaricò nel proprio cervello, Sarah uccide Riley dopo che quest'ultimo confessa a Vivian che era stato il padre di Chuck a creare l'Intersect che trasformò Hartley in Alexei Volkoff. Adesso Vivian proietta tutta la sua rabbia contro Chuck e la sua famiglia, da lei ritenuti colpevoli di aver impedito a lei e Hartley di condurre una vita normale, quindi decide di privare Chuck della persona che più ama, ovvero Sarah, usando il norseman su di lei.
Sarah sopravvive venendo subito ricoverata in ospedale ma le serve l'Iridio 6 custodito da Vivian per guarire, Chuck libera Hartley dalla sua prigionia dopo che Decker aveva rimosso l'Intersect dal cervello dell'uomo facendolo tornare come prima. Hartley e Chuck vanno da Vivian supplicandola di salvare Sarah, in realtà loro vogliono salvare anche Vivian dalla strada che ha scelto di percorrere sapendo che, se Sarah morisse per mano sua, lei non riuscirà più a redimersi. Chuck dà a Vivian e Hartley due identità fittizie e irrintracciabili, così potranno scappare e rifarsi una vita lontani dai servizi segreti, Vivian accetta così di dare a Chuck l'Iridio 6 salvando Sarah, con la fuga di Vivian e del padre le Industrie Volkoff cessano di esistere. Vivian e Hartley hanno anche messo a disposizione di Chuck le forze spaciali russe che lo hanno aiutato contro Decker che voleva impedirgli di guarire Sarah.

#### Marco
Marco. Interpretato da Dolph Lundgren, doppiato da Alessandro Rossi. Agente di Volkoff a cui viene dato l'incarico di rintracciare Chuck e Morgan dopo che i due iniziano a indagare sulle Industrie Volkoff, nel tentativo di stanarli, Marco rapisce Casey e Sarah dirottando il jet dove i due stavano volando diretti in Venezuela. Marco porta Casey e Sarah nella base a Mosca delle Industrie Volkoff sperando che tramite loro possa rintracciare Morgan e Chuck, quest'ultimo tuttavia sconfigge gli uomini di Marco e libera Sarah e Casey. Marco scopre che Chuck è il figlio di Mary, dunque lei per impedire che le Industrie Volkoff mettano in pericolo il figlio, spara a Marco uccidendolo.

#### Sofia Stepanova
Sofia Stepanova. Interpretata da Karolína Kurková. Modella molto affermata, in realtà è solo una copertura, infatti è tra i migliori venditori di armi delle Industrie Volkoff, le sfilate di moda a cui prende parte sono un pretesto per incontrare compratori a cui vendere armi. Chuck e Sarah cercano di arrestarla a Milano mentre Sofia cerca di vendere dei proiettili molto sofisticati muniti di chip, proprio durante una sfilata di moda Sarah affronta Sofia sconfiggendola e catturandola.

#### Stanley Wheelwright
Stanley Wheelwright. Interpretato da Robert Englund, doppiato da Dario Penne. È uno scienziato che lavora per le Industrie Volkoff, riesce a creare un gas chiamato Atroxium: chi lo inala è pervaso da un incontenibile senso di terrore. Mary ritenendo che un'arma del genere non possa assolutamente finire nel mercato nero interrompe momentaneamente la sua copertura alle Industrie Volkoff e tende una trappola a Wheelwright convincendolo ad andare a Los Angeles, facendogli credere di aver trovato un cliente interessato all'Atroxium, in realtà Mary lo cattura permettendo alla CIA di prenderlo in custodia. Wheelwright tenta la fuga ma Chuck e Sarah riescono a impedirglielo e ad arrestarlo.

#### Riley
Riley. Interpretato da Ray Wise, doppiato da Pino Ammendola. È l'avvocato di Volkoff, in realtà Riley è anche un agente delle Industrie Volkoff, è una delle poche persone che conosce la verità su Alexei, ovvero che è un agente dell'MI6 e che la sua vera identità è quella di Hartley Winterbottom, non è chiaro come lo abbia scoperto benché fosse da sempre un'informazione top secret della CIA. Riley è un uomo spietato pronto a uccidere senza esitazione. Dopo l'arresto di Alexei, è proprio Riley che esorta Vivian a prendere il posto del padre alla guida delle Industrie Volkoff seguendo le volontà di Alexei, nonostante l'iniziale rifiuto da parte della ragazza, in seguito accetta la sua offerta. Riley diventa praticamente il "Numero 2" di Vivian, vuole a tutti i costi convertirla in una criminale. Quando Vivian e Riley assemblano il norseman quest'ultimo usa l'arma per uccidere alcuni dei trafficanti d'armi più pericolosi che operano nel business criminale dopo aver teso una trappola a tutti loro con il pretesto di mettere il norseman all'asta. Riley tenta di uccidere Chuck, ma in suo aiuto interviene Sarah che spara a Riley uccidendolo.

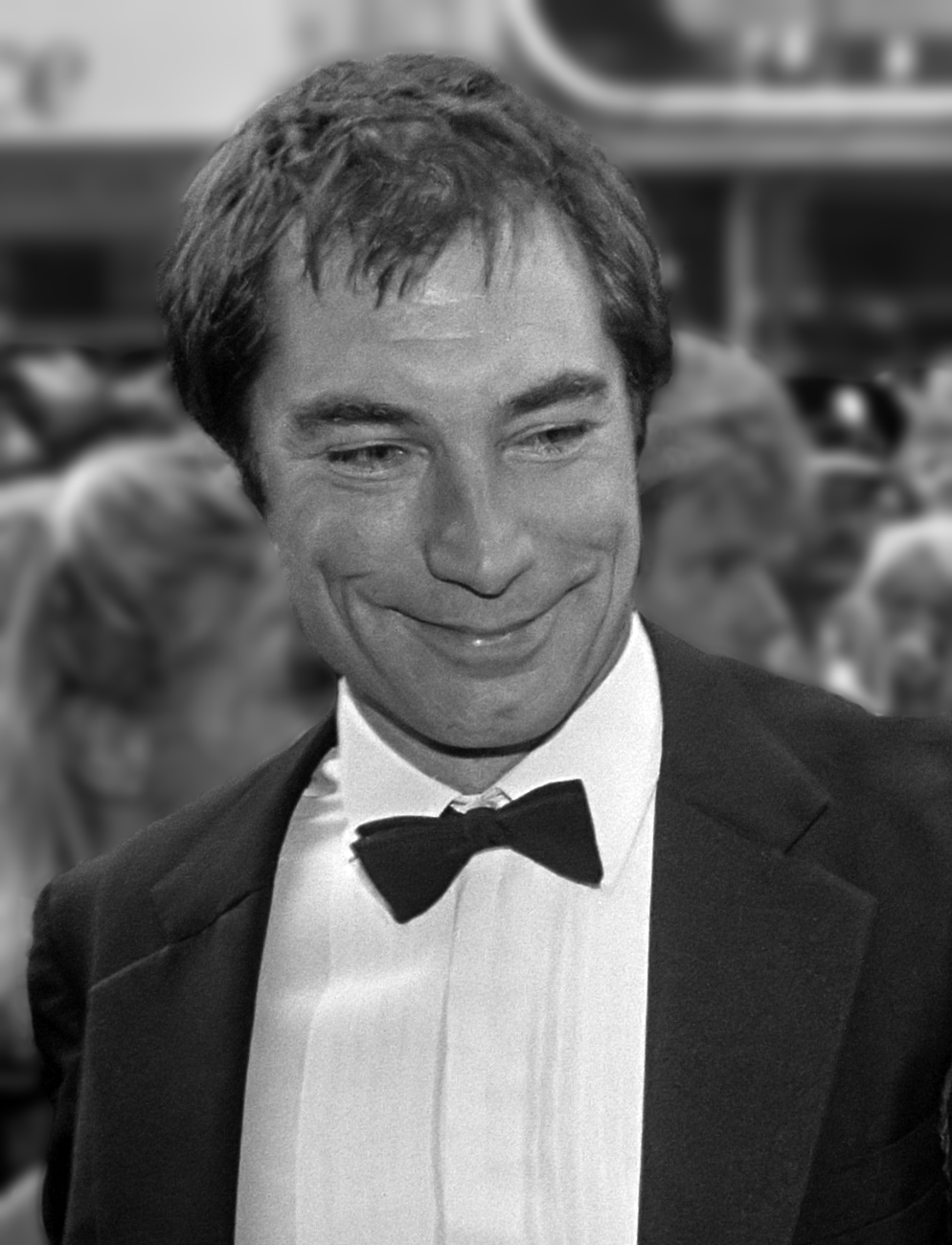
Timothy Dalton interpreta Alexei Volkoff
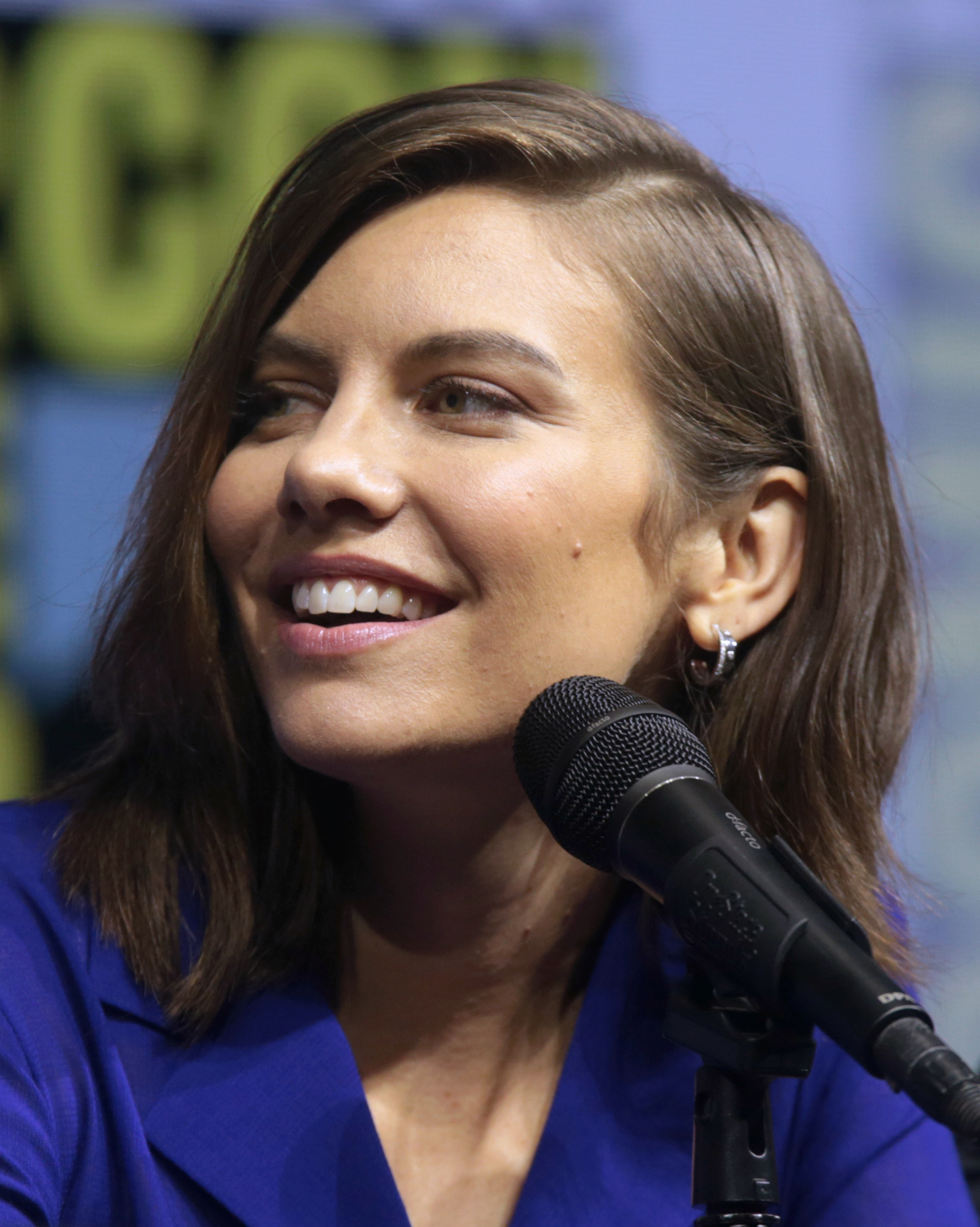
Lauren Cohan interpreta Vivian McArthur
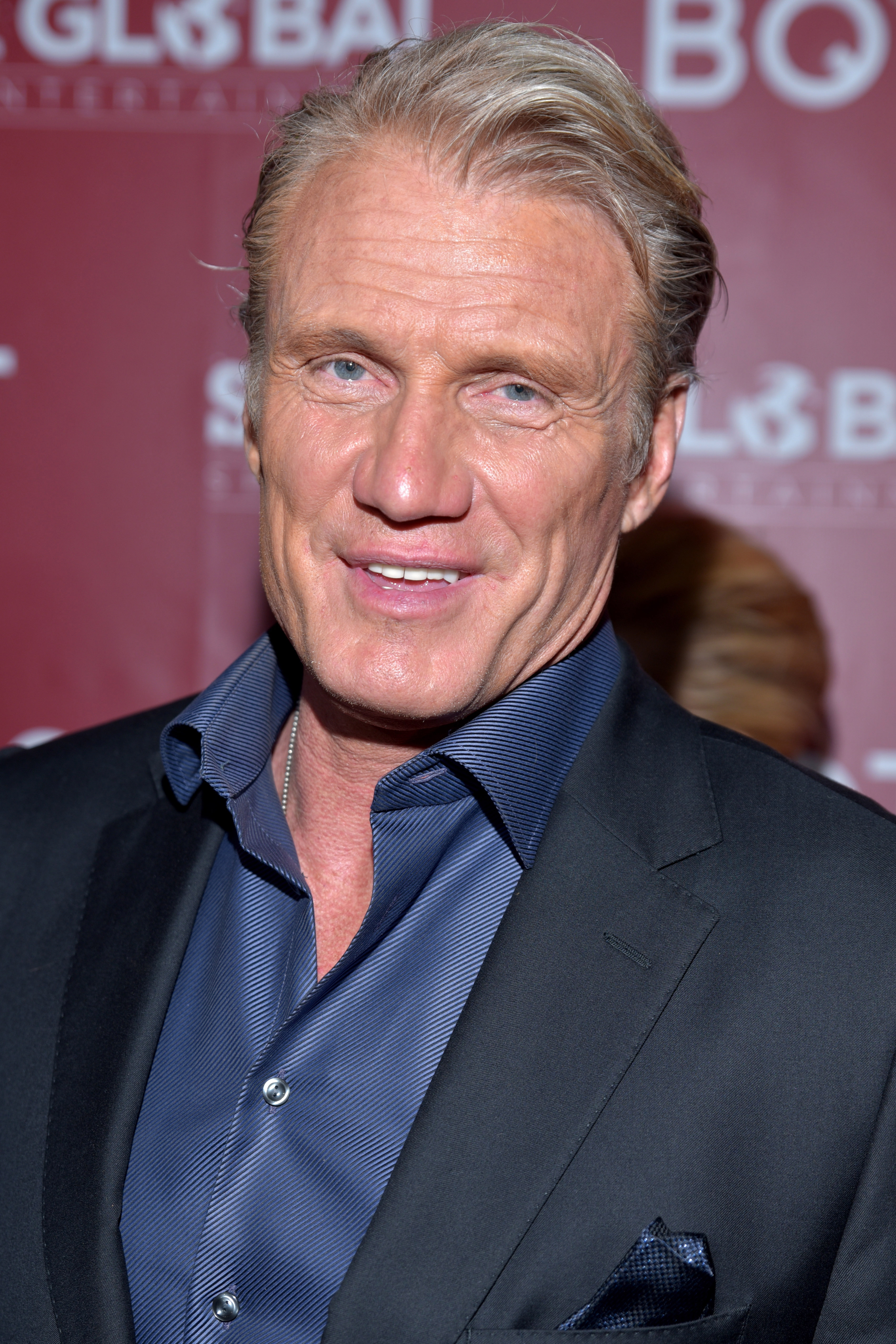
Dolph Lundgren interpreta Marco
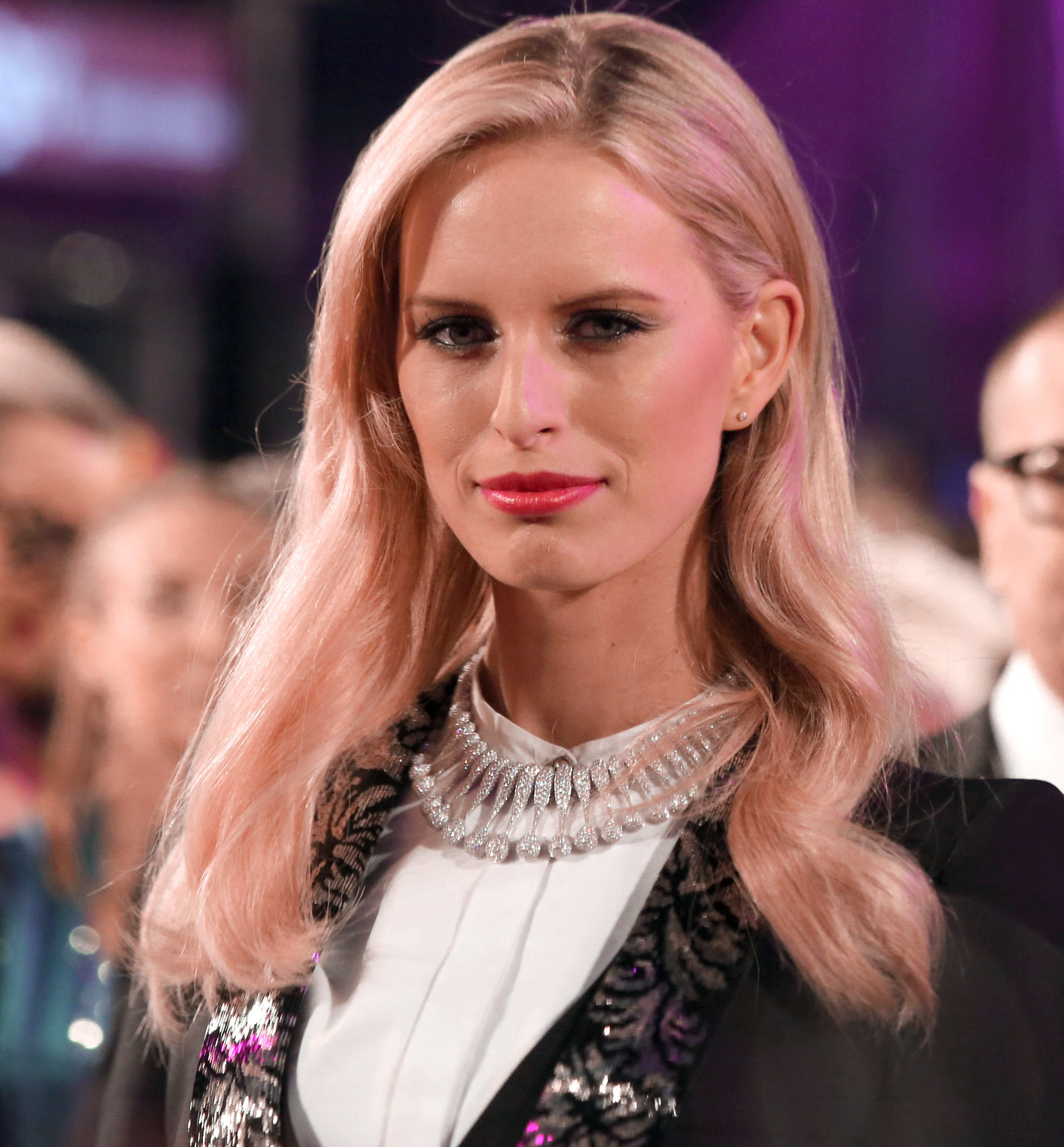
Karolína Kurková interpreta Sofia Stepanova
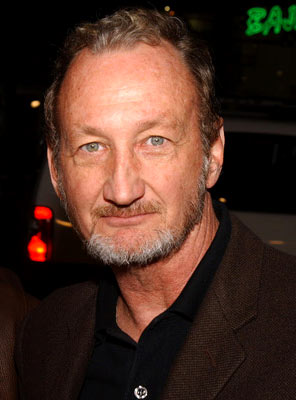
Robert Englund interpreta Stanley Wheelwright
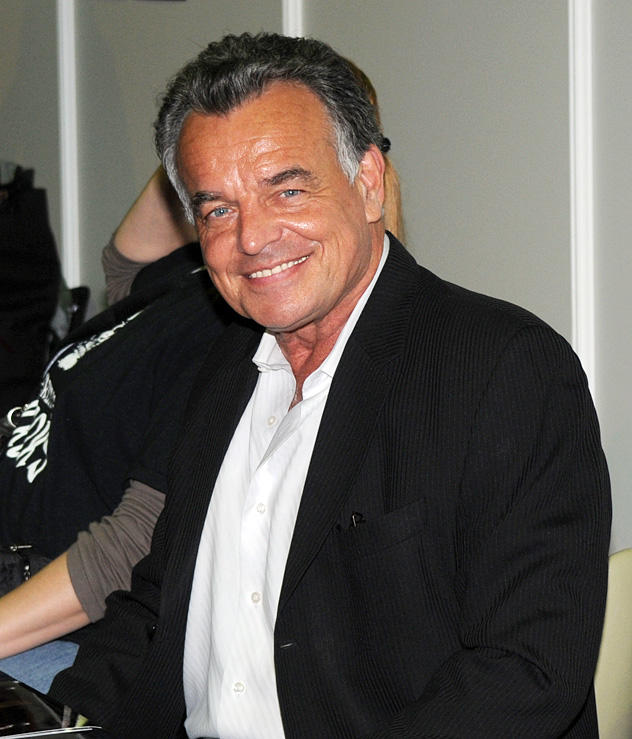
Ray Wise interpreta Riley

## Altri personaggi

### Lou Palone
Lou Palone. Interpretata da Rachel Bilson, doppiata da Domitilla D'Amico. Proprietaria di un negozio di sandwich chiamato Lou's Deli. Incontra Chuck al Buy More, dove si reca per farsi riparare il cellulare, tra i due c'è subito attrazione e iniziano a uscire insieme, quella con Lou è stato il primo tentativo di Chuck di avere una relazione con una donna da quando ha iniziato a lavorare per la CIA. Benché Chuck e Sarah siano costretti a fingersi una coppia, loro due si amano per davvero, ma l'incontro con Lou mette in evidenza che come Chuck abbia bisogno nella sua vita di una relazione sentimentale che possa essere autentica, quella che sente di non poter avere con Sarah, tra l'altro la presenza di Lou che in parte risalta la gelosia di Sarah, fa capire a quest'ultima per la prima volta che lei ama davvero Chuck benché la sua professionalità le impedisca di esternarlo.
Nonostante il desiderio di Chuck sia quello di avere con Lou una vita tranquilla, lei viene involontariamente coinvolta in una missione che riguarda direttamente il suo ex fidanzato, a insaputa di Lou un trafficante d'armi, infatti Chuck e la sua squadra necessitano della sua collaborazione, Chuck le fa credere di essere un agente della Food and Drug Administration sotto copertura. Lou e Chuck convengono entrambi che la cosa migliore sia interrompere la loro relazione, anche se Chuck riconosce che Lou sarebbe stata per lui la fidanzata perfetta comprende di non poterla amare quanto Sarah, i due quindi si lasciano in rapporti amichevoli.

### Heather Chandler
Heather Chandler, coniugata Ratner. Interpretata da Nicole Richie, doppiata da Ilaria Latini (stagione 2) e Laura Latini (stagione 4). Lei e Sarah sono state compagne di liceo quando quest'ultima viveva a San Diego (poco prima che venisse reclutata dalla CIA) mentre Sarah era la tipica ragazza sfigata e emarginata, Heather era una spocchiosa cheerleader più volte reginetta dell'homecoming, era sempre cattiva con Sarah, anche adesso nonostante lei sia ora una donna attraente, Heather la chiama ancora "brutto anatroccolo" non manca mai occasione per provocarla davanti a Chuck, effettivamente Heather è una delle poche persone che riesce a far perdere le staffe a Sarah. Heather è all'insaputa di tutti una trafficante d'armi, ha sposato Mark Ratner anche lui suo compagno di liceo, attualmente ingegnere dell'aeronautica militare, anche se Heather è consapevole che Mark è un brav'uomo e un marito devoto, non è capace di anteporre il loro matrimonio al proprio egoismo e alla propria avidità.
Heather e Mark incontrano Sarah per puro caso a Burbank, e la invitano a venire con loro alla riunione degli ex alunni del liceo, in quel frangente Sarah scopre che Heather è una criminale, infatti dopo aver lottato contro Heather riuscendo a sopraffarla, Sarah arresta la sua ex compagna di liceo. Due anni dopo Heather e Hugo Panzer vengono assegnati alla custodia di Chuck e Sarah in attesa che vengano trasferiti in un carcere di massima sicurezza, tuttavia si rivela un piano di Volkoff che ha incaricato Panzer di uccidere Heather per punirla di aver sabotato un suo affare, tuttavia Chuck e Sarah riescono a proteggerla: ciò mette in evidenza come la presenza di Chuck abbia influenzato positivamente Sarah, la quale ammette che in passato era come Heather, egoista e manipolatrice, ma il fatto che abbia salvato Heather benché non fosse costretta a farlo è la prova che ormai Sarah, diversamente da Heather, ha avuto la forza di diventare una persona migliore, tra l'altro anche Heather ha apprezzato che Sarah le abbia salvato la vita riconoscendo che lei rispetto a Heather è una donna migliore venendo infine scortata in prigione. Nonostante l'atteggiamento livoroso che Heather ha nei confronti di Chuck, lo reputa una brava persona ritenendo che lui e Sarah siano una bella coppia.

### Bolonia Grimes
Bolonia Garcia Bougainvilla Grimes Tucker, interpretata da Patricia Rae, doppiata da Germana Savo. È la madre di Morgan, donna single, lui rimane a vivere da lei per tutte le prime due stagioni, fino a quando non andrà a vivere con Chuck, a casa sua. Intraprenderà una relazione con Big Mike il quale è reduce da un divorzio, avendolo conosciuto tramite un sito online per incontri, solo in un secondo momento gli rivela di essere la madre di Morgan, all'inizio non gli aveva detto che aveva un figlio. In una gag ricorrente della serie, Big Mike mette sempre a disagio Morgan con dettagli spinti sulla sua vita sessuale con Bolonia. Nella quinta stagione si apprende che Bolonia e Big Mike si sono sposati.

### Alejandro Goya
Alejandro Fulgencio Goya. Interpretato da Armand Assante, doppiato da Michele Kalamera. Il Generalissimo Alejandro Goya è il dittatore a capo della nazione latinoamericana fittizia nota come Costa Gravas. Come rivoluzionario prese il potere spalleggiato dalla sua amata moglie Hortencia nel colpo di stato del 1974. Di ideologie comuniste, egli non rispecchia lo stereotipo dell'oligarca, è un uomo allegro, amichevole e generoso, amante della baldoria ed estremamente benvoluto dai suoi cittadini, inoltre è un uomo coraggioso con spirito di sacrificio, benché sia accusato di aver trasformato il Costa Gravas in uno stato canaglia. Casey aveva tentato per ben tre volte di ucciderlo di modo da eliminare la sua pericolosa presenza sulla scena politica mondiale, tuttavia i tentativi dell'uomo si conclusero tutti con un fallimento, nonostante i diversi schieramenti politici e ideologici Casey e Goya matureranno un rispetto reciproco. Sarà proprio Goya a battezzarlo Angel de la muerte (Angelo della morte). Casey conosce tutto di Goya, avendolo studiato a fondo nel periodo in cui attentò alla sua vita, persino il suo film preferito (Voglia di tenerezza).
Goya rivedrà la sua visione politica, tanto da indirre delle elezioni democratiche, fa il suo arrivo a Los Angeles, per dei problemi cardiaci con Devon come suo medico curante. In realtà il suo pessimo stato di salute è dovuto all'Anello che infatti lo vuole morto, ma Chuck, Sarah e Casey riescono a impedire la morte di Goya, in particolare Casey si rivela determinate perché tramite una trasfusione di sangue lo salva avendo il medesimo gruppo sanguigno. In seguito la moglie Hortencia tenta di rovesciare il governo prendendo il posto del marito affiancata da Juan Pablo Turrini (capo della polizia segreta del Costa Gravas) infatti anche Casey sospettava già da tempo che Juan cospirasse contro Goya, addirittura Hortencia minaccia di ricorrere al nucleare che il Costa Gravas segretamente custodiva. In realtà Hortencia è ancora innamorata del marito, il suo colpo di stato è solo una manifestazione dei suoi dissapori coniugali dato che accusa Goya di non averle dato la dovuta considerazione, Chuck e Sarah li aiutano a riconciliarsi, inoltre Chuck e Casey catturano Juan. Goya in segno di riconoscenza permette alla CIA di confiscare le armi nucleari che erano in suo possesso.

### Kathleen McHugh
Kathleen McHugh. Interpretata da Clare Carey, doppiata da Claudia Razzi. Era la fidanzata di Casey, quando egli portava ancora il suo vero nome (Alexander Coburn) i due avrebbero dovuto sposarsi, Casey la considerava l'amore della sua vita. Ma, quando Keller gli propose di diventare una spia e inscenare una falsa morte, Casey accettò cambiando nome, separandosi così da Kathleen che per anni ha creduto che fosse morto. Casey ignorava che Kathleen aspettasse una bambina da lui. Ancora adesso Casey conserva delle foto di lui e Kathleen di quando erano giovani, infatti non è mai riuscito a dimenticarla completamente.
Quando Keller minaccia di far del male a Kathleen mette Casey nella posizione di tradire i servizi segreti e di passare dalla parte dell'Anello, tuttavia Chuck salva Kathleen dagli uomini di Keller mentre quest'ultimo viene ucciso da Casey garantendo la sicurezza di Kathleen. In questo frangente Casey scopre di aver avuto da Kathleen una figlia, Alex. Kathleen attualmente ha un nuovo fidanzato. Alex, all'insaputa della madre, ora che ha scoperto che Casey è ancora vivo, inizia a frequentarlo, cosa che col tempo mette a disagio sia Alex che Casey, tanto che i due convengono che la cosa giusta sia raccontare a Kathleen la verità, ovvero che Casey è ancora vivo, quando lei scopre che Casey è una spia e che non è morto come lei credeva, decide di perdonarlo, i due sembreranno tornare in rapporti amichevoli.

### Alex McHugh
Alexandra "Alex" McHugh. Interpretata da Mekenna Melvin, doppiata da Ilaria Latini. È la figlia di Kathleen e Casey, quest'ultimo per anni è stato all'oscuro della sua esistenza, Alex come sua madre credeva che fosse morto. Ormai una giovane donna, Casey scopre che Alex è sua figlia, lavora in un diner a Silver Lake per poi prendere la laurea in criminologia. Conosce le basi del combattimento corpo a corpo essendo la migliore del corso di autodifesa da lei frequentato.
Casey, quando scopre di essere il padre di Alex, cerca di conoscerla meglio frequentando il diner dove lei lavora, si vede costretto a rivelarle tutta la verità quando l'Anello minaccia di farle del male, infatti Casey riesce a proteggerla. Sconfitto l'Anello, Casey e Alex iniziano ad allacciare un legame, imparano rapidamente a volersi bene, Casey si rivela un padre protettivo e apprensivo. Alex ha avuto un ruolo fondamentale nel cambiamento di Casey, avendolo aiutato a diventare un uomo più aperto a sentimenti quali l'amicizia e l'amore per la famiglia. Benché Casey abbia sempre affermato che non ha mai rimpianto di aver rinunciato ad avere una famiglia preferendo la sua carriera nella sicurezza nazionale, conoscere Alex farà sì che lui rimetta in discussione le sue scelte, più volte infatti ha ammesso di aver rimpianto di non esserle stato vicino nella sua crescita.
Lei e suo padre hanno alcune cose in comune, ad esempio quando sono un po' nervosi hanno l'abitudine di incrociare le dite, inoltre come afferma Morgan, quando Alex si arrabbia i tratti del suo viso ricordano molto quelli di Casey.
Alex e Morgan si innamorano, all'inizio i due si frequentano da amici ma poi Alex esterna il suo desiderio di essere la sua fidanzata, benché Casey all'inizio non fosse contento di vederli insieme, decide poi di sostenere il loro amore. Quella con Alex è stata per Morgan la prima relazione sentimentale in un contesto più maturo, tanto che anche Ellie ha affermato che Alex è la ragazza giusta per lui. Alex, benché sia consapevole che Casey e Morgan lavorano nello spionaggio, così come anche Chuck e Sarah, ammette che si sente estranea a quell'ambiente.
La sua relazione con Morgan entra in crisi quando lui, dopo aver scaricato nel proprio cervello una versione dell'Intersect 2.0 si trasforma in una persona arrogante e superficiale, al punto che lascia Alex senza alcun riguardo spezzandole il cuore. Una volta che Morgan si fa rimuovere l'Intersect dal suo cervello tornando come prima, riesce con non poca fatica a riconquistare Alex. Nell'ultimo episodio Alex e Morgan decidono di andare a vivere insieme, e Casey si trasferisce a Dresda lasciando ai due la loro casa, infine Casey e Alex si salutano con affetto.

### Adelbert De Smet
Adelbert De Smet. Interpretato da Richard Chamberlain. Soprannominato Il Belga si è arricchito nello spionaggio industriale. Chuck in missione con l'agente della CIA Jim Rye a Gstaad cerca di sabotare un'asta dove De Smet tenta di vendere dei diamanti a dei potenti criminali, ma poi si scopre che i diamanti erano una copertura: al loro interno ci sono dei microdot contenenti dei dati su Chuck, infatti De Smet ha scoperto che lui è l'Intersect umano. De Smet spara a Rye e lo uccide, per poi sequestrare Chuck, lo porta in un laboratorio in Tailandia con lo scopo di estrarre le informazioni contenute nell'Intersect custodite nel suo cervello a scopo di lucro, tuttavia intervengono Sarah, Casey e Morgan che salvano Chuck oltre a catturare De Smet.

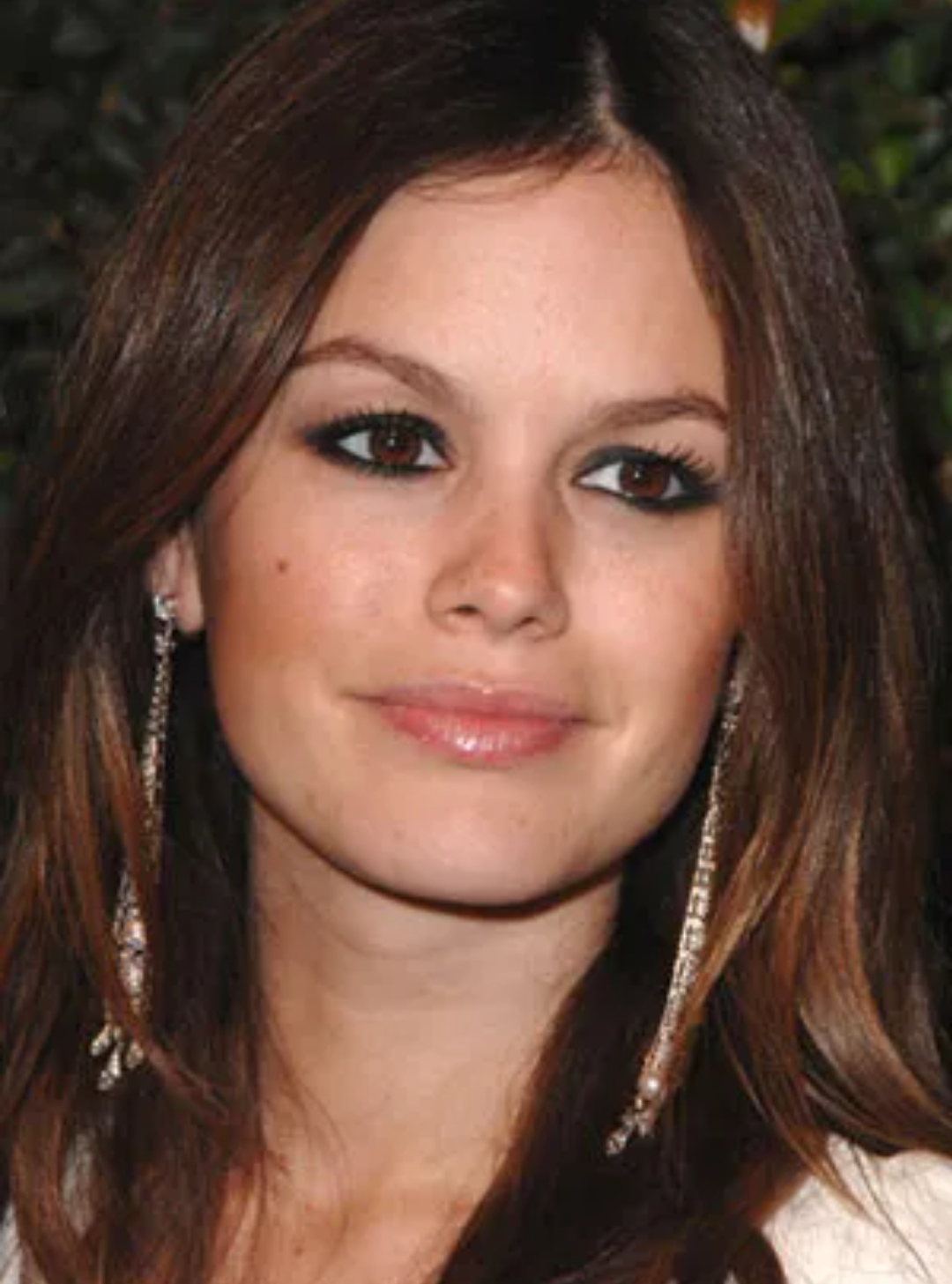
Rachel Bilson interpreta Lou Palone
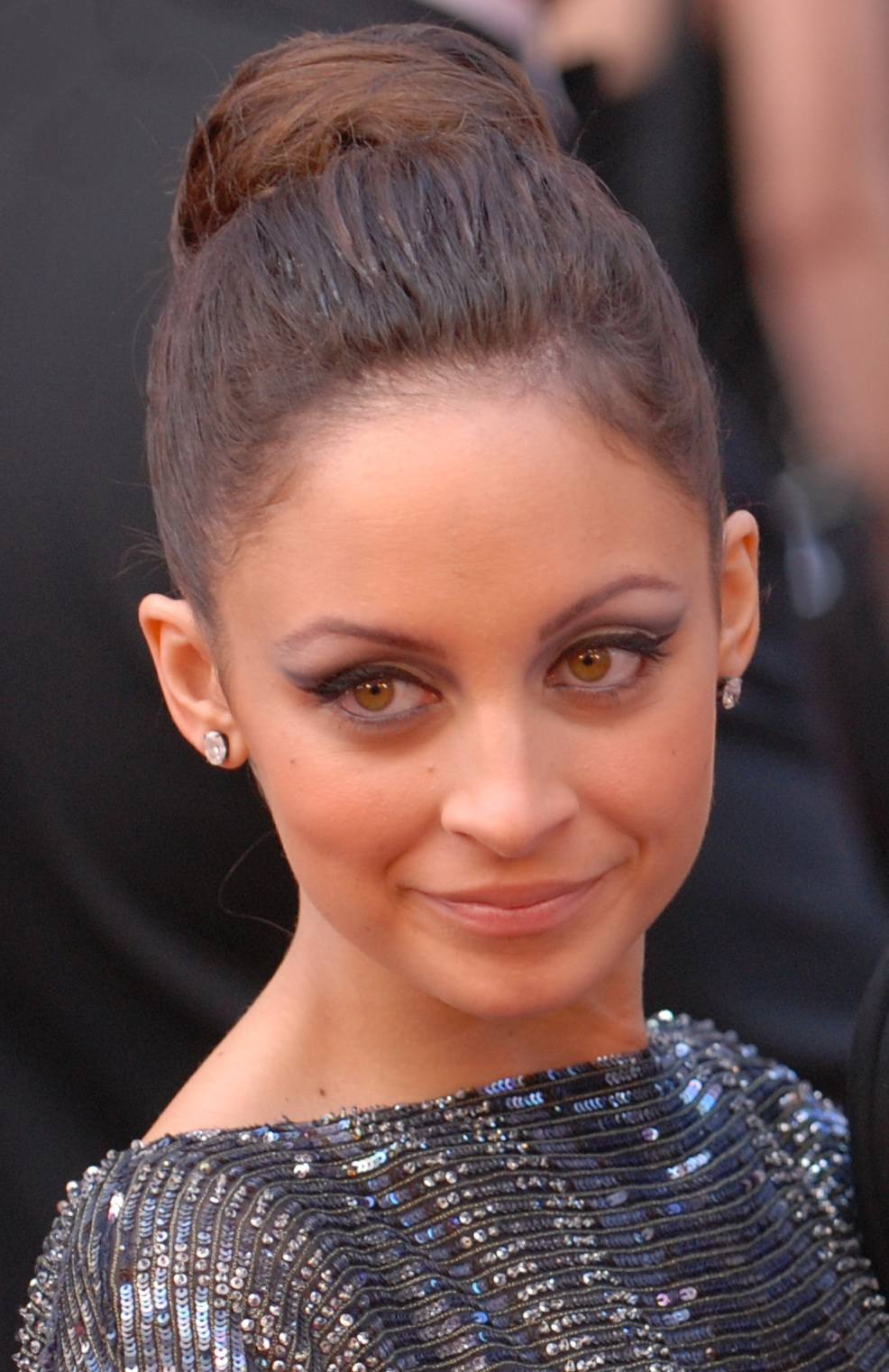
Nicole Richie interpreta Heather Chandler
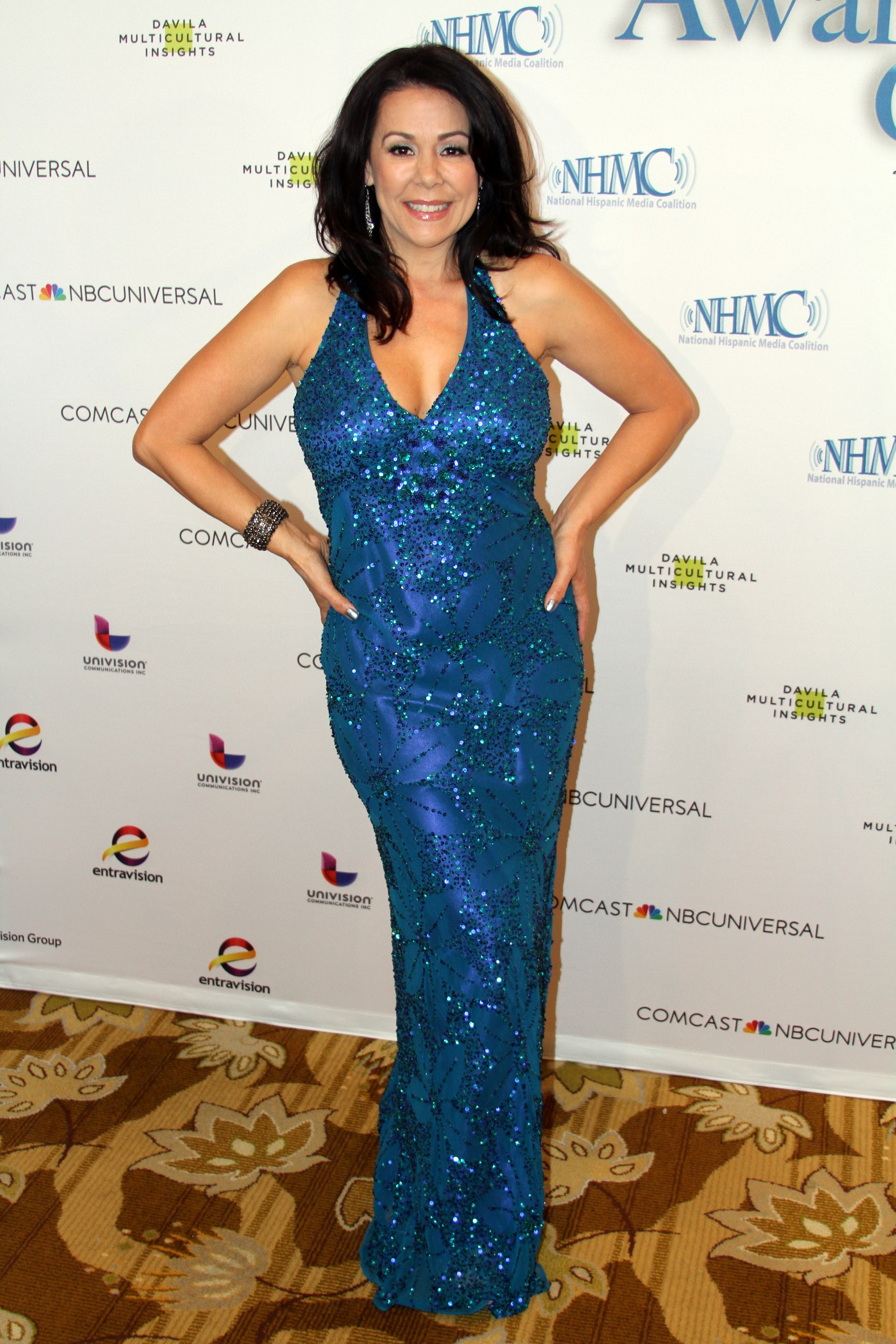
Patricia Rae interpreta Bolonia Grimes
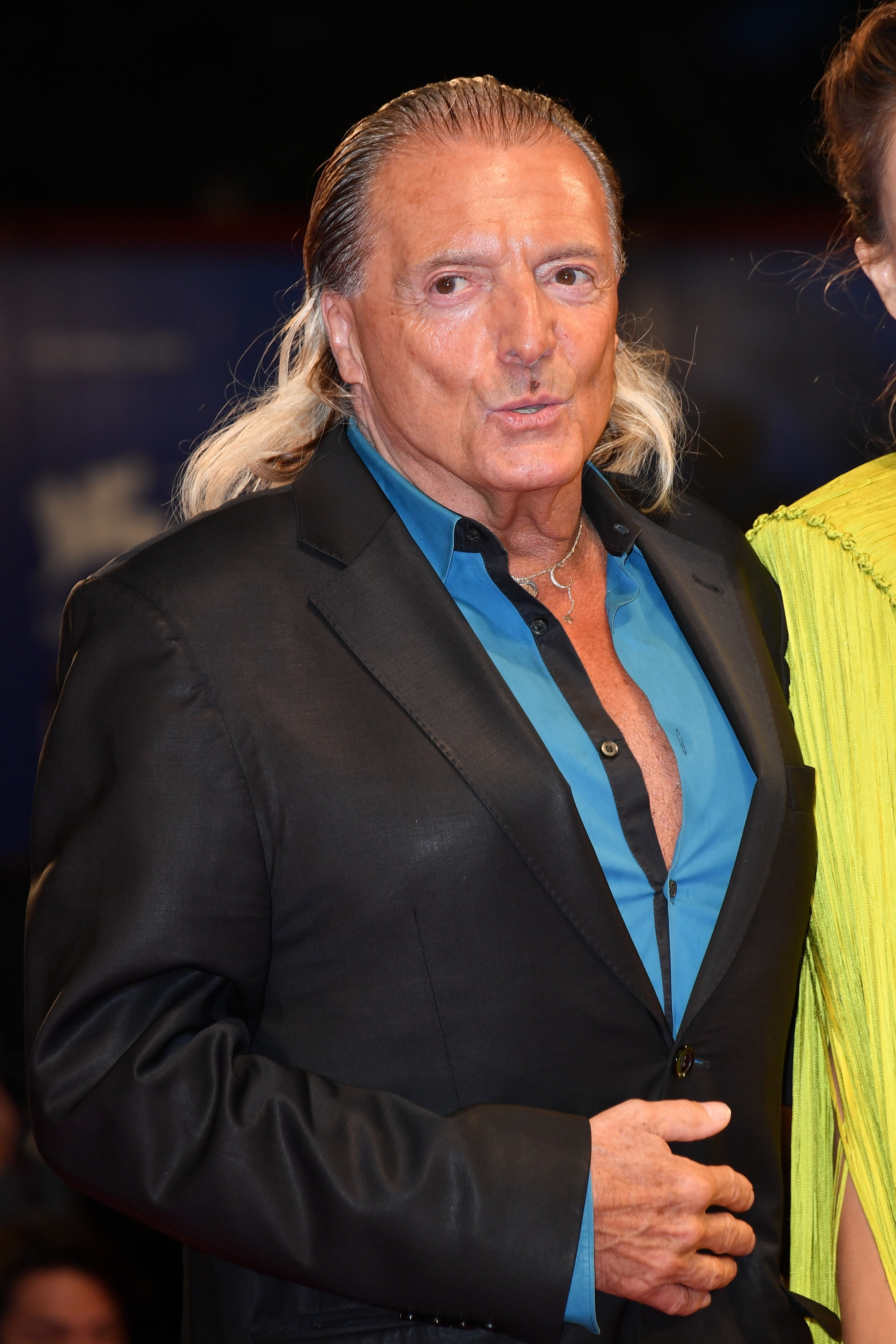
Armand Assante interpreta Alejandro Goya
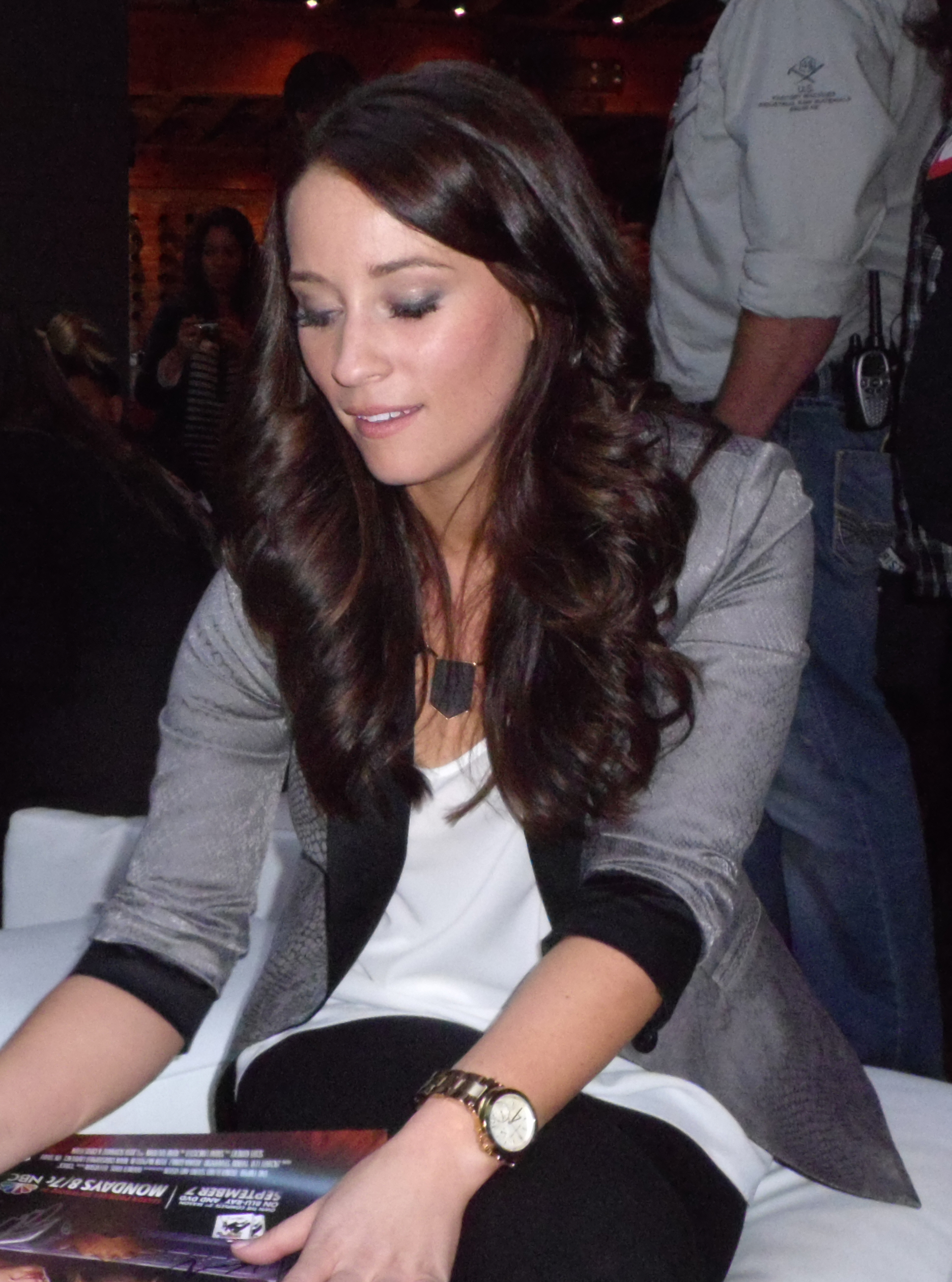
Mekenna Melvin interpreta Alex McHugh